# Église Saint-Rémi de Marines
L'église Saint-Rémi est une église catholique paroissiale située à Marines (Val-d'Oise), en France. Elle succède à une chapelle, que le roi Louis le Gros donne aux chanoines réguliers de saint Augustin de l'abbaye Saint-Vincent de Senlis entre 1125 et 1130. Les chanoines assurent le service paroissial, et font édifier l'église actuelle à partir du milieu du XIIe siècle. La première travée du chœur, le transept et les grandes arcades au nord de la nef sont les seuls éléments qui en subsistent à ce jour. Ils appartiennent au style gothique primitif. La dédicace de l'église au titre de Saint-Rémi est célébrée le 12 juillet 1256 par Eudes Rigaud, archevêque de Rouen. L'église souffre sous la Guerre de Cent Ans, et est reconstruite par étapes successives à partir du XVIe siècle. Les grandes arcades au sud de la nef notamment affichent le style gothique flamboyant. Elles sont reprises en sous-œuvre dès le milieu du siècle, et munies de chapiteaux Renaissance. En 1562, l'archidiacre Guillaumes Germain fait appel au maître-maçon Nicolas Le Mercier pour édifier un porche devant le collatéral sud, qui représente l'un des deux éléments remarquables de l'église. Le pourtour des collatéraux est également refait dans le style de la Renaissance, mais les travaux ne sont pas achevés, ce qui est particulièrement évident dans le collatéral nord. En 1618, les pères Oratoriens se substituent aux chanoines. Peu de temps après, le seigneur Nicolas Brulart de Sillery commande une chapelle funéraire à l'architecte François Mansart. Elle est aujourd'hui dédiée au Sacré-Cœur de Jésus, et représente l'autre élément remarquable de l'église. Les parties orientales ont pratiquement perdu tout leur caractère et leur intérêt au cours des remaniements et restaurations maladroites qu'elles ont subis depuis la Renaissance. 
L'église est toutefois inscrite au titre des monuments historiques par arrêté du 16 juin 1926. L'ancienne chapelle funéraire devenue la chapelle du Sacré-Cœur est classée par arrêté du 19 juin 1981. L'église Saint-Rémi en totalité, est classée par arrêté du 12 janvier 2024 qui se substitue aux arrêtés d'inscription et de classement précédent. À ce jour, l'intérieur de l'église attend toujours une restauration. L'église Saint-Rémi est aujourd'hui au centre d'un grand regroupement paroissial, qui s'étend sur trente-quatre communes. Les messes dominicales y sont célébrées chaque dimanche à 11 heures.

## Localisation

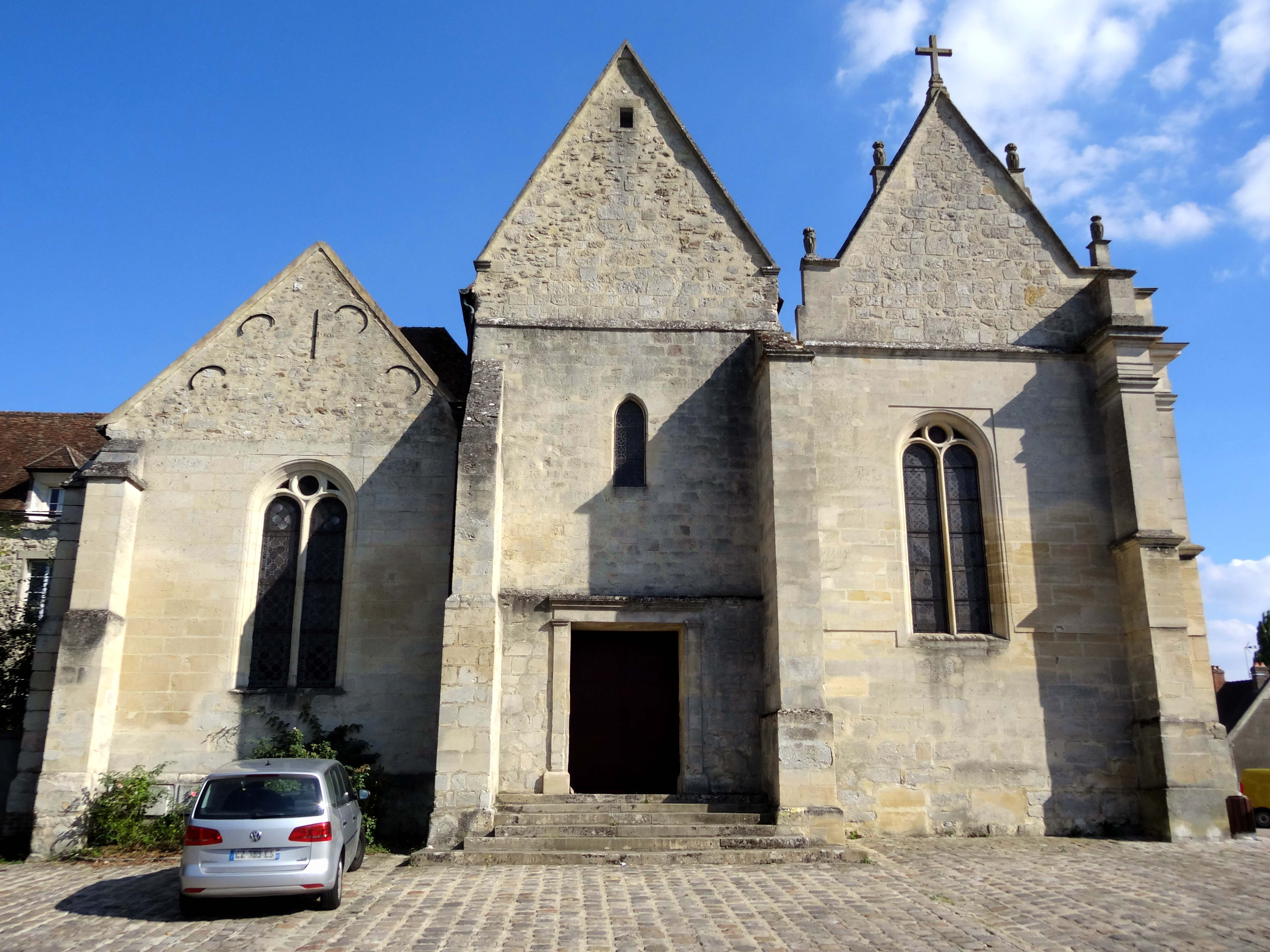
Façade occidentale.

L'église Saint-Rémi se situe en France, en région Île-de-France et dans le département du Val-d'Oise, dans le Parc naturel régional du Vexin français, sur la commune de Marines, au nord de la place du marché, dite place du maréchal Leclerc, près de la mairie. L'élévation méridionale et la façade donnent sur la place. Le chevet est visible depuis un terrain situé entre la mairie et le jardin de l'ancien couvent des Oratoriens, dont une partie est aujourd'hui utilisée comme presbytère. Le croisillon nord ou chapelle de la Vierge Marie est englobé dans l'ancien couvent, et n'apparaît pas comme élément de l'église depuis l'extérieur. Le reste de l'élévation septentrionale est enclavé dans le domaine de l'ancien couvent, et non visible depuis le domaine public. Depuis la rue Jean-Mermoz, il est toutefois possible d'apercevoir de loin le côté nord-est de l'église.

## Historique

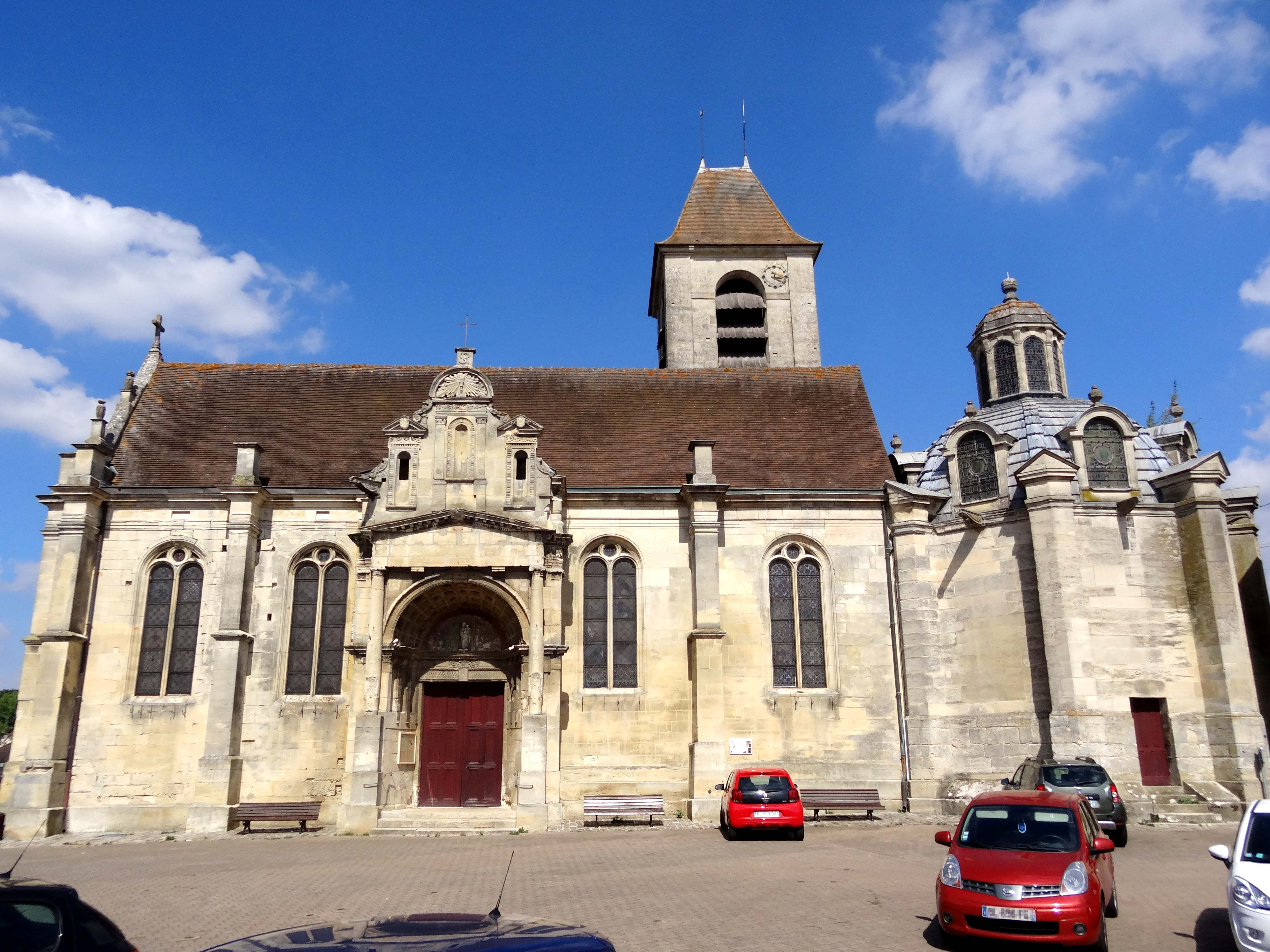
Vue depuis le sud.

Le bourg de Marines n'est pas d'origine très ancienne. Longtemps, ce n'est qu'un pauvre village qui vit à l'ombre de la localité voisine de Chars, dont la splendeur de l'église Saint-Sulpice reflète encore sa prospérité ancienne. En 1250, Marines ne compte que vingt feux, c'est-à-dire foyers, et le hameau des Hautiers en compte autant, alors que Chars représente trois cent quarante feux. Les premiers habitants s'étaient installés aux Hautiers, sur le plateau du Caillouet, qui a été défriché par les moines du prieuré du Rosnel (sur l'actuelle commune de Bréançon) à partir du milieu du XIe siècle. Un peu plus tard, une première chapelle est construite à l'emplacement de l'actuelle église. Tout ce que l'on sait de cette chapelle est qu'elle était construite en pierre de Nucourt, et que le bois de sa charpente provenait de Bréançon et Santeuil. Entre 1125 et 1130, le roi Louis le Gros, comte du Vexin, donne la chapelle à l'abbaye Saint-Vincent de Senlis (chanoines réguliers de saint Augustin). Les chanoines fondent aussitôt un prieuré à Marines.

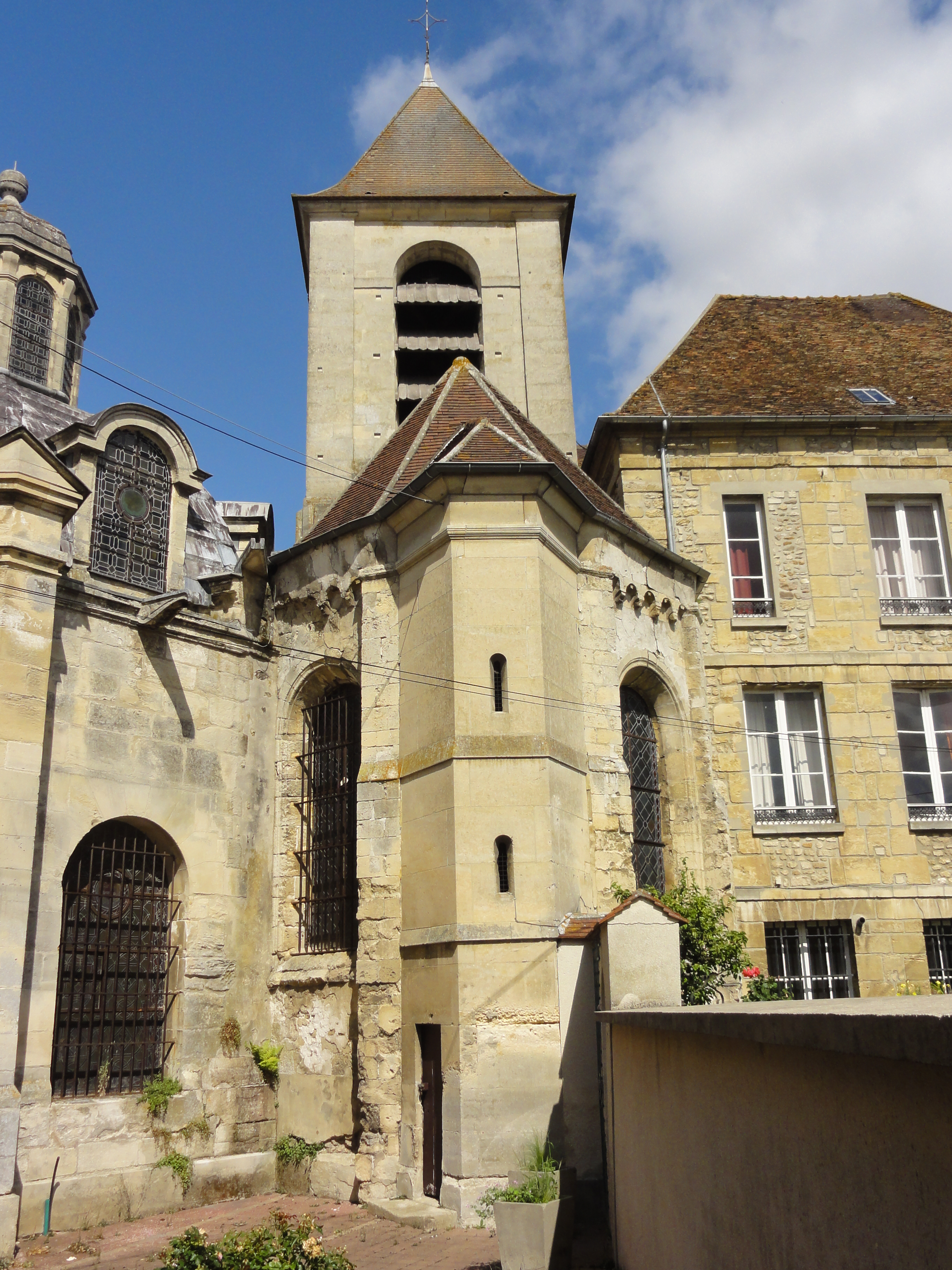
Une cage d'escalier a été plaquée devant le chevet.

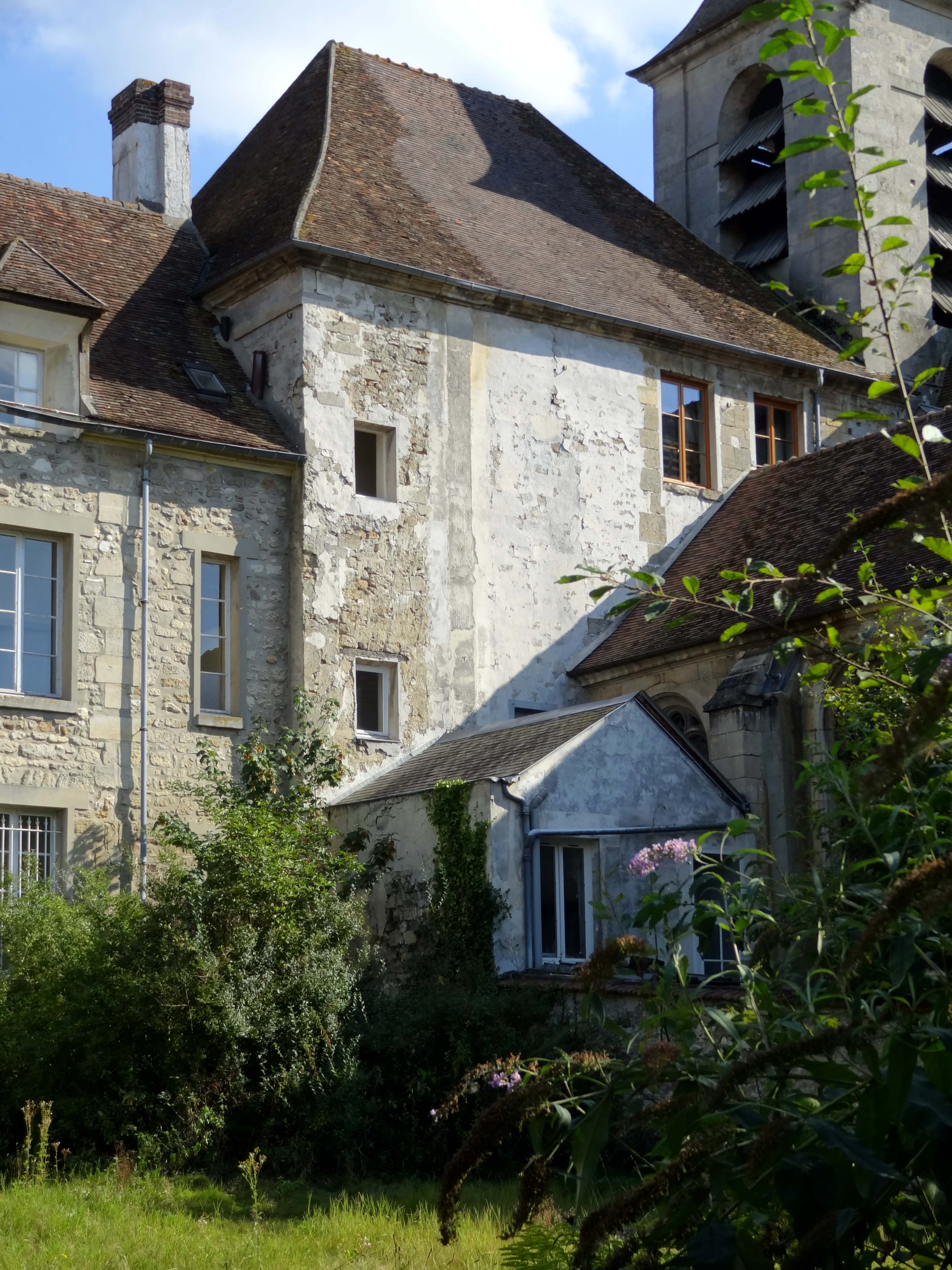
Le croisillon nord est englobé dans l'ancien couvent des Oratoriens.

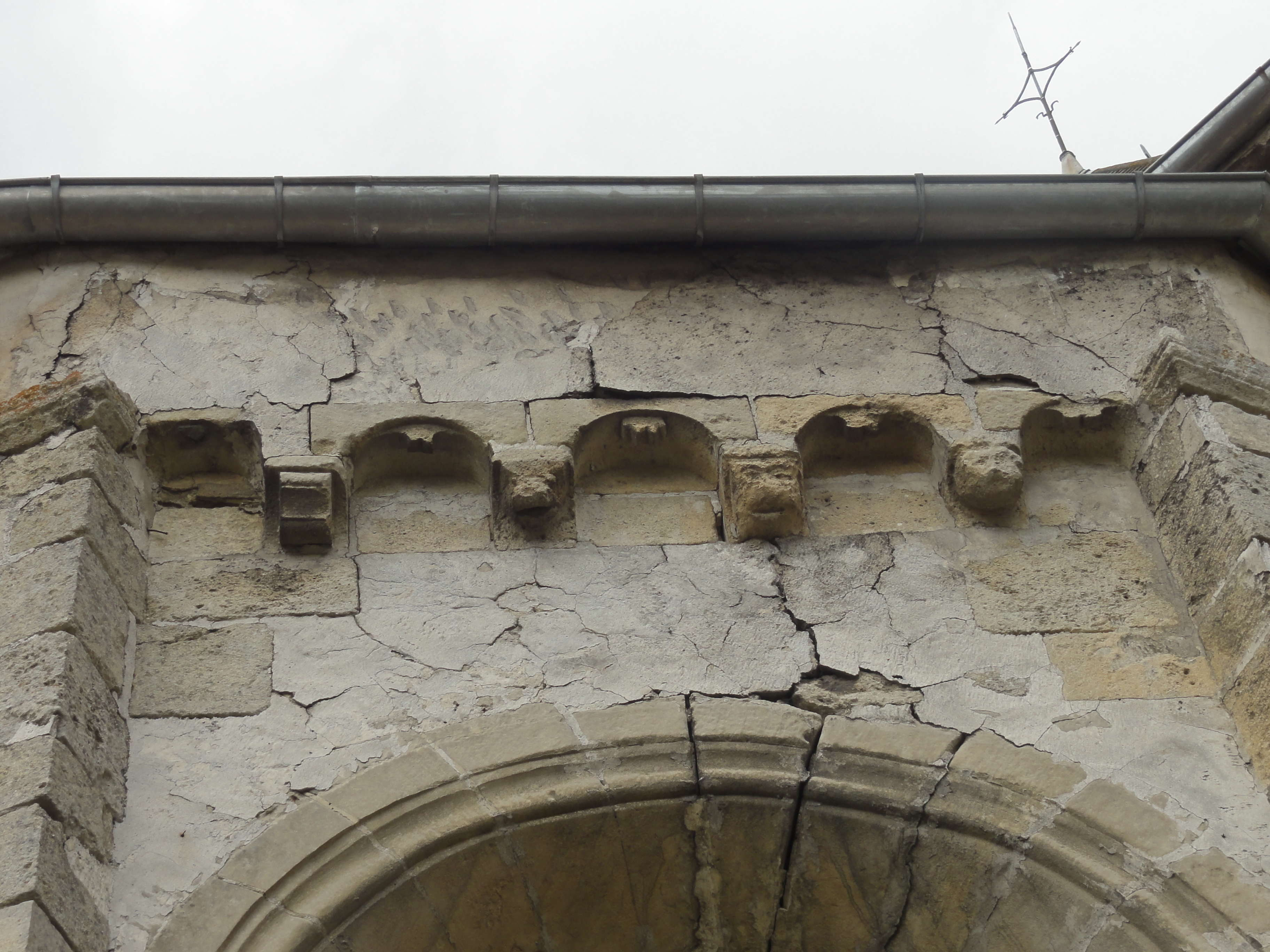
La corniche beauvaisine de l'abside subsiste de la 2e moitié du XIIe siècle.

Un quart de siècle plus tard, ils font construire un nouveau chœur et un nouveau transept, dont les voûtes semblent subsister à ce jour. En jugeant d'après les trois chapiteaux gothiques au nord de la nef, celle-ci date de la seconde moitié du XIIe siècle. Au début du XIIIe siècle, les chanoines parviennent à agrandir le domaine agricole et forestier du prieuré et reçoivent de nouvelles dîmes, ce qui leur permet d'agrandir l'église. Ces travaux portent vraisemblablement sur la reconstruction des parties orientales provenant de l'ancienne chapelle, sachant que la nef est traditionnellement à la charge des paroissiens sous l'Ancien Régime. Aucun élément en élévation ne peut être attribué avec certitude à la campagne de la première moitié du XIIIe siècle. Une fois achevée, l'archevêque de Rouen, Eudes Rigaud, procède à la dédicace de l'église au titre de Saint-Rémi, le 12 juillet 1256. La paroisse de Marines dépend de l'archidiaconé du Vexin français de l'archidiocèse de Rouen jusqu'à la Révolution française, et le collateur de la cure est le prieur de Marines. Le service paroissial est assuré par les pères Augustins jusqu'en 1618, et par les pères Oratoriens de cette date jusqu'en 1794 (voir la plaque des curés). Sous la Guerre de Cent Ans, l'église Saint-Rémi souffre de destructions partielles et d'un manque d'entretien. Elle est réparée et remaniée à la période gothique flamboyante, au second quart du XVIe siècle. Faute de moyens, ces travaux ne sont pas achevés, et semblent principalement porter sur la nef et ses bas-côtés. Notamment les grandes arcades du sud, ainsi que peut-être les voûtes de la nef et du collatéral sud, semblent provenir de cette campagne.
En 1562, un important don de l'archidiacre du Vexin français, Guillaumes Germain, qui réside alors à Marines, permet une poursuite du chantier. Germain fait appel au jeune maître-maçon pontoisien Nicolas Le Mercier, qui a appris le métier en travaillant avec son père Pierre. Il venait juste d'achever le nouveau clocher de Chars. Le Mercier dessine notamment le porche devant la troisième travée du collatéral sud, et redécore l'intérieur du collatéral sud avec des chapiteaux et colonnes dans le style de la Renaissance (Bernard Duhamel suggère que le collatéral sud fut bâti sous sa direction, mais le profil aigu des nervures des voûtes est typiquement flamboyant). Toutes les fenêtres latérales datent également de la Renaissance, et pourraient provenir de la même campagne de travaux. Beaucoup de choses restent à faire.
En 1603, Nicolas Brulart de Sillery (1544-1624), garde des Sceaux du roi Henri IV, rachète la seigneurie de Marines à la famille de Brosses, qui la détenait depuis 1520 environ. Quand les pères Oratoriens succèdent aux Augustins de Senlis en 1617, Brulart de Sillery leur fait construire un nouveau prieuré dès l'année suivante. L'ancien bâtiment est démoli. Les pères Oratoriens obtiennent aussi la promesse de la construction d'un nouveau chœur, car l'ancien est beaucoup trop exigu. Mais le seigneur ne tient pas son engagement. À la fin de sa vie, sa priorité est l'érection d'une somptueuse chapelle sépulcrale pour sa propre gloire. Dédiée à saint Roch de Montpellier, cette chapelle peut être datée des alentours de 1620 grâce à une quittance, qui indique aussi qu'elle est bâtie en pierre dure de Chars. La chapelle est de style classique et de plan rond, et ressemble assez à l'ancienne église Sainte-Marie-des-Anges de Paris, l'actuel temple du Marais, ce qui a permis à Bernard Duhamel d'identifier son architecte, François Mansart. La chapelle Saint-Roch est restaurée assez maladroitement en 1750. Le chœur n'est reconstruit et agrandi qu'en 1762, « dans le style sobre de la nef » selon Bernard Duhamel. Cette comparaison est quelque peu énigmatique, car plusieurs styles et époques s'enchevêtrent dans la nef. Le voûtement est d'inspiration gothique flamboyante, ce qui frôle le pastiche architectural étant donné l'époque. Il reste toutefois à démontrer que le chœur est réellement agrandi et revoûté au XVIIIe siècle, puisque l'étude entreprise par Bernard Duhamel reste superficielle, et une corniche beauvaisine de la seconde moitié du XIIe siècle reste visible à l'extérieur.
Sous la Révolution française, en 1793, les tombeaux des Brulart de Sillery dans le caveau sous la chapelle sont détruits. Le nouveau diocèse de Versailles est créé pour regrouper les paroisses sur l'ensemble du territoire du département de Seine-et-Oise. Pendant la seconde moitié du XIXe siècle, la chapelle funéraire change de vocable et est dédiée au Sacré-Cœur de Jésus. En 1867, deux grandes fenêtres y sont percées de part et d'autre de l'autel du chevet. Le portail occidental est restauré en 1888. D'autres restaurations et remaniements sont effectués au cours des XIXe et XXe siècles. Ainsi, l'église perd une grande partie de son intérêt. Elle est néanmoins inscrite aux monuments historiques par arrêté du 16 juin 1926. Bernard Duhamel souligne que seul le porche et la chapelle sont dignes de retenir l'attention. La chapelle est classée aux monuments historiques par arrêté du 19 juin 1981. Son état est correct. Ce n'est pas le cas du reste de l'église, qui souffre déjà de l'absence de style du chœur et du transept, et de l'hétérogénéité de la nef et des collatéraux : comme à Cormeilles-en-Parisis, les murs et voûtes sont peints en gris et paraissent sales, et quelques ragréages en plâtre renforcent cette impression. La triste image que donne l'église Saint-Rémi contraste avec l'excellent état de nombreuses églises villageoises du Vexin, qui ont été restaurées bien que ne servant qu'occasionnellement au culte. Depuis 1966, Marines et toutes les autres paroisses du nouveau département du Val-d'Oise relèvent du diocèse de Pontoise. La paroisse Avernes et Marines regroupe aujourd'hui un total de trente-quatre villages. Les messes dominicales sont célébrées en l'église Saint-Rémi tous les dimanches à 11 heures.

## Description

### Aperçu général

Plan de l'église.

Orienté irrégulièrement vers le sud-est, l'édifice se compose d'une nef de quatre travées accompagnée de ses deux collatéraux ; d'un transept non débordant et donc non identifiable depuis l'extérieur ; d'un clocher central assez banal se dressant au-dessus de la croisée du transept ; d'un chœur de deux travées dont la seconde comportant l'abside à pans coupés ; ainsi que d'une chapelle octogonale dans l'angle entre chœur et croisillon sud. Le croisillon nord est totalement englobé dans le bâtiment de l'ancien couvent des Oratoriens. Une cage d'escalier a été plaqué devant le pan central de l'abside. L'on accède à l'église par le portail latéral sous le porche devant la troisième travée du sud, ou par le portail occidental de la nef. Le collatéral sud et le vaisseau central sont voûtés d'ogives en totalité. Le collatéral nord est recouverte d'une fausse voûte en berceau en bois plâtré. Les croisillons du transept sont voûtés en berceau perpendiculairement à l'axe de l'édifice. La chapelle du Sacré-Cœur possède un dôme en pierre traité à la façon d'un plafond à caissons. La structure des toitures ne reflète pas tout à fait l'organisation intérieure. La toiture du collatéral sud inclut en effet le croisillon sud. Chacun des trois vaisseaux possède sa propre toiture avec des pignons aux extrémités.

### Intérieur

#### Nef et collatéral nord

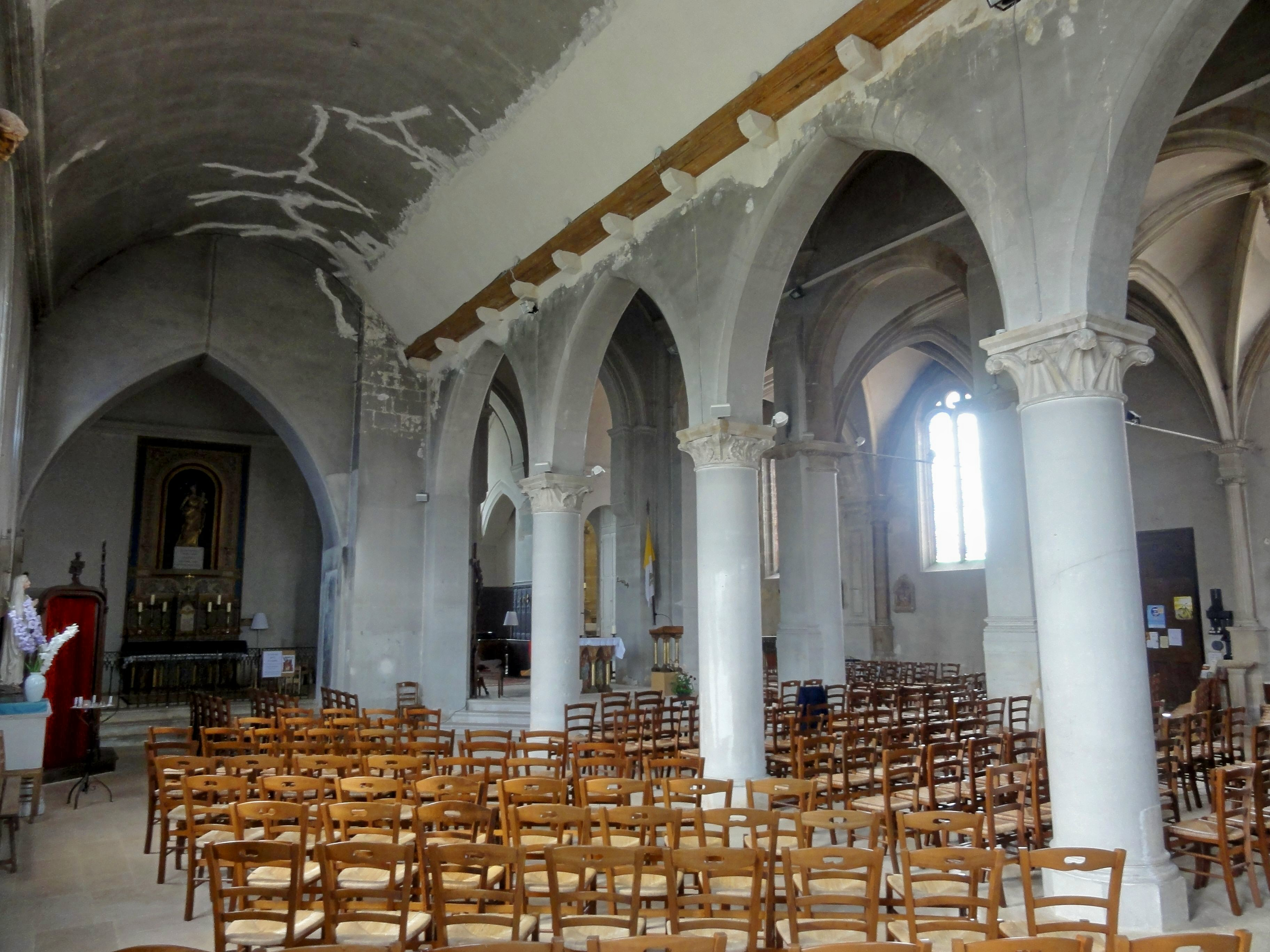
Bas-côté nord, vue vers l'est.

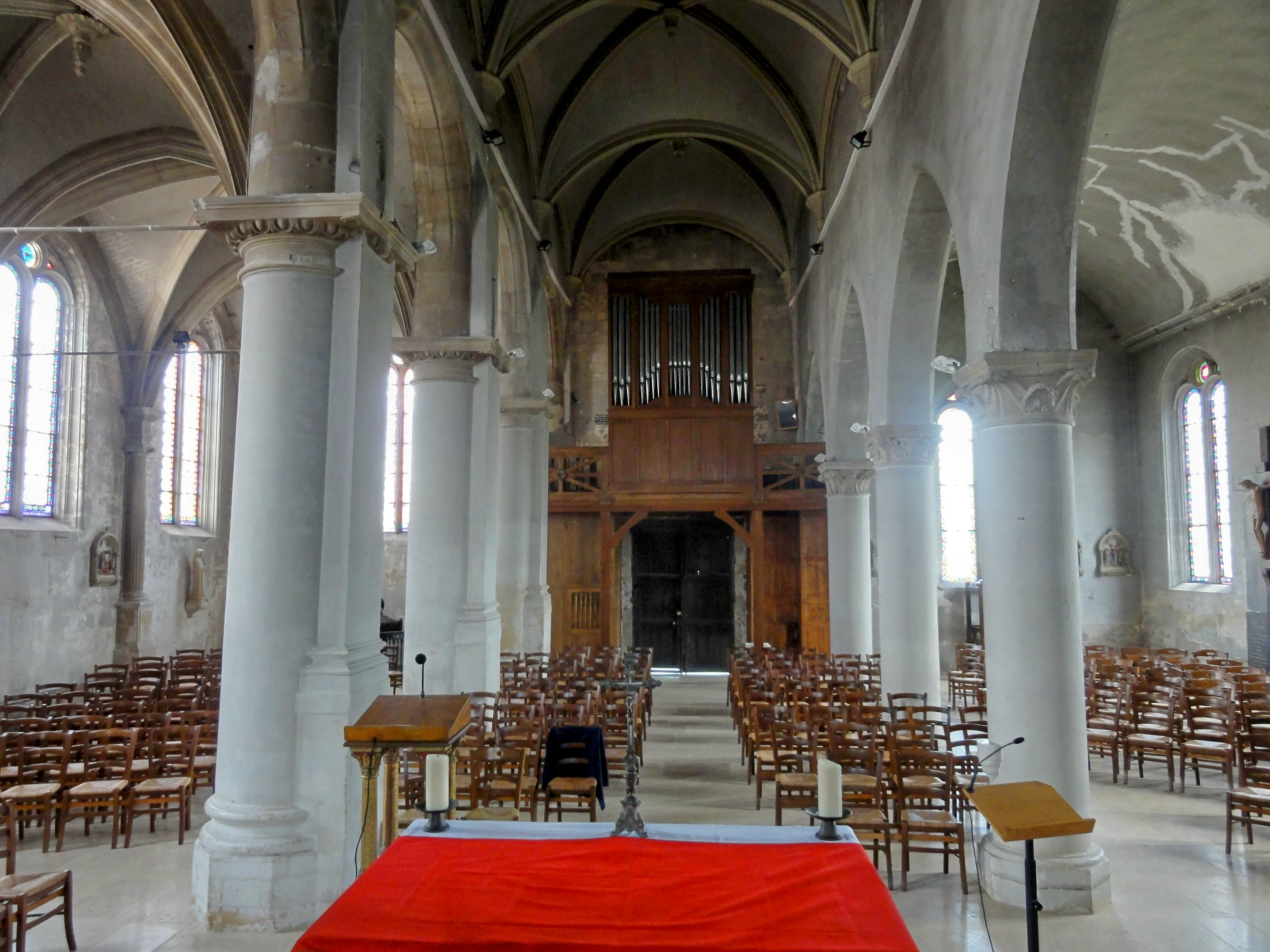
Nef, vue vers l'ouest.

La nef se caractérise par des élévations latérales différentes au nord et au sud, comme à Viarmes et Villiers-le-Bel, en pays de France. Les grandes arcades du nord représentent la partie la plus ancienne de la nef et des collatéraux. Elles sont le reflet du style gothique primitif, et sont donc postérieures à la première chapelle, qui devait être de style roman. Les quatre arcades sont en tiers-point, non moulurées et seulement chanfreinées. Entre deux travées, elles retombent sur les tailloirs carrés des chapiteaux, dont les corbeilles sont de faible hauteur, et sculptées d'un rang de crochets végétaux ou de feuilles polylobées appliquées. Bernard Duhamel a fait le rapprochement avec les chapiteaux de Commeny, Genainville et Wy-dit-Joli-Village. Les piliers monocylindriques sont appareillés en tambour, et ont pour base un petit boudin et un gros boudin aplati. Les socles sont octogonaux. Il n'y a plus de supports au début et à la fin des grandes arcades. Dans le collatéral nord, une corniche de corbeaux court près du sommet des grandes arcades, et supporte une panne faîtière, qui évoque l'ancien toit en appentis du bas-côté gothique. Bien que cette disposition semble avoir été reconstituée, il s'agit d'un indice que les bas-côtés gothiques n'étaient pas voûtés. La simplicité des grandes arcades donne à penser que la nef ne l'était pas non plus, bien que l'assiette des tailloirs paraisse suffisante pour recevoir des faisceaux de colonnettes moyennant des consoles en encorbellement. La nef de l'église Saint-Vivien de Bruyères-sur-Oise, parfaitement bien restaurée, donne un aperçu à quoi la nef de Marines pouvait ressembler avant la Guerre de Cent Ans.
Le collatéral nord manque de caractère, et sa longue voûte en berceau fait régner la monotonie. Le long du mur gouttereau, elle retombe sur une corniche moulurée. La fenêtre occidentale et les fenêtres latérales de la Renaissance ont été construites avec soin, comme l'indiquent les moulures qui les entourent. C'est le seul aspect que l'on peut porter à l'actif des bâtisseurs après la Guerre de Cent Ans, pour cette partie de l'église. L'arcade ouvrant sur le croisillon nord est en tiers-point, non moulurée et dépourvue de colonnettes à chapiteaux. À sa droite, la pile nord-ouest de la croisée du transept fait légèrement saillie. En ce qui concerne le vaisseau central, il n'est actuellement plus possible de voir s'il possédait jadis des fenêtres hautes, puisque les murs ont été ravalés. Les quatre voûtes d'ogives sont approximativement carrées, et ont des arc-doubleaux et formerets en plein cintre. Les ogives suivent également un tracé en plein cintre. Les nervures des voûtes adoptent un profil aigu, et sont reçues sur des cul-de-lampe polygonaux assez simplement moulurés. Les clés de voûte pendantes sont sans style. La banalité de l'architecture et le manque de cohérence entre les arcs en plein cintre et la modénature sèment le doute sur la période de construction réelle, et évoque la reconstruction pseudo-flamboyante du transept de Saint-Germain-des-Prés peu avant le milieu du XVIIe siècle, et le voûtement de la nef et des bas-côtés entrepris à la même époque, ainsi que certaines réalisations néogothiques.

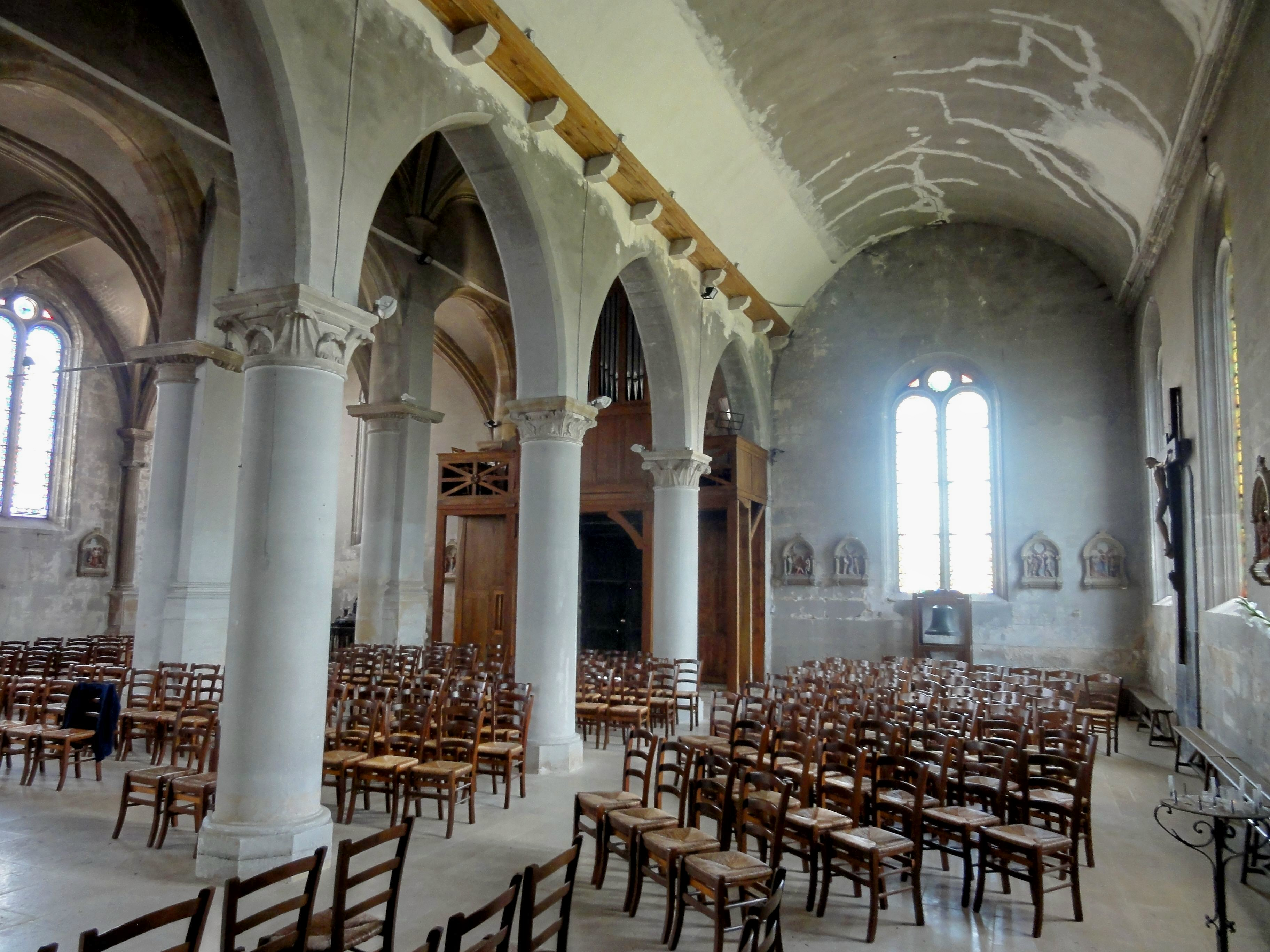
Collatéral nord, vue vers l'ouest.
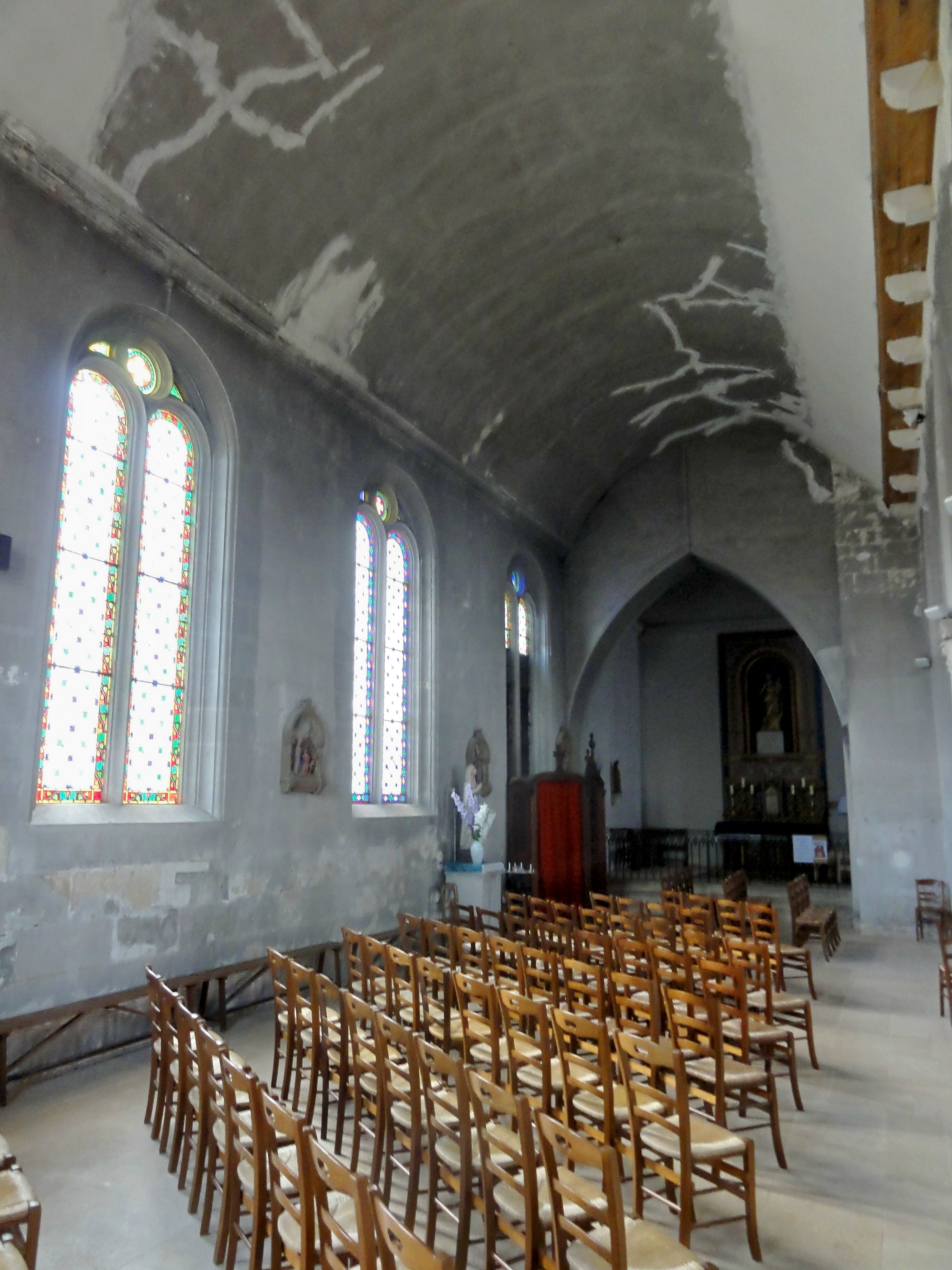
Collatéral nord, vue vers l'est sur le croisillon nord.
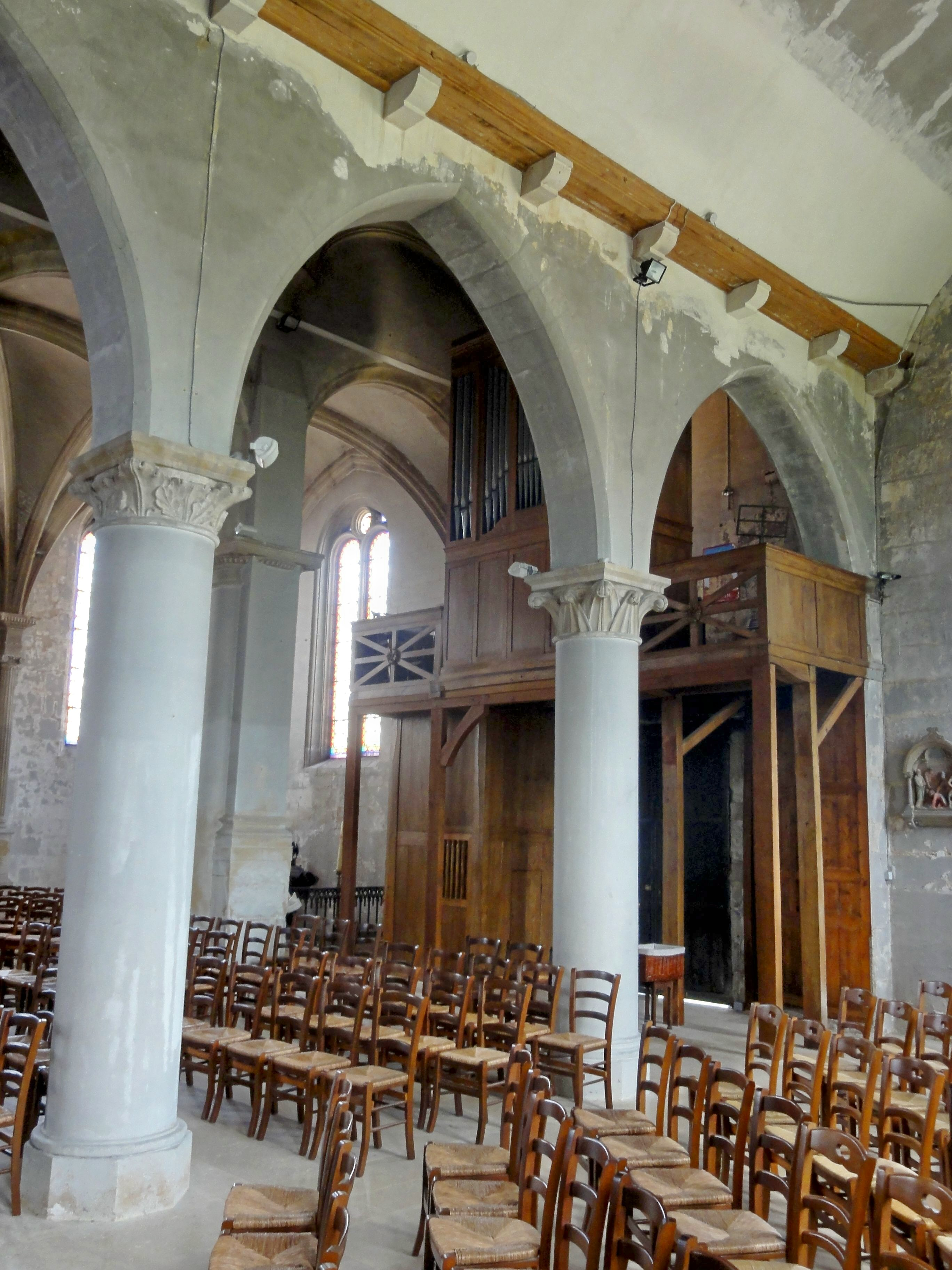
Collatéral nord, 2e et 1re grande arcade.
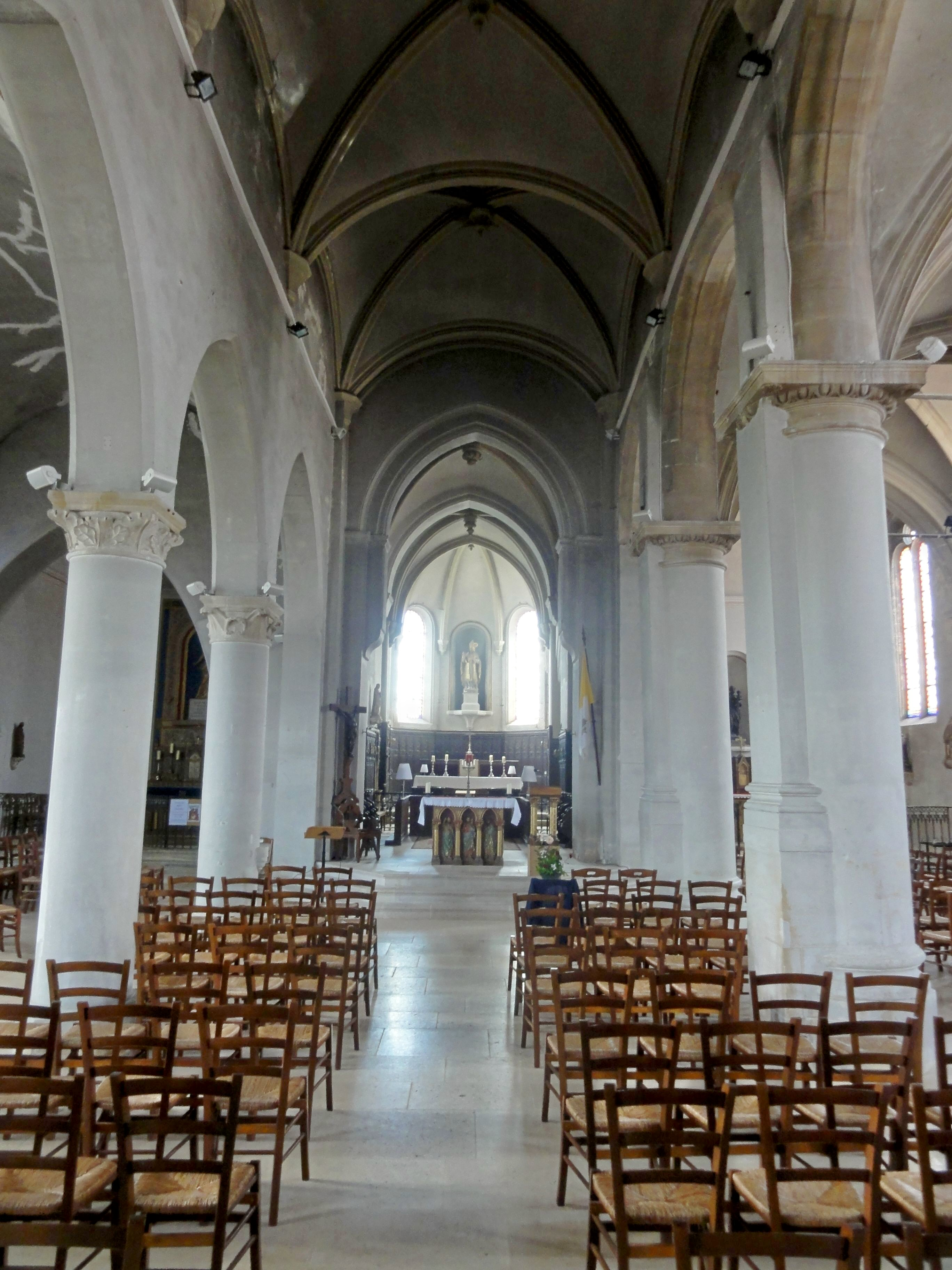
Nef, vue vers l'est.
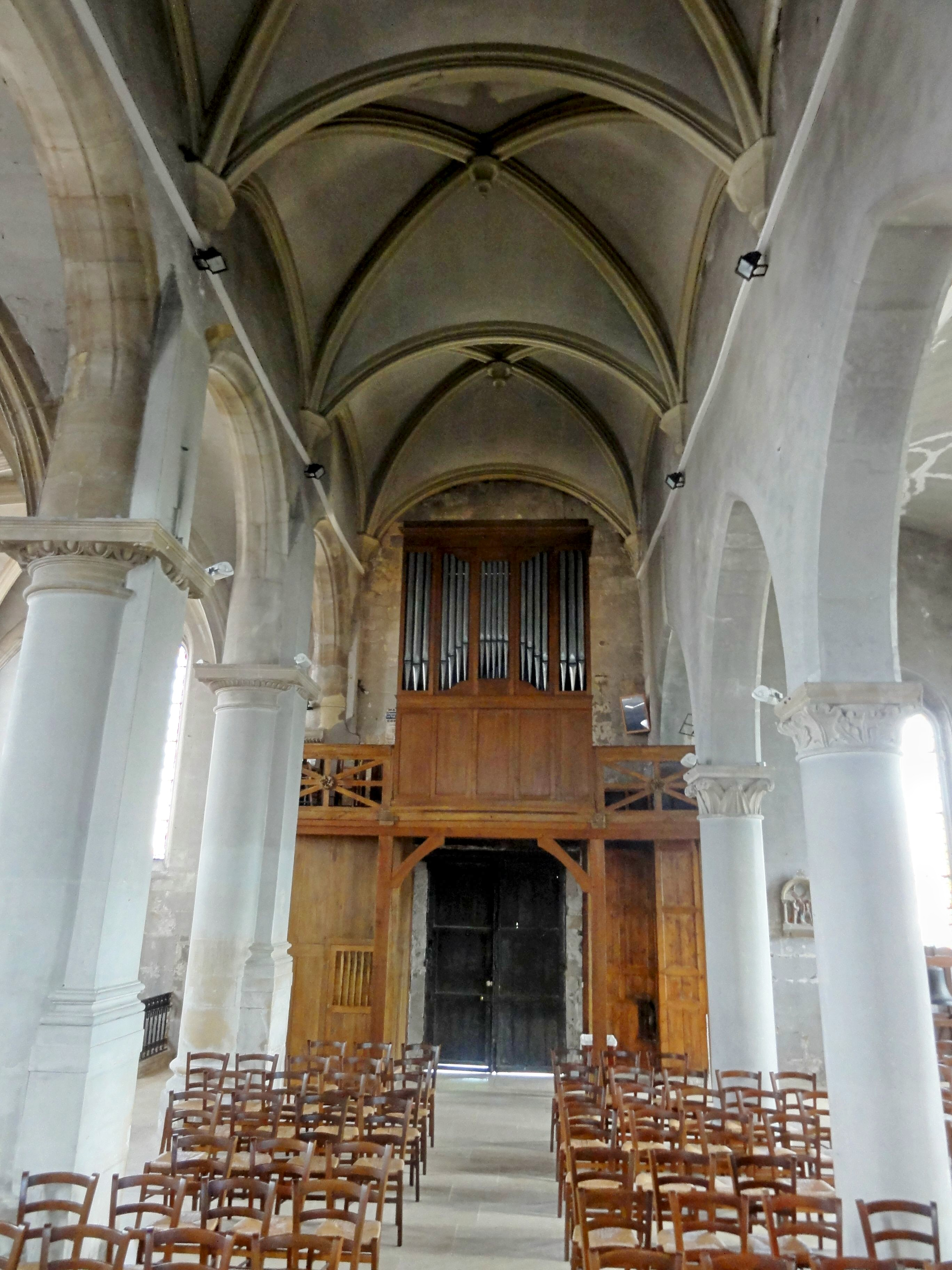
Nef, vue vers l'ouest.
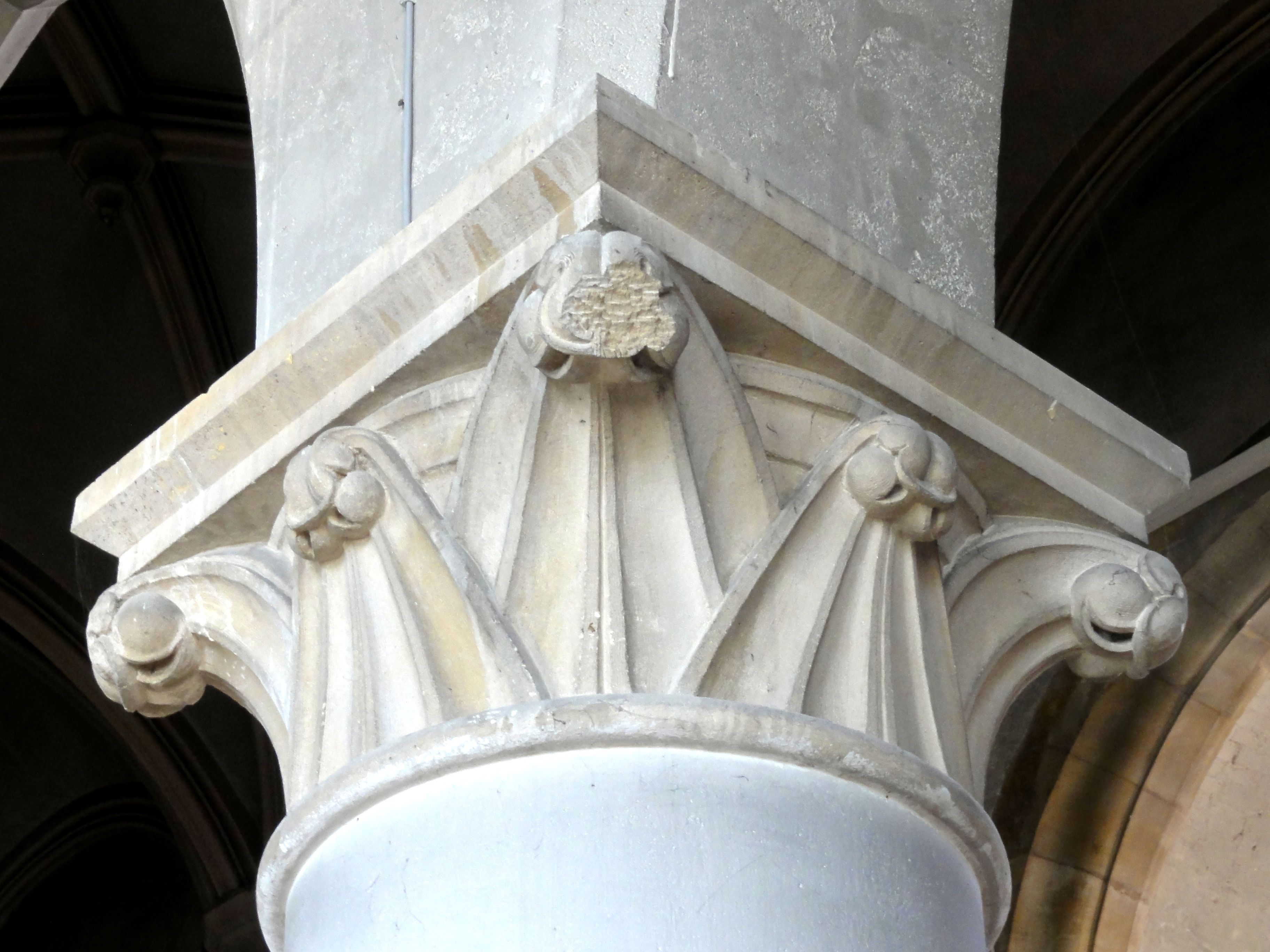
Chapiteau gothique du 3e pilier.

#### Grandes arcades et collatéral sud

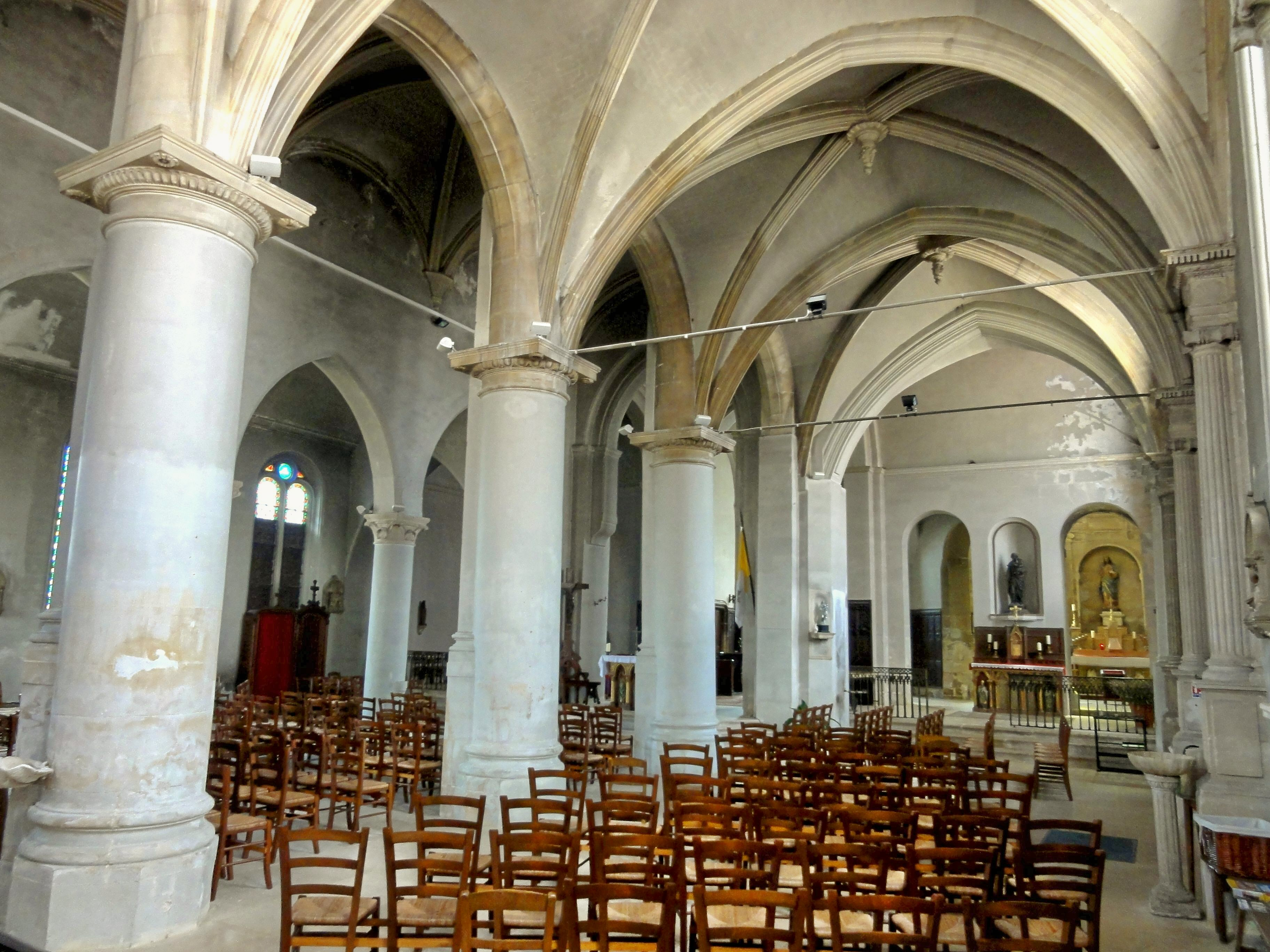
Collatéral sud, vue vers l'est.

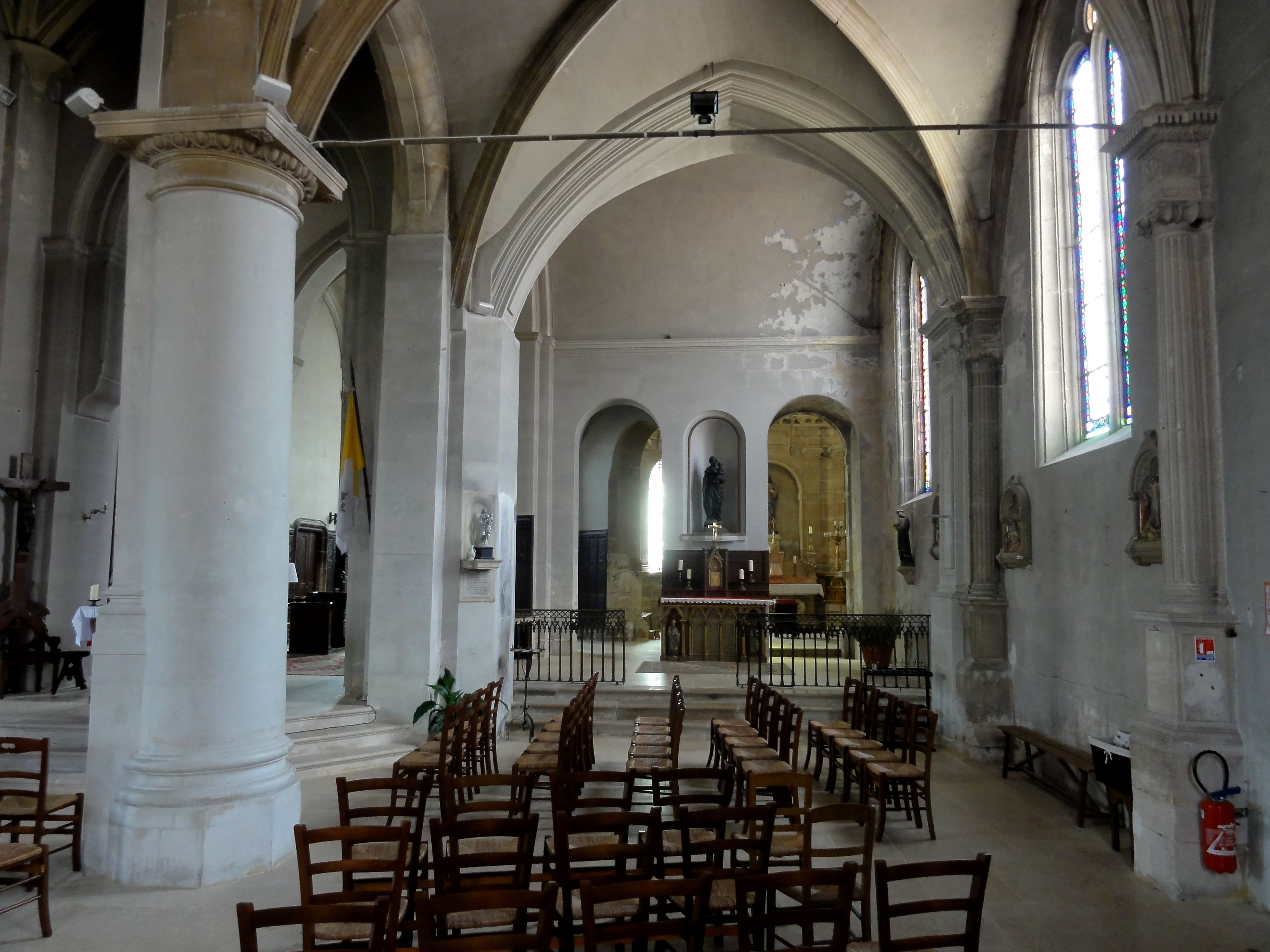
Collatéral sud, vue vers l'est.

Les grandes arcades du sud sont plus élevées que leurs homologues du nord. Elles sont moulurées d'un large filet entre deux doucines, et se fondent directement dans des piliers monocylindriques appareillés en tambour, ce qui renvoie à la période flamboyante. Avant l'arrivée du maître-maçon Nicolas Le Mercier, les grandes arcades avaient donc déjà été refaites, mais rien ne prouve que ce fut aussi le cas des voûtes de la nef et du collatéral sud. Au contraire, la retombée des voûtes de la nef sur des culots et l'absence de renflements ou ondulations dans le mur les reliant visuellement aux piliers indiquent un voûtement après coup. Nicolas Le Mercier ou un confrère fit reprendre en sous-œuvre les piliers des grandes arcades, en les équipant de chapiteaux inspirés de l'ordre dorique munis de tailloirs carrés largement saillants, qui sont décorés de diverses moulures, d'un rang d'oves sous l'échine, et d'une rosace ou patère à ombilic en dessous de chaque angle saillant du tailloir. Cette disposition rappelle le chœur de Frémécourt, où la mouluration est plus sommaire, mais où les corbeilles des chapiteaux sont en revanche sculptés de feuillages. Quoi qu'il en soit, ces tailloirs et chapiteaux rompent avec la logique architecturale flamboyante des grandes arcades, d'autant plus qu'ils sont situés plus bas que la retombée réelle des grandes arcades. Vraisemblablement, la reprise en sous-œuvre n'a pas donnée le gain de stabilité escompté, car des contreforts ont été plaqués contre les piliers de la nef à une date ultérieure. Ils possèdent des bases moulurées situées à une distance considérable du sol, mais dissimulent néanmoins une partie des tailloirs et chapiteaux, ce qui montre bien que la disposition actuelle n'était pas voulue par l'architecte de la Renaissance.
Édifice mineur de la Renaissance française, l'église de Marines n'a pas été étudiée par Léon Palustre dans son ouvrage de référence sur la Renaissance en France. Louis Régnier a apporté de nombreux compléments à l'ouvrage de Palustre, mais ne s'est pas intéressé au collatéral sud : Il se contente de dire qu'il est « caractérisé uniquement par la présence d'entablements au-dessus de chapiteaux ioniques ». Ici, Régnier évoque les supports engagés dans le mur méridional, qui sont plus soignés et d'une facture totalement différente des grandes arcades, ce qui est mis en évidence par le recours à un ordre différent. Des colonnes cannelées sont adossées à des pilastres, au lieu d'être engagés dans le mur ce qui serait certainement le cas si le mur avait été élevé en même temps. Les colonnes portent des chapiteaux ioniques, qui se distinguent par le décor en bas-relief sur la partie basse de la corbeille : l'on y voit des palmettes de différents types reliés les unes aux autres, ce qui est un motif qui a encore été employée par l'architecture romane. Sur l'architrave, les bandeaux sont séparés par des rangs de perles. La frise de la métope est décorée de façon atypique par des coquilles Saint-Jacques fortement stylisées, à raison d'une par face. La corniche à denticules est fortement saillante, et se caractérise par une double échine, décorée d'un rang de fleurettes et d'un rang de feuilles stylisées. Le quart-de-rond en haut de la corniche arbore des arcatures en plein cintre, dont une sur deux est agrémentée d'une feuille de trèfle. Étant donné ces différences de décor, il paraît manifeste que les élévations nord et sud du collatéral ne sont pas issues de la même campagne de construction, ce qui conforte l'idée d'une reprise en sous-œuvre, suggérée déjà par les grandes arcades, et contredit l'hypothèse de l'édification de l'intégralité du collatéral sud par Nicolas Le Mercier à partir de 1562. Le voûtement du collatéral fait appel au même profil aigu que dans la nef, mais les doubleaux sont en arc brisé, et les nervures sont pénétrantes, ce qui rend envisageable une date de construction proche du milieu du XVIe siècle. En effet, au chœur de Frémécourt, les nervures des voûtes affichent également un profil aigu alors que la sculpture adopte le style de la Renaissance. Il est donc tout à fait possible que les voûtes du collatéral appartiennent à la même campagne de construction que les chapiteaux des grandes arcades, et sont antérieures à 1562 et à l'arrivée de l'architecte pontoisien.

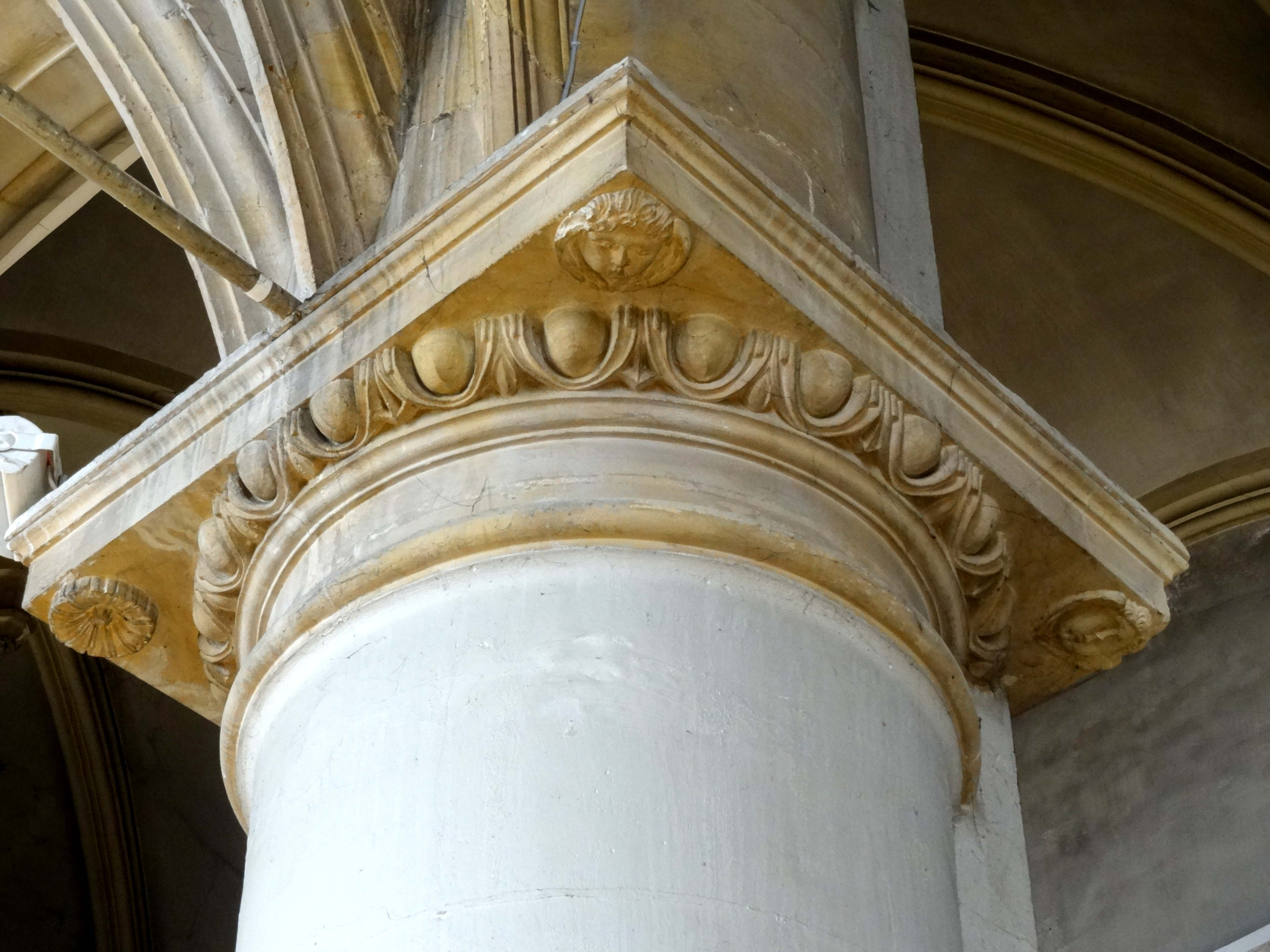
Chapiteau des grandes arcades.
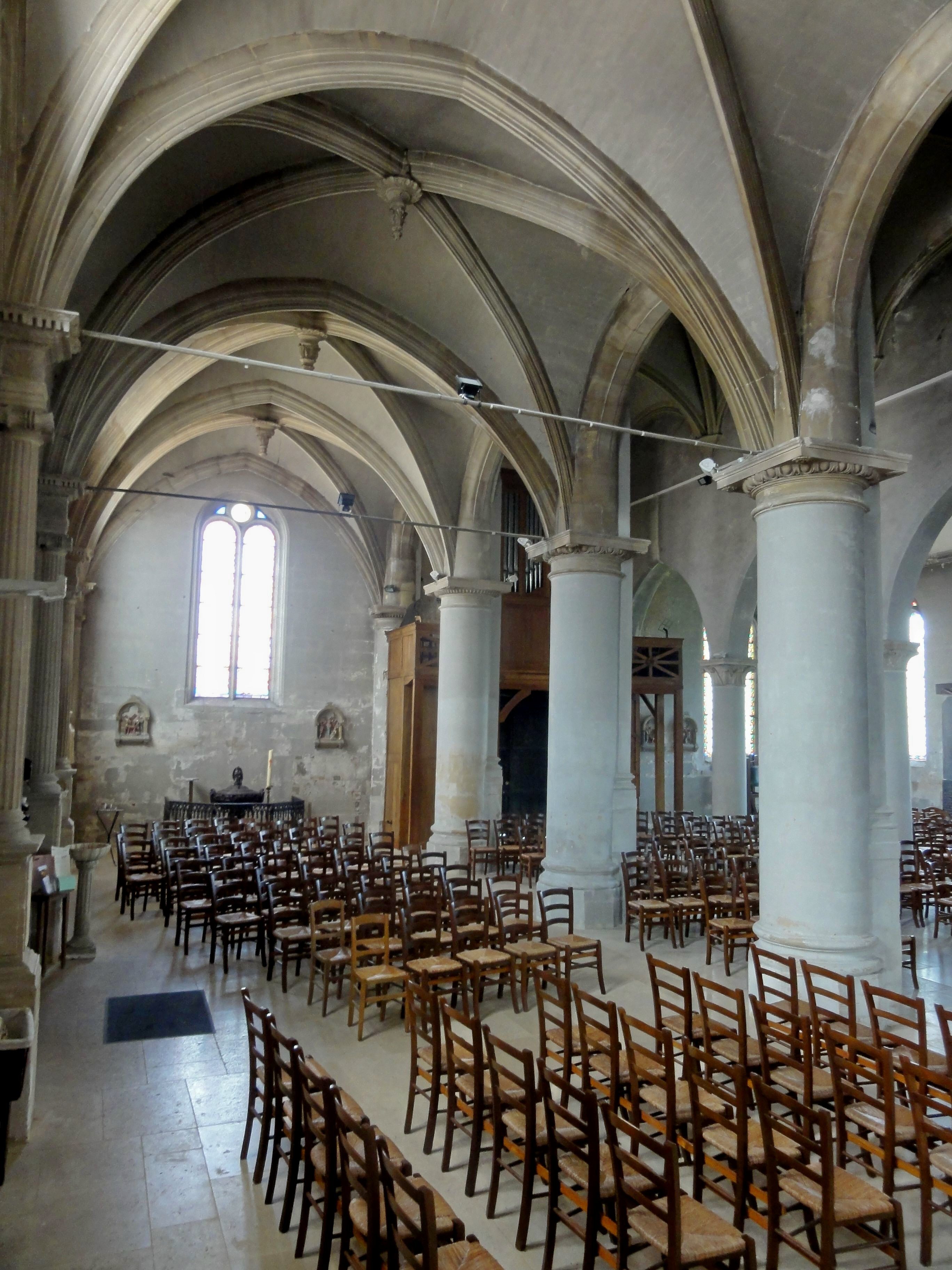
Vue vers l'ouest.
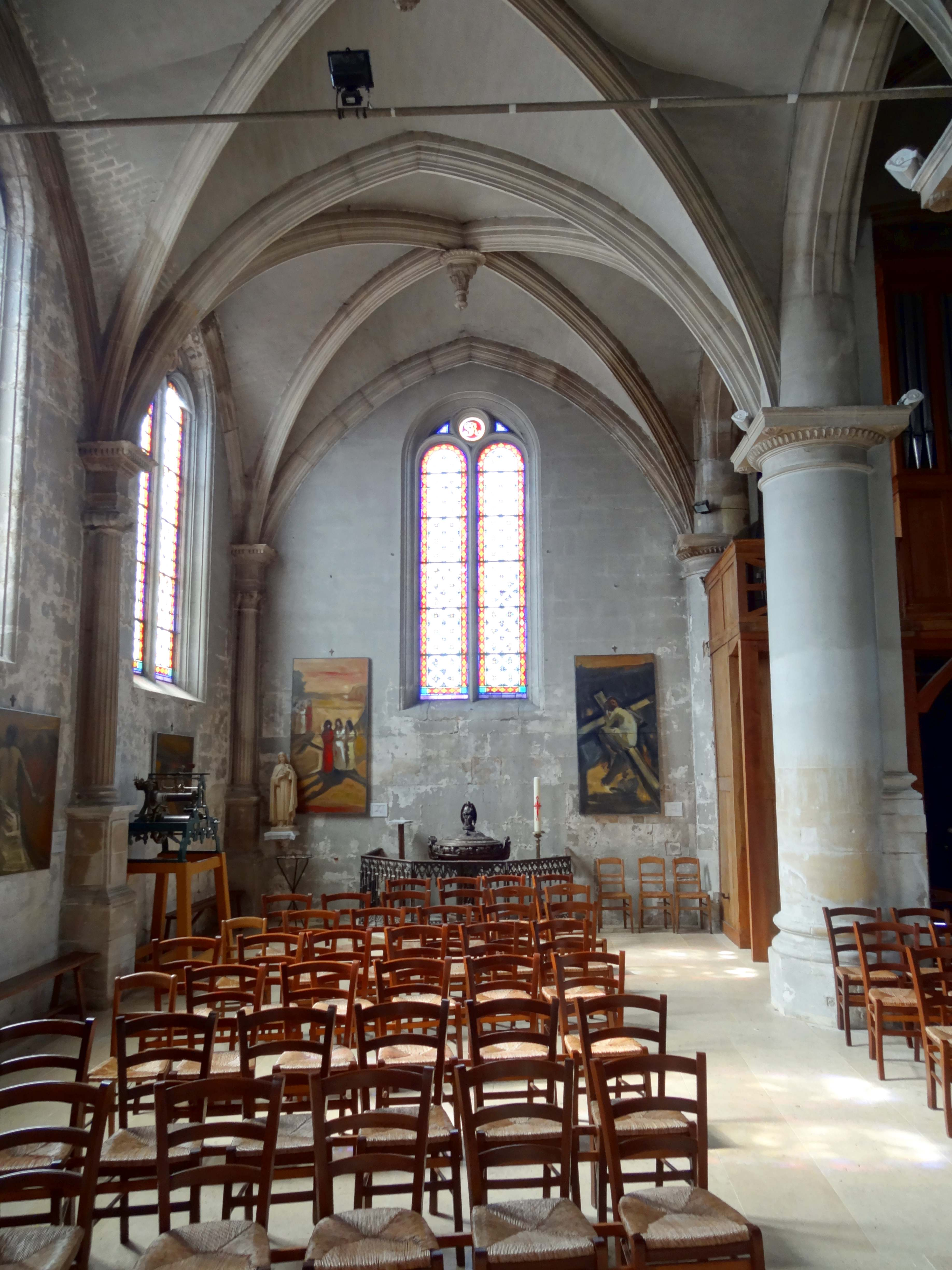
Vue vers l'ouest.
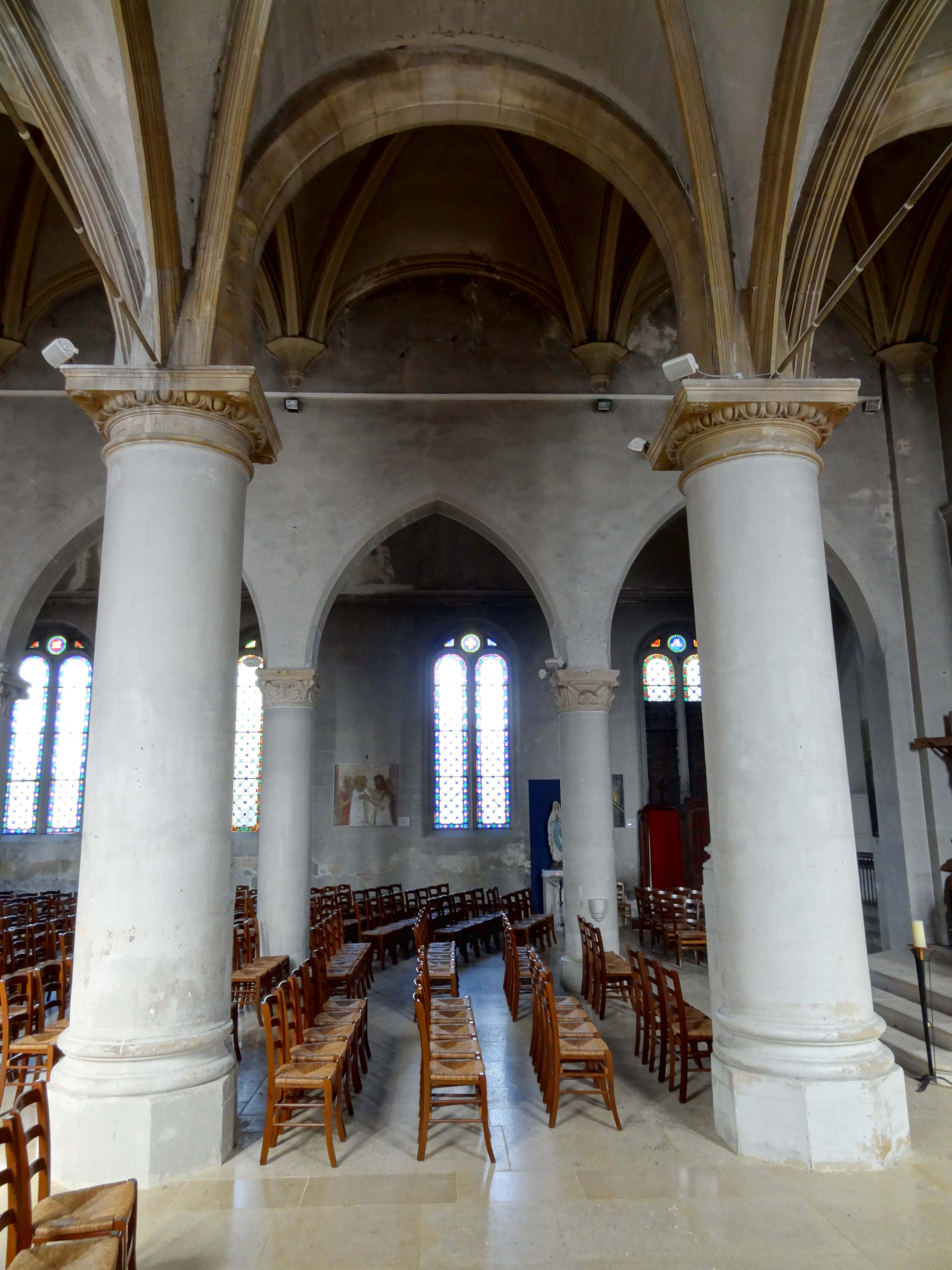
Vue par la 3e grande arcade.
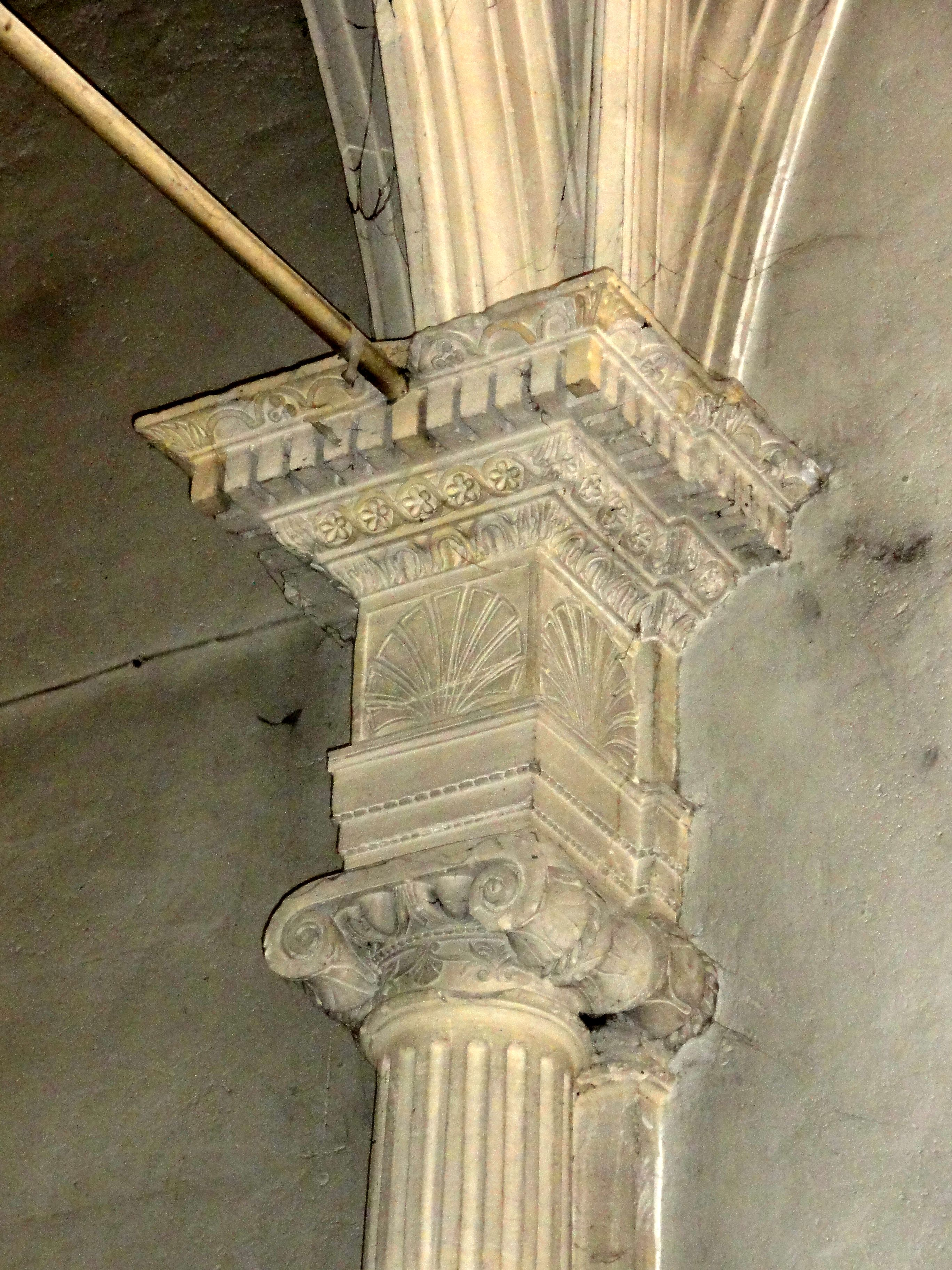
Chapiteau côté sud.
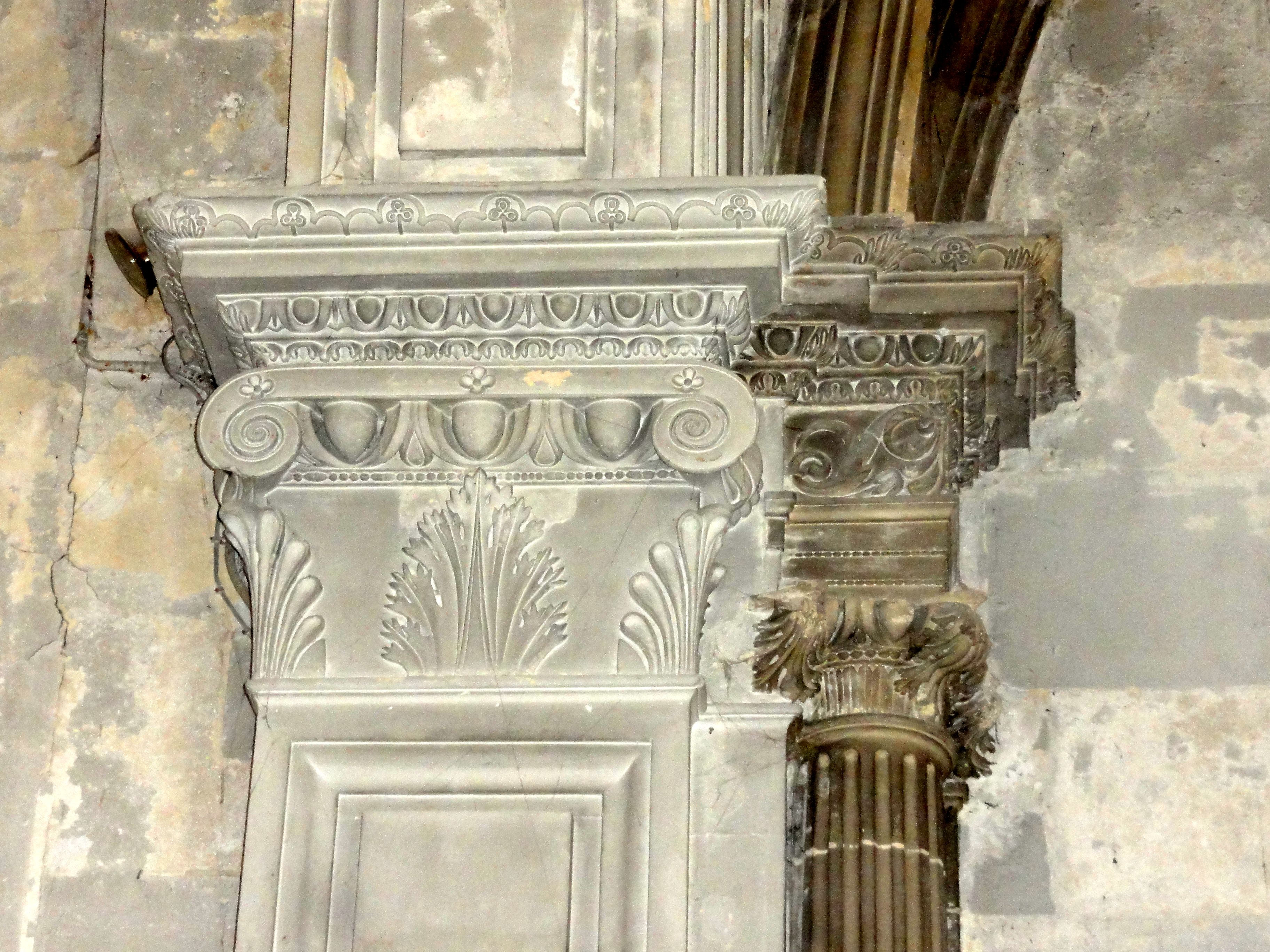
Idem, près du croisillon.

#### Transept

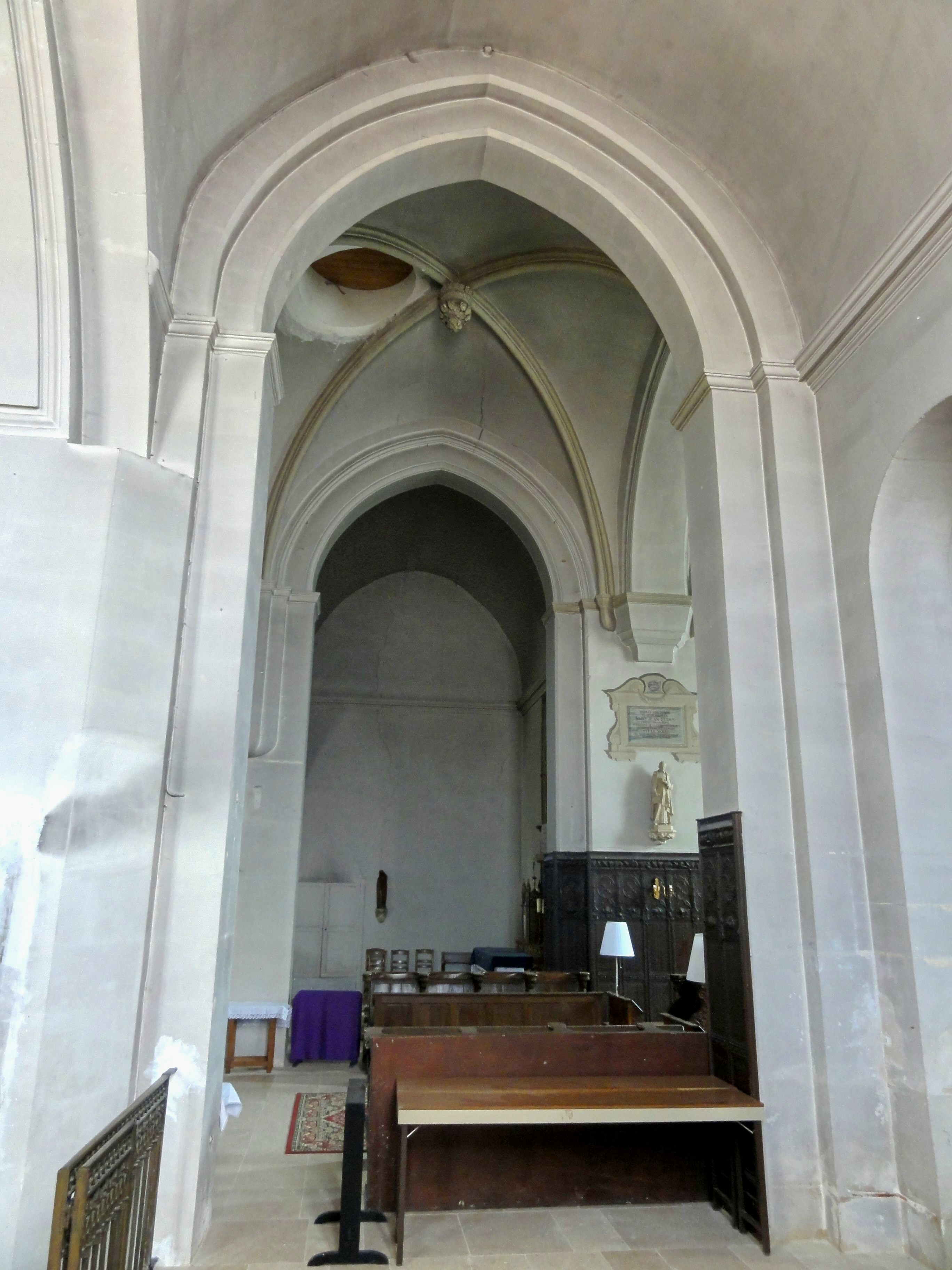
Transept, vue sud-nord.

L'élévation sud du croisillon sud est assimilée au collatéral, et deux chapiteaux surmontés de sections d'entablement se jouxtent à la retombée du large doubleau qui sépare ces deux parties de l'église. La fenêtre méridionale est également identique aux fenêtres des collatéraux. Le reste n'a pas été repris à la Renaissance. La modénature du doubleau en arc brisé hésite entre le gothique flamboyant et le style classique, et trahit des réfections successives. Le piédroit du côté nord est englobé dans un massif de maçonnerie difforme, qui conforte la pile sud-ouest du clocher. Au moment de la construction de la chapelle funéraire, une niche à statue et deux arcades en plein cintre ont été percées dans le mur oriental. Celle de droite relie directement le croisillon à la chapelle ; celle de gauche conduit dans une sorte de dégagement qui permet de passer du croisillon à la première travée du chœur, ainsi que vers la chapelle. L'existence de ce dégagement s'explique par la forme octogonale de la chapelle, qui s'accorde mal avec le plan composé de rectangles du reste de l'église. Aucun auteur ne se s'est attardé sur le transept. Comme il se présente actuellement, il manque de style et de caractère. Le croisillon nord, qui accueille la chapelle de la Vierge Marie, est complètement démunie de fenêtres, et à peine digne de sa vocation. L'appareil n'est visible nulle part, l'ensemble étant enduit comme le reste de l'église.
Le transept est toutefois susceptible de comporter des éléments anciens, antérieurs aux grandes arcades du nord de la nef. Il s'agit des voûtes en berceau brisé des croisillons et des doubleaux à double rouleau chanfreiné au nord, à l'ouest et au sud de la croisée du transept. Ils retombent sur des impostes moulurées de résultant d'une réfection au XVIIe siècle ou plus tard. Abstraction faite de ce détail, des voûtes analogues se trouvent peu avant le milieu du XIIe siècle dans les croisillons et le chœur de l'église Saint-Pierre-et-Saint-Paul de Santeuil, qui dépend aujourd'hui de la même paroisse. Si les voûtes en berceau étaient postérieures au milieu du XVIe siècle, elles seraient certainement en plein cintre, comme le plafond du collatéral nord, les voûtes d'ogives de la nef, et les formerets et ogives des voûtes du collatéral sud. L'ancienneté du transept est également démontré par la suppression des parties inférieures des piédroits du doubleau vers la nef, qui a pour but d'améliorer la visibilité du sanctuaire depuis la nef, et qui a été pratiquée dans de nombreuses églises à clocher central. Rien dans le transept n'évoque de toute façon l'architecture flamboyante ou la Renaissance, et l'incohérence des dispositions actuelles ne peut s'expliquer que par des remaniements successifs. Ceci vaut aussi pour les supports des voûtes de la croisée du transept, qui sont des culots à l'est, et des piliers carrés à l'ouest. Leur partie inférieure a été supprimée, de même que la partie inférieure des piédroits du rouleau supérieur des arcades vers les croisillons. Au transept de Santeuil, les rouleaux supérieurs des doubleaux retombent sur des piliers carrés, sans chapiteaux. La voûte actuelle se caractérise par l'absence de formerets, un léger bombement, et le profil monotorique des ogives, ce qui rappelle la première période gothique. La clé de voûte ressemble à ses homologues du collatéral sud et de la nef, et a été refaite. Ce n'est certainement pas le cas des ogives et voûtains, car dès la période flamboyante, les trous de cloches sont ménagées au milieu de la voûte, et non dans l'un des voûtains.

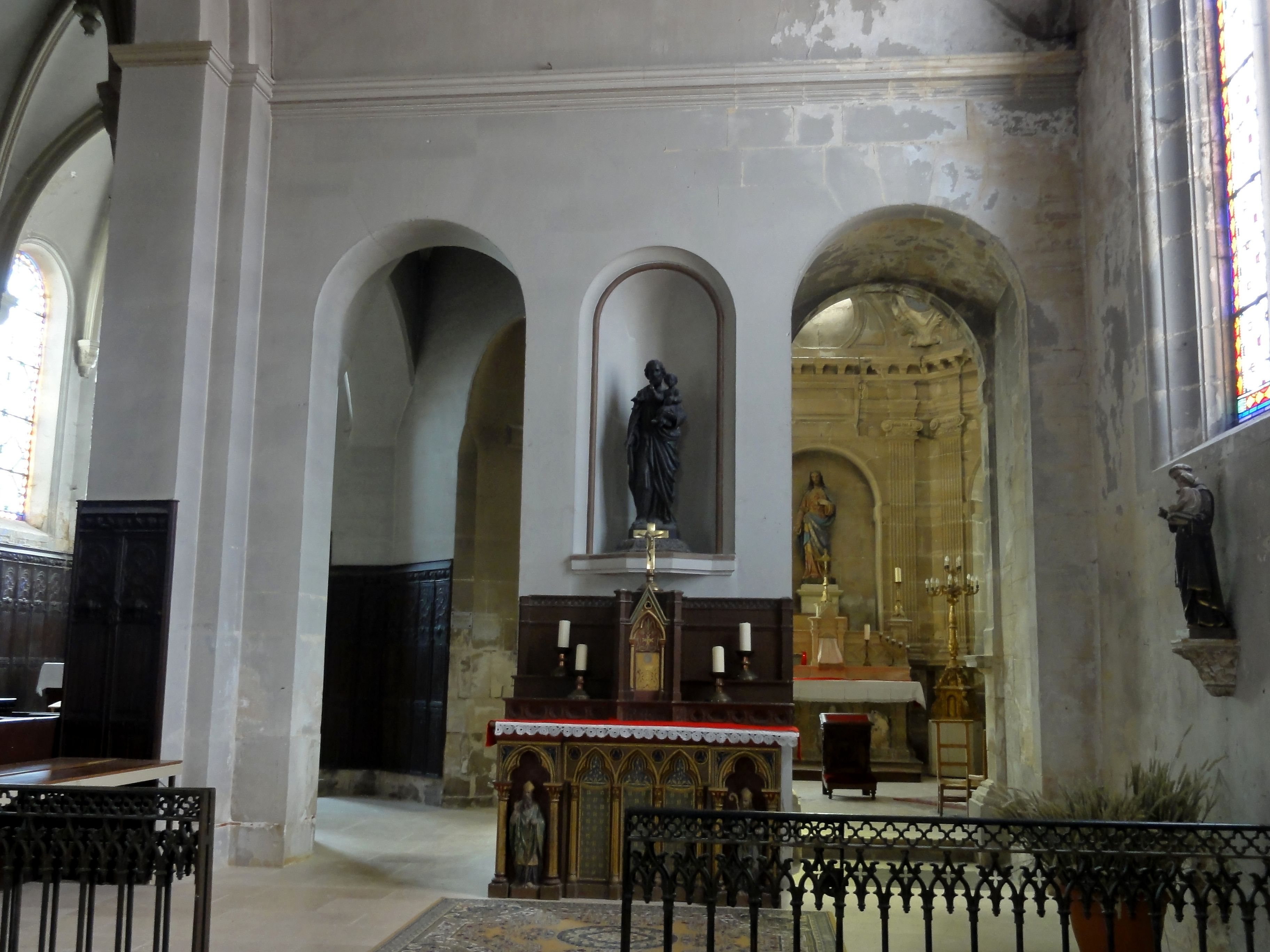
Croisillon sud, chevet.
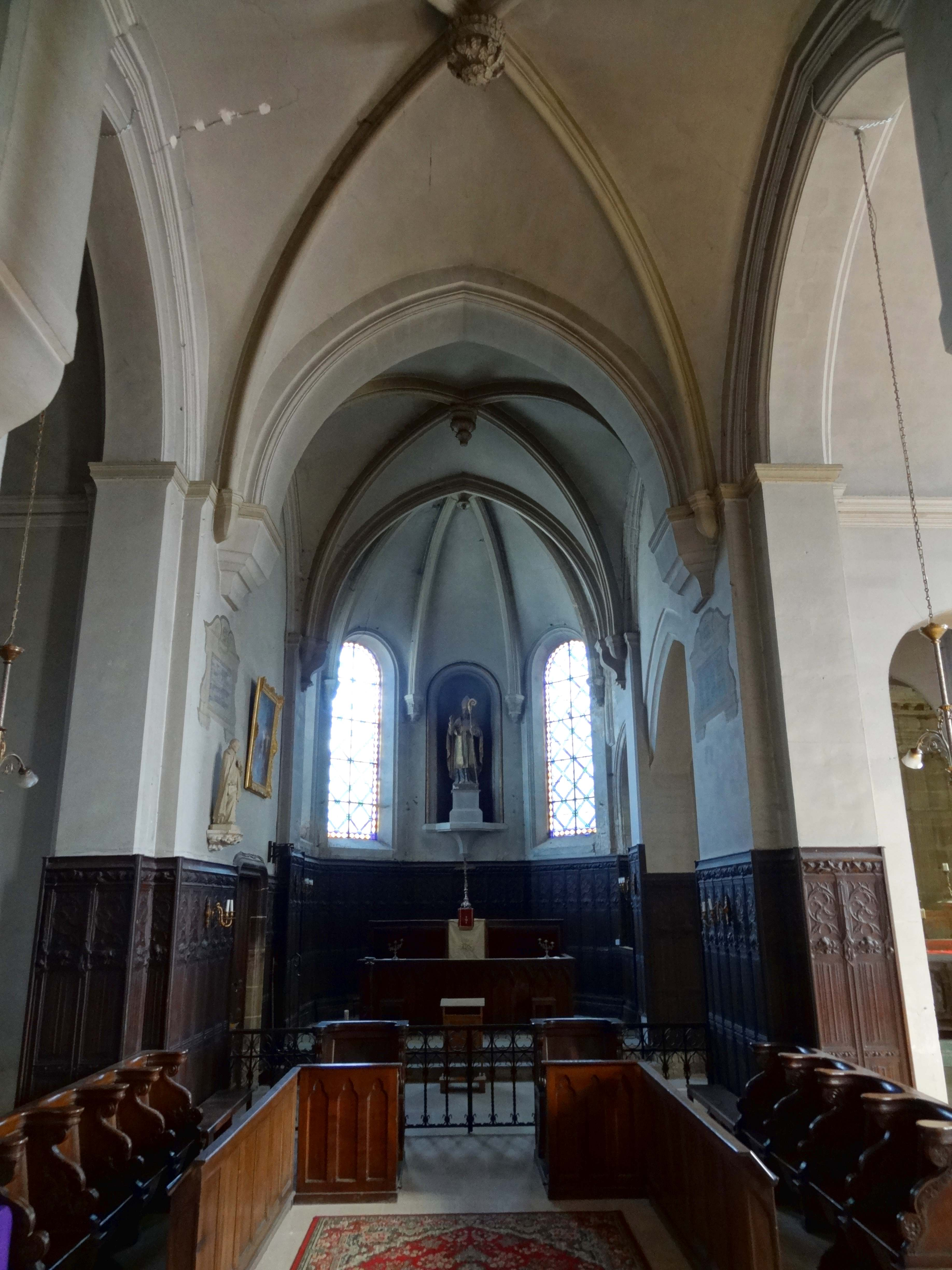
Croisée, vue vers l'est.
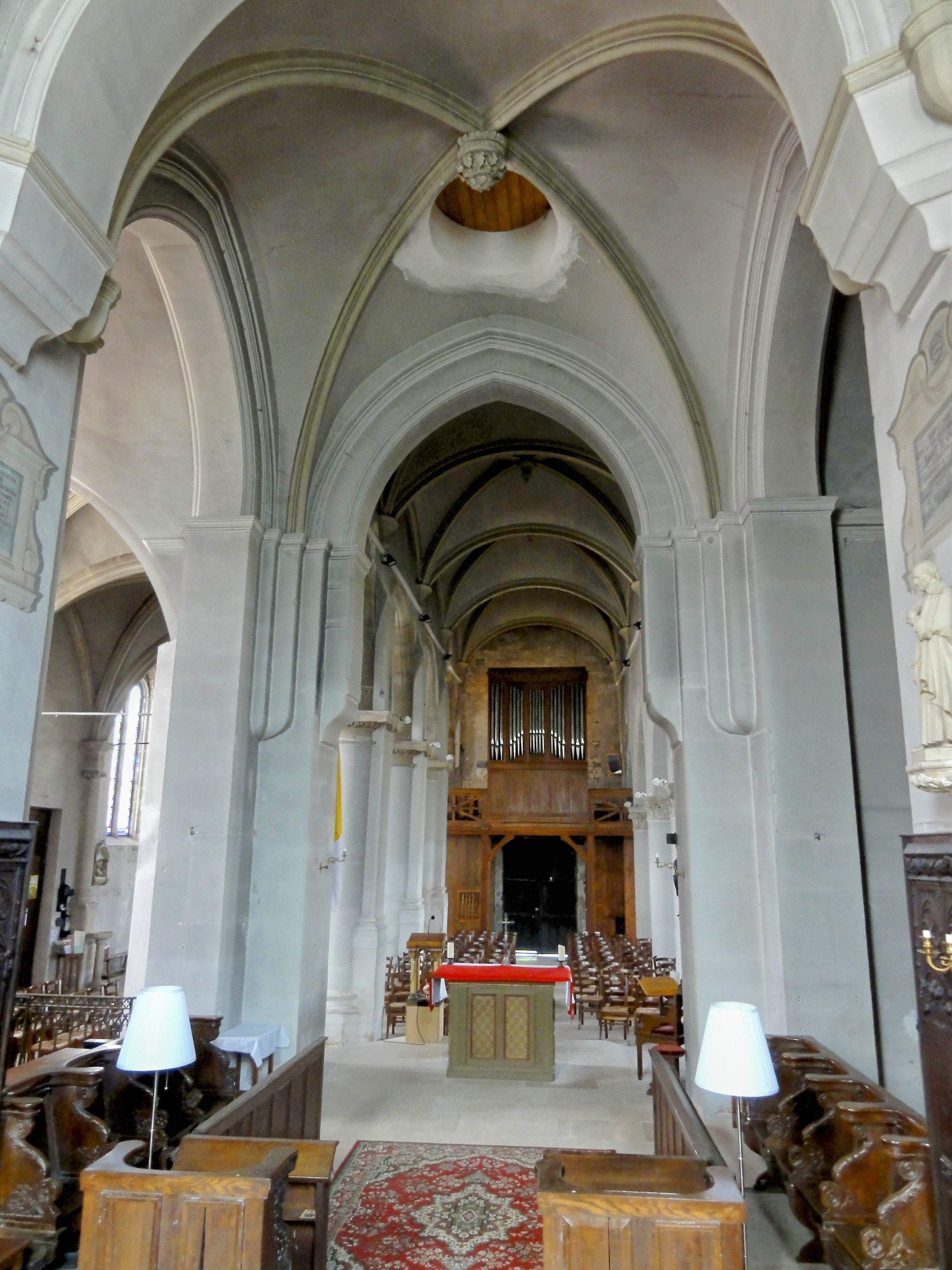
Croisée, vue vers l'ouest.
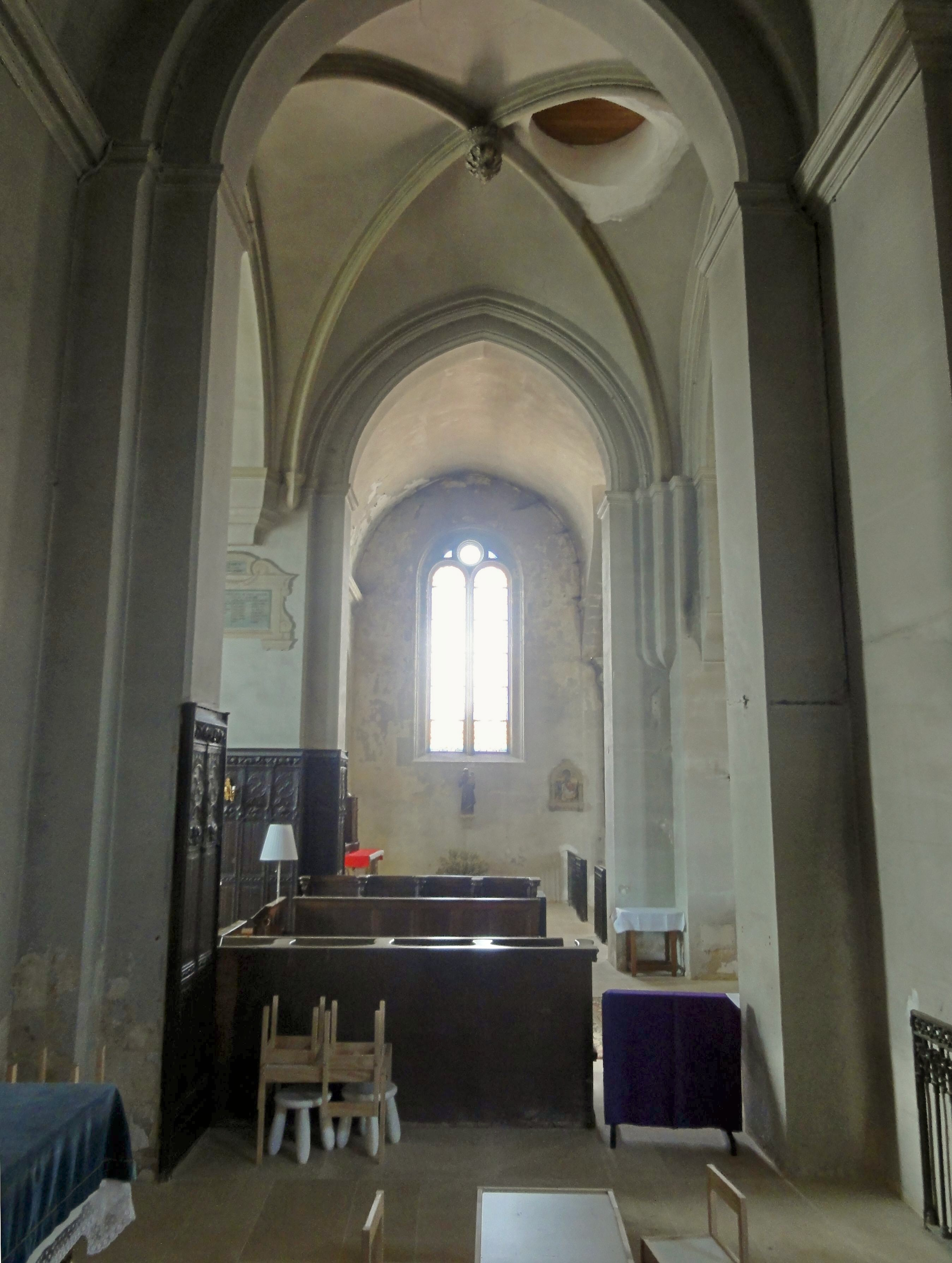
Transept, vue nord-sud.
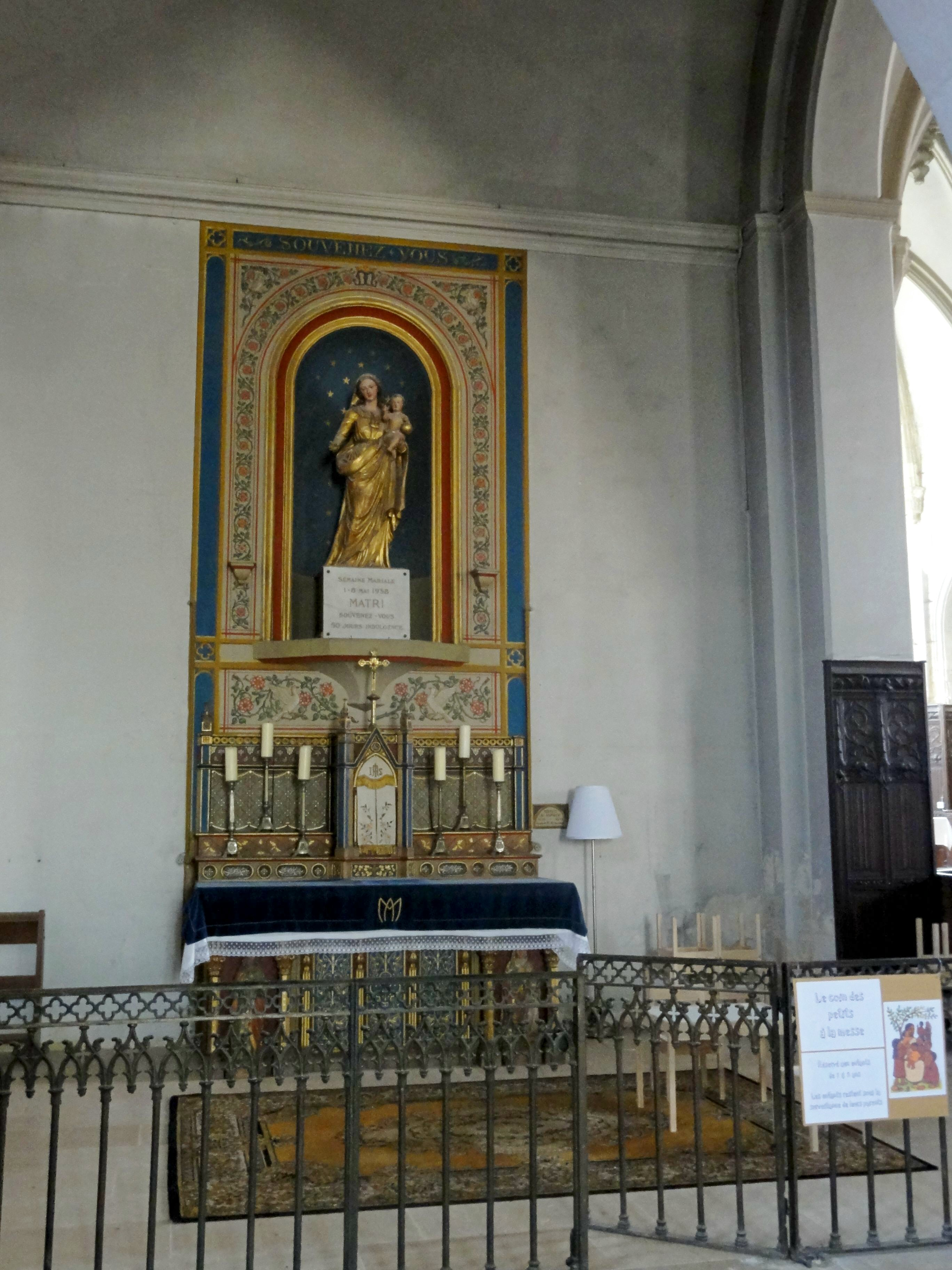
Chapelle de la Vierge.
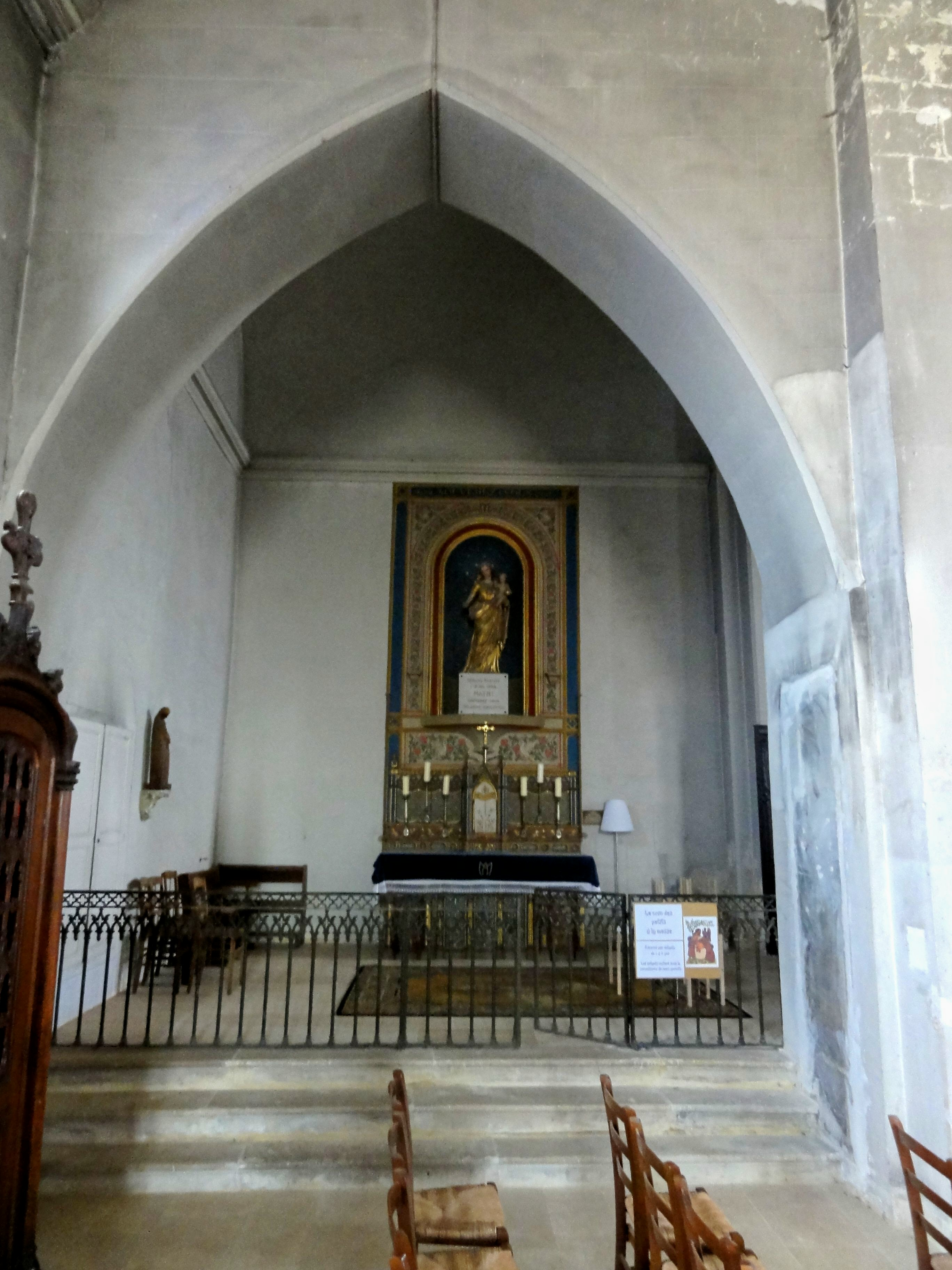
Vue depuis le collatéral.

#### Chœur

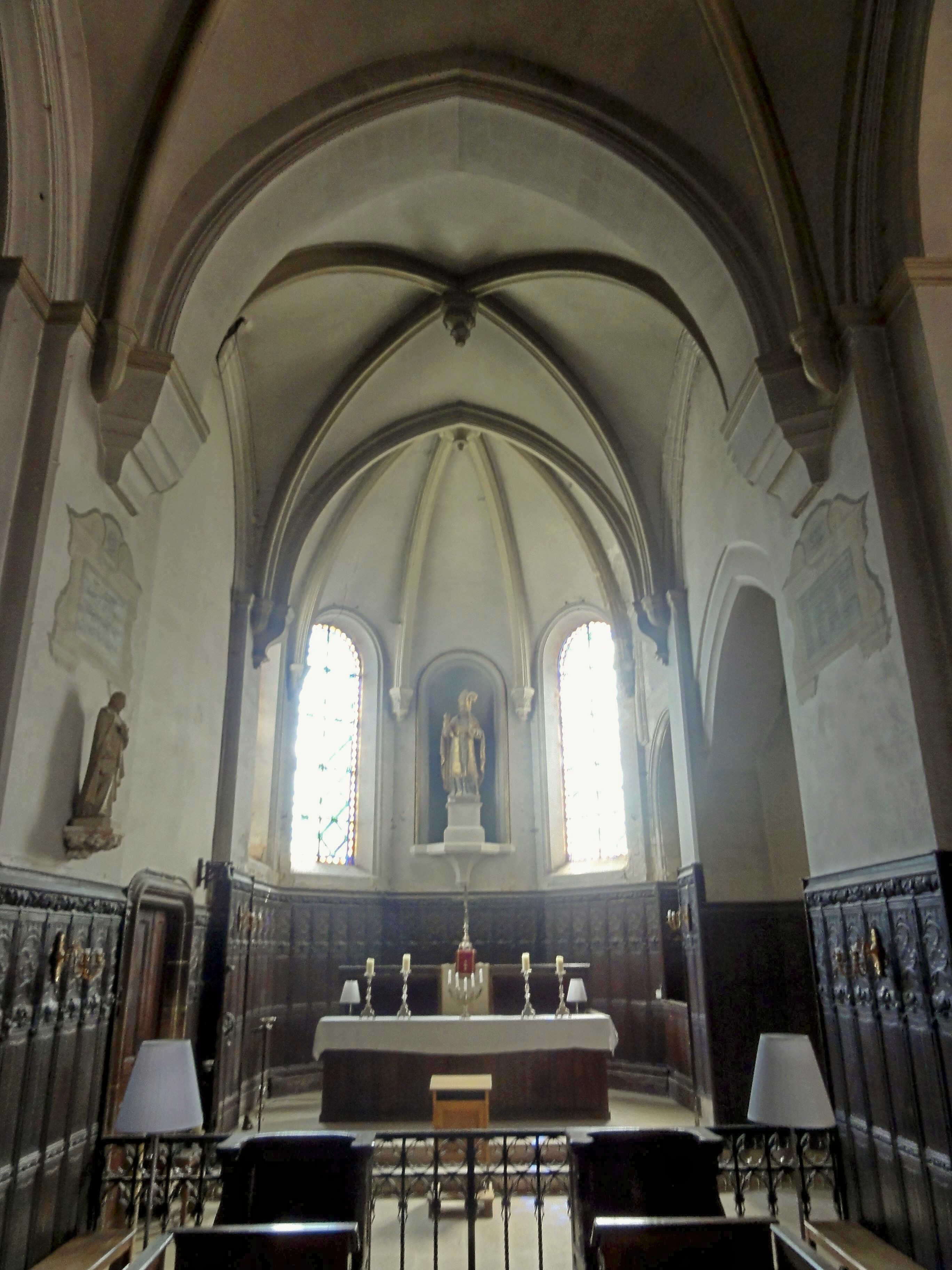
Chœur, vue vers l'est.

Le chœur a perdu sa fonction depuis la réforme liturgique décidée par le concile Vatican II. Depuis sa mise en œuvre dans la paroisse de Marines, l'Eucharistie est célébrée devant un maître-autel avancé dans la croisée du transept. La grille de communion est toujours en place. Pour entrer dans le chœur, il faut donc passer par le croisillon sud et le dégagement devant la chapelle du Sacré-Cœur. L'intérêt du chœur réside surtout dans ses boiseries de semi-revêtement, dont le style est marqué par la transition du gothique flamboyant vers la Renaissance. Étant donné la présence des boiseries même dans le dégagement créé vers 1620, elles sont susceptibles d'être rapportées ou néogothiques. Le décor s'organise sur trois registres scandés par des pilastres, qui s'amortissent par des clochetons plaqués au niveau du dernier registre. Deux fleurs aux tiges entrecroisées se superposent à la base des clochetons, et un lézard ou un autre motif difficilement identifiable s'y joint. Les registres inférieurs sont décorés de plis de serviette. Le registre supérieur affiche un décor sculpté complexe en bas-relief, qui comporte, du bas vers le haut, un arrangement végétal ; une arcature trilobée ; quatre soufflets inscrits dans un cercle et suggérant un mouvement de rotation, le cercle s'inscrivant lui-même dans un arc brisé ; et quatre étroites arcatures en tiers-point. Enfin, une frise de pampres et de feuillages termine l'ensemble.
L'architecture témoigne des remaniements successifs. La voûte de la première travée est en arc brisé. Ses ogives, qui sont au profil d'une arête entre deux tores, retombent sur des culs-de-lampe polygonaux comme dans la nef, tandis que les formerets latéraux sont reçus sur des ressauts du mur. Si la voûte paraît gothique, la clé pendante a dû être refaite à la Renaissance, comme dans la croisée du transept. Les piédroits de l'arcade vers la croisée du transept ont été entièrement supprimés, et réduits à des consoles moulurées. Il n'y a pas de fenêtres latérales, en raison de la présence du prieuré au nord, et du dégagement au sud. La communication avec celui-ci est assurée par une arcade brisée d'apparence gothique, qui devrait provenir d'une ancienne chapelle latérale démolie avant 1620. Le doubleau vers la seconde travée affiche une modénature méplate, caractéristique de la Renaissance, et retombe sur les tailloirs carrés de culs-de-lampe moulurés à l'instar de ceux des ogives, mais plus grands. La seconde travée, en l'occurrence l'abside, possède des fenêtres au sud, et à gauche et à droite du pan central du chevet, qui quant à lui est muni d'une niche à statue, comme au chevet du croisillon sud. Les fenêtres sont en plein cintre et datent vraisemblablement de 1762, date retrouvée par Bernard Duhamel. Au sud, une arcade en plein cintre ouvre sur la chapelle du Sacré-Cœur. Un formeret à faible relief existe ici, ce qui n'est pas le cas des pans du chevet. Même ici, les ogives retombent sur des culs-de-lampe, alors que les colonnettes à chapiteaux des ogives sont quasi systématiquement employées à la période gothique. Si l'abside était antérieure à 1762, contrairement à ce que suppose Bernard Duhamel, elles ont pu être supprimées afin de faciliter l'installation des boiseries.

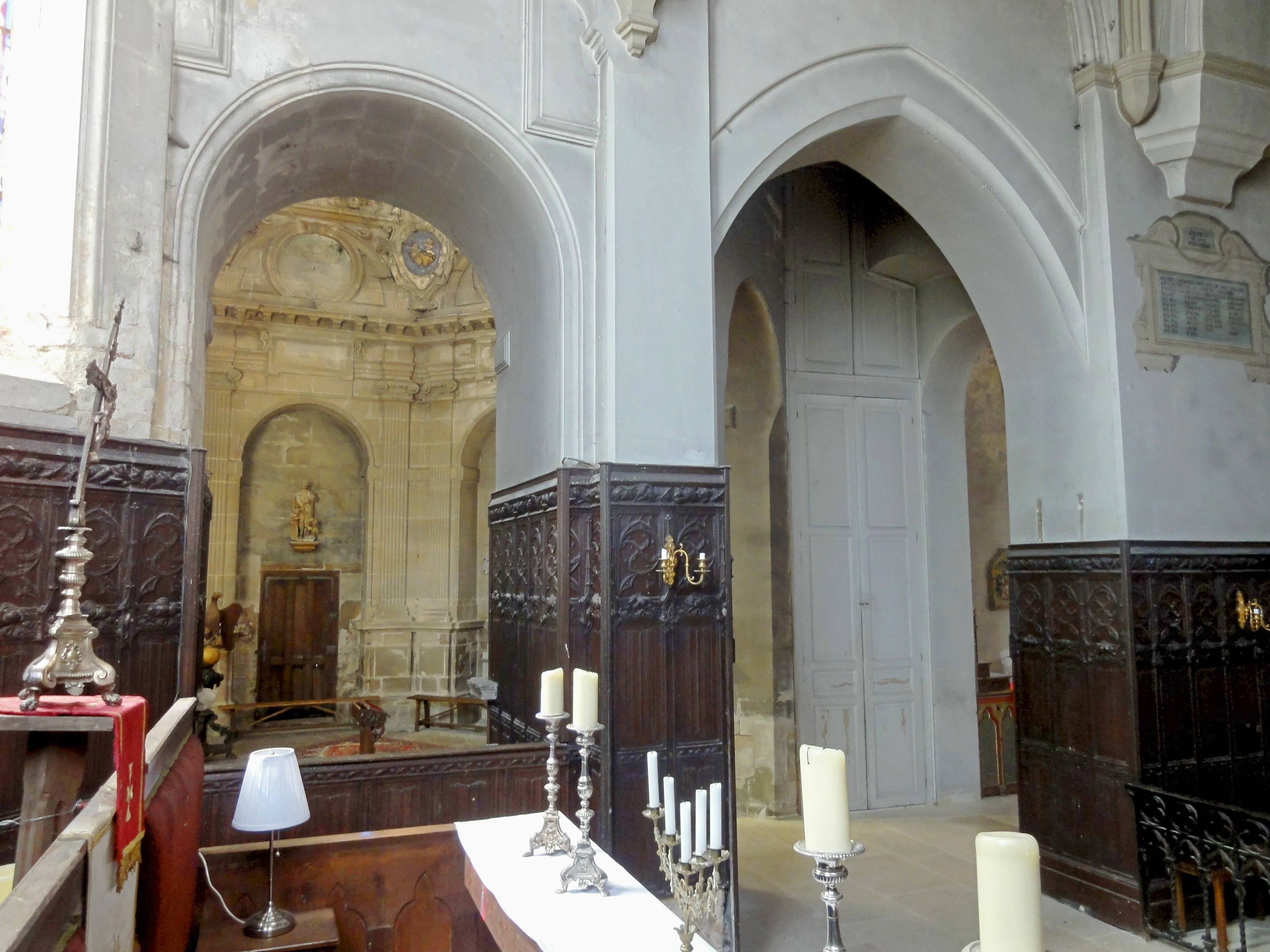
Arcades du côté sud.
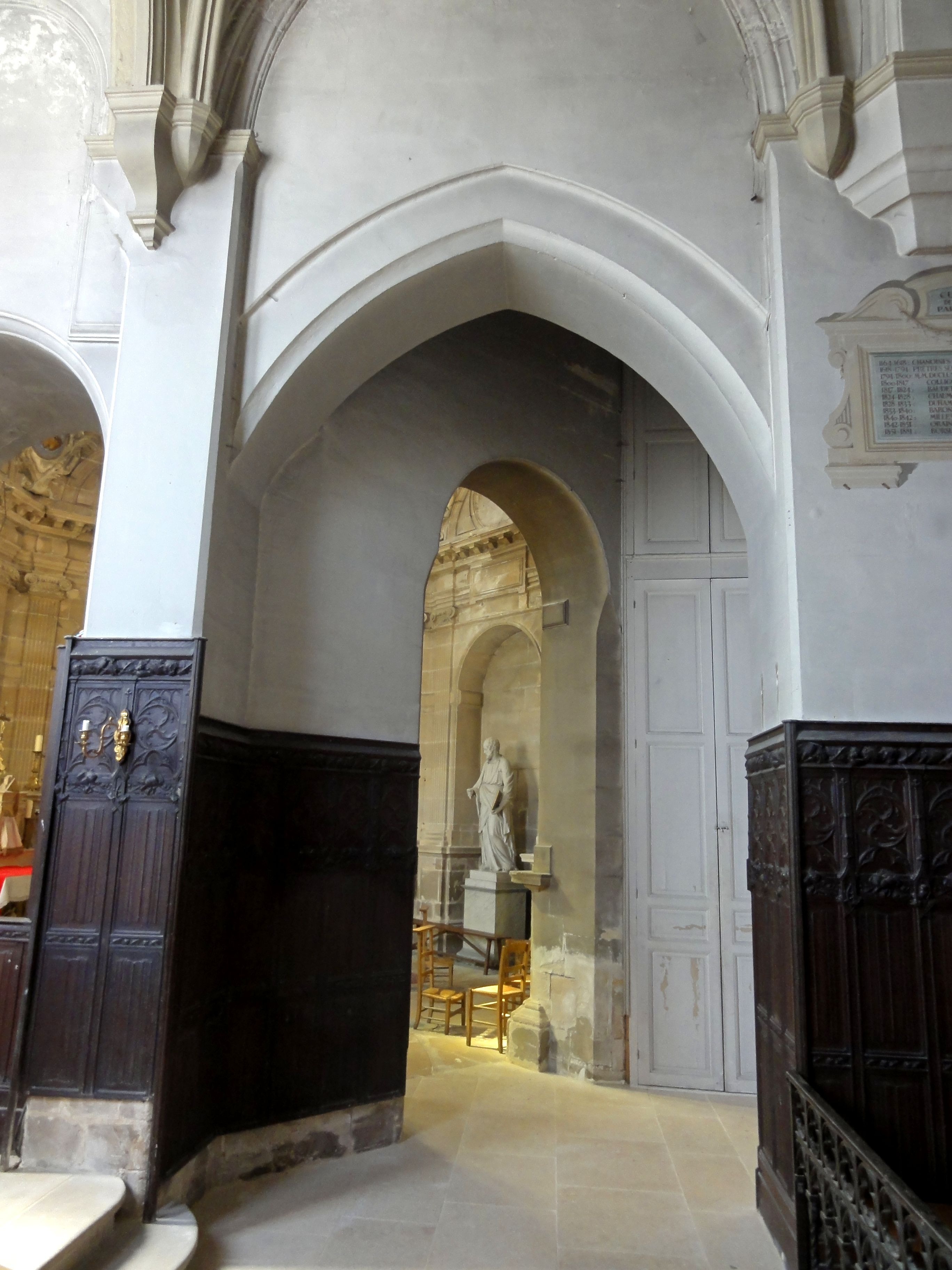
Vue dans le dégagement.
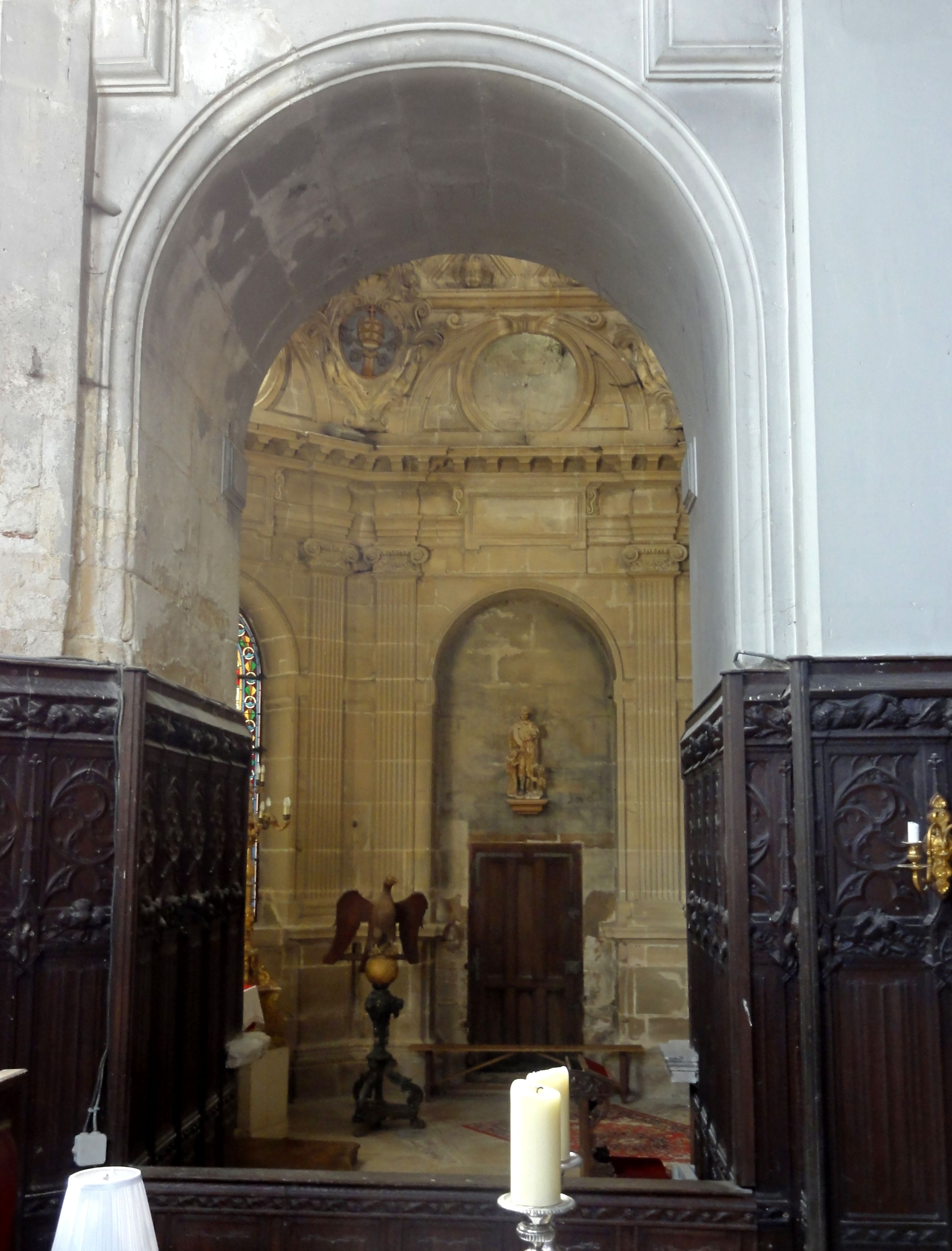
Vue dans la chapelle.
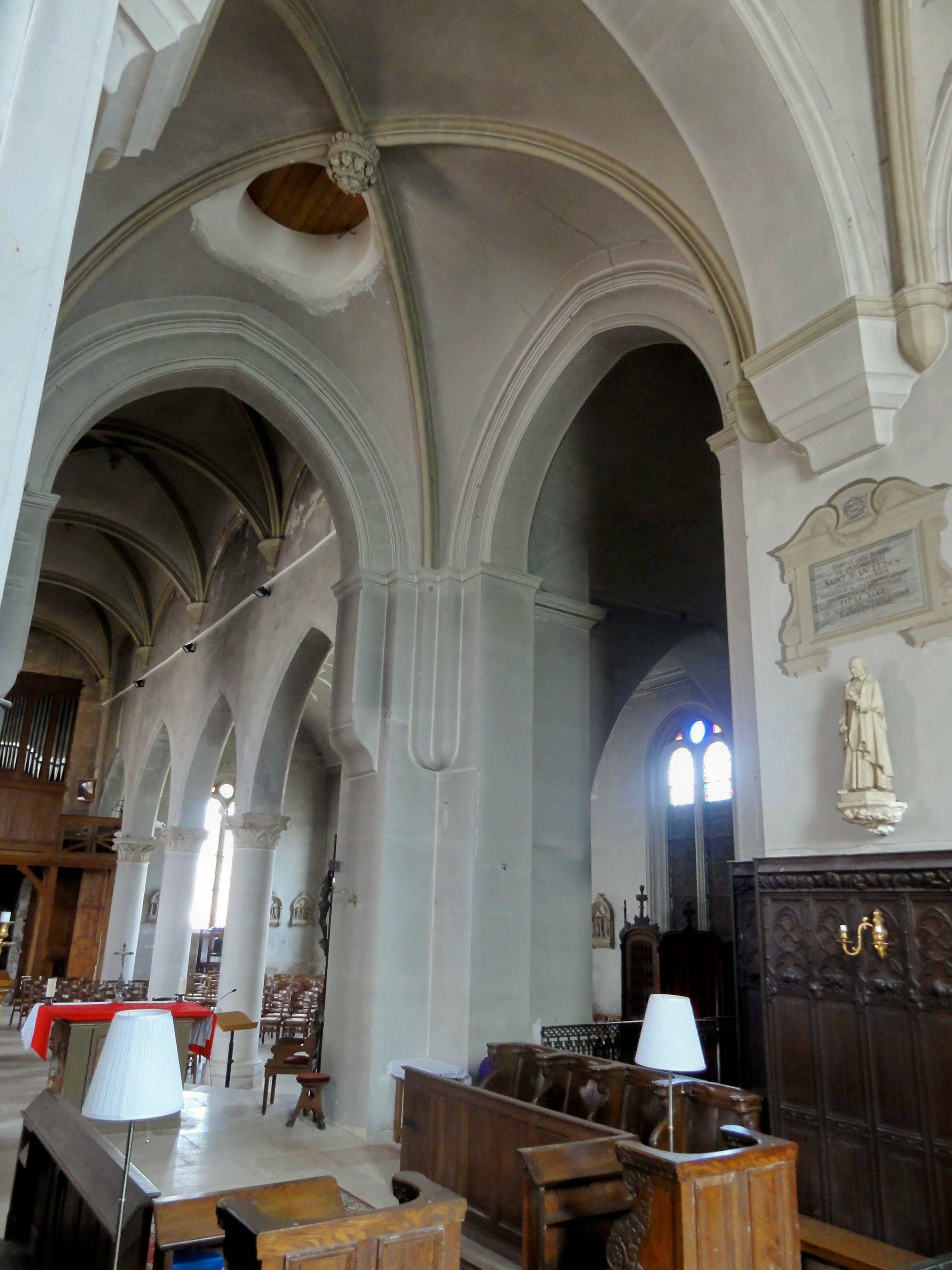
Vue vers le nord-ouest.
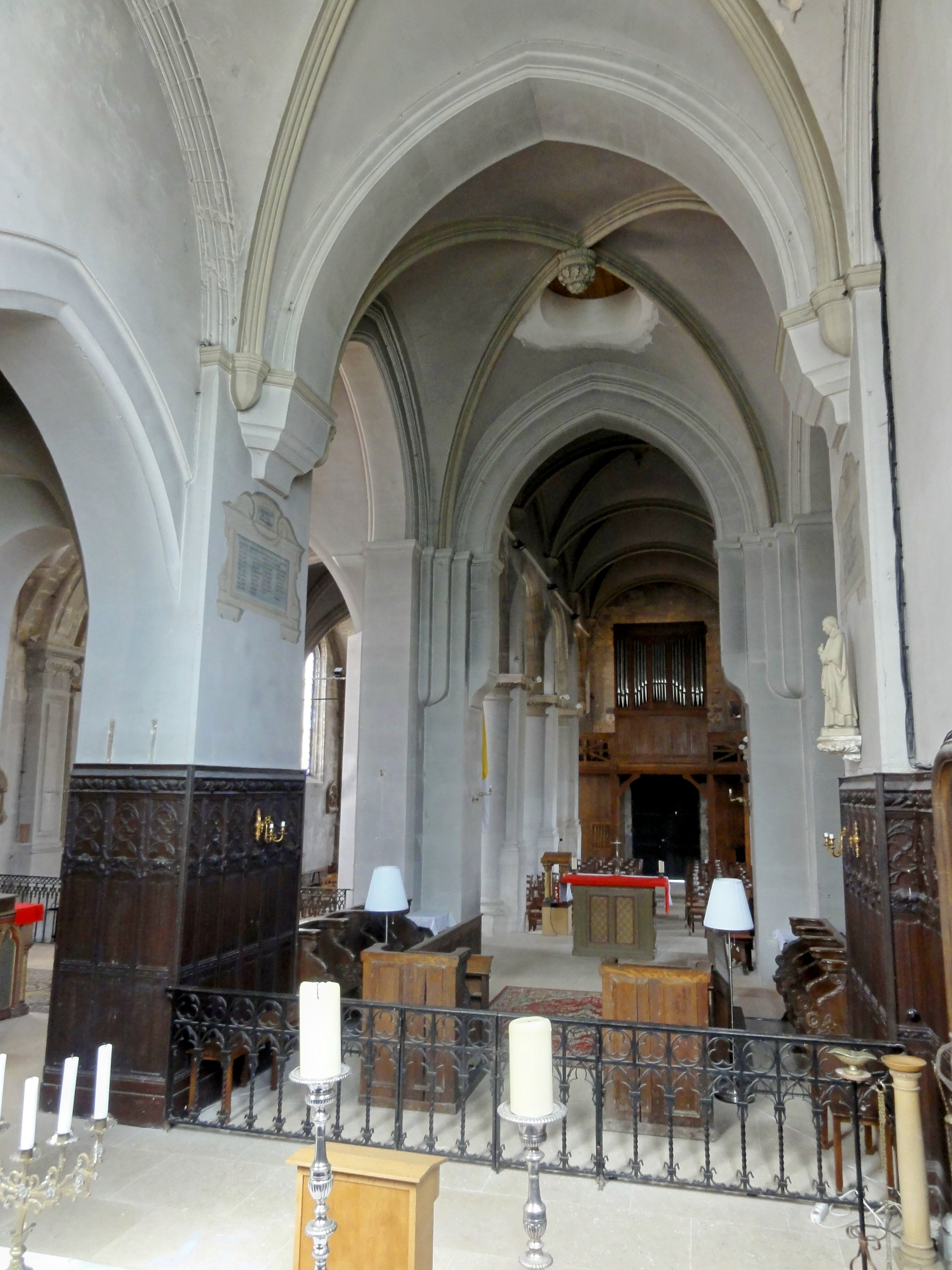
Vue vers l'ouest.
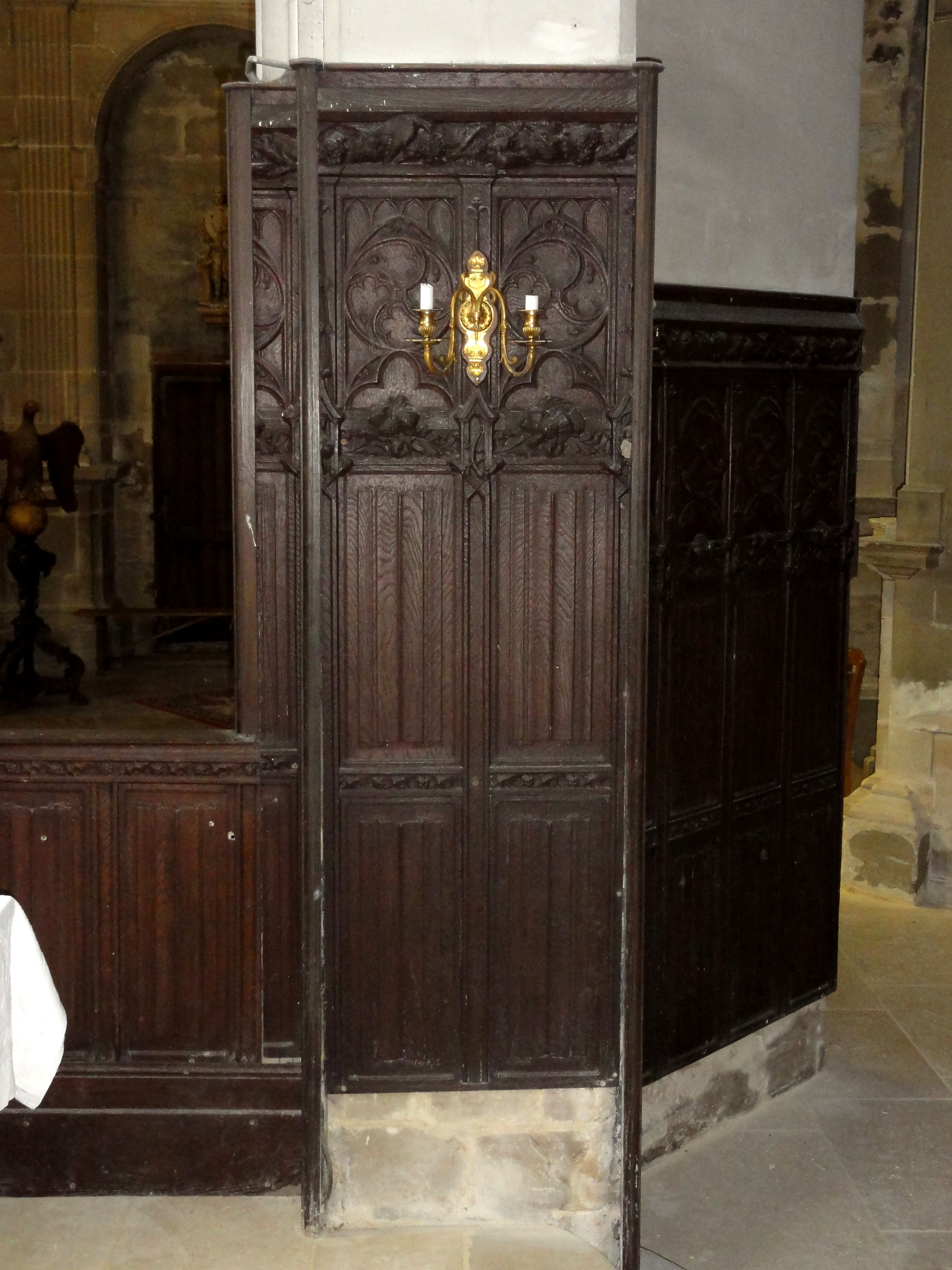
Détail des boiseries.

#### Chapelle du Sacré-Cœur

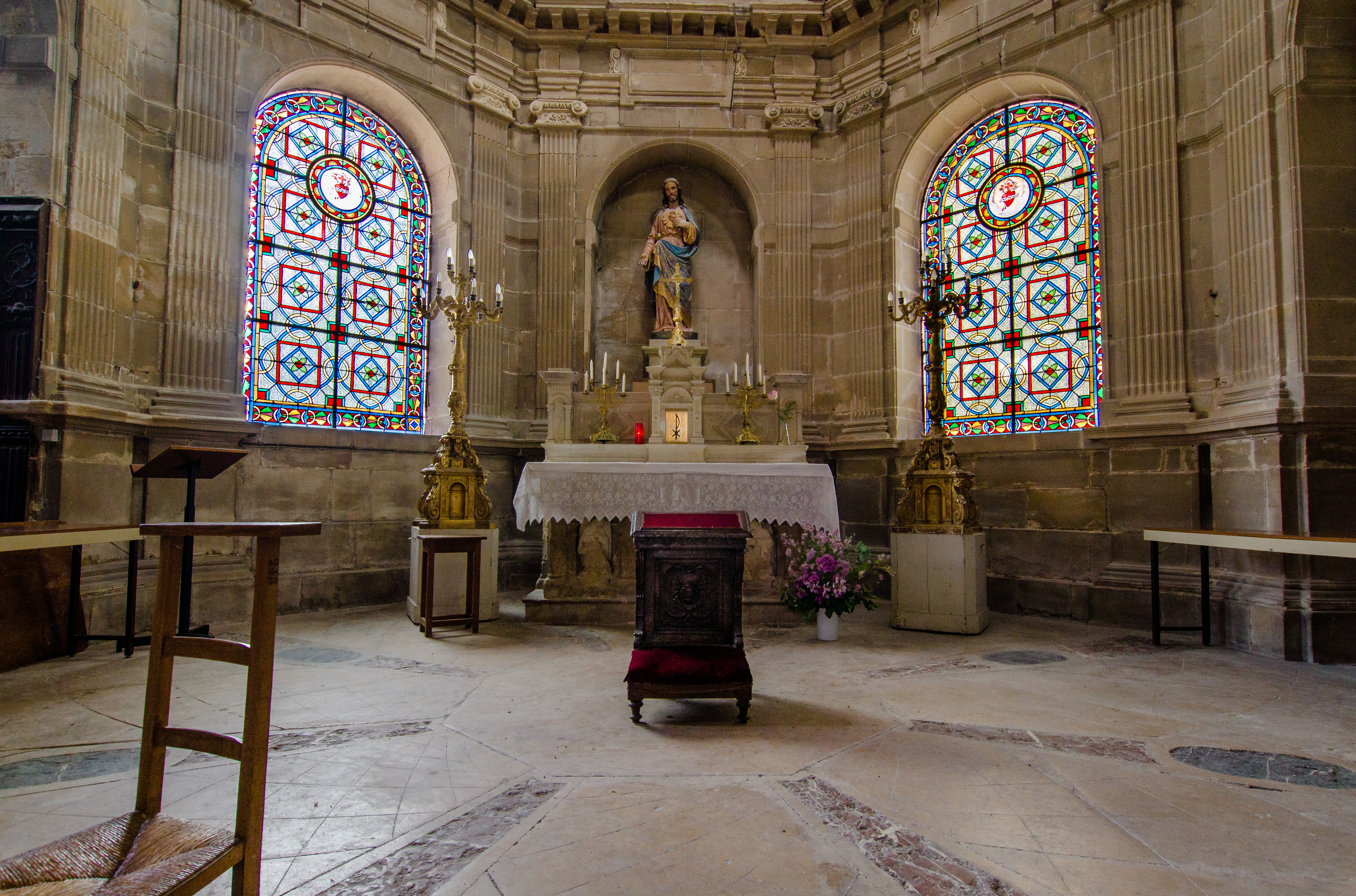
Vue vers le chevet.

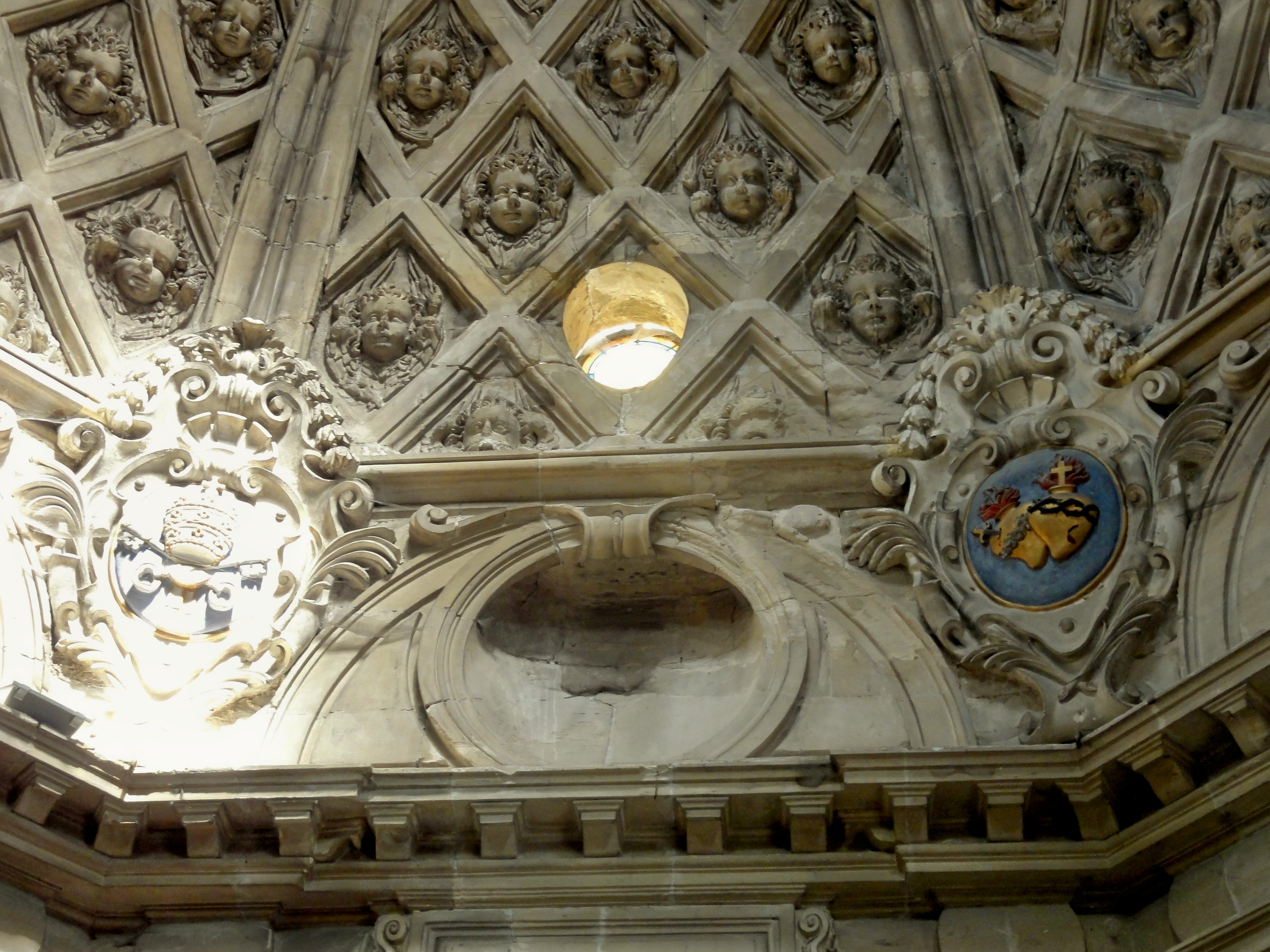
Détail du décor.

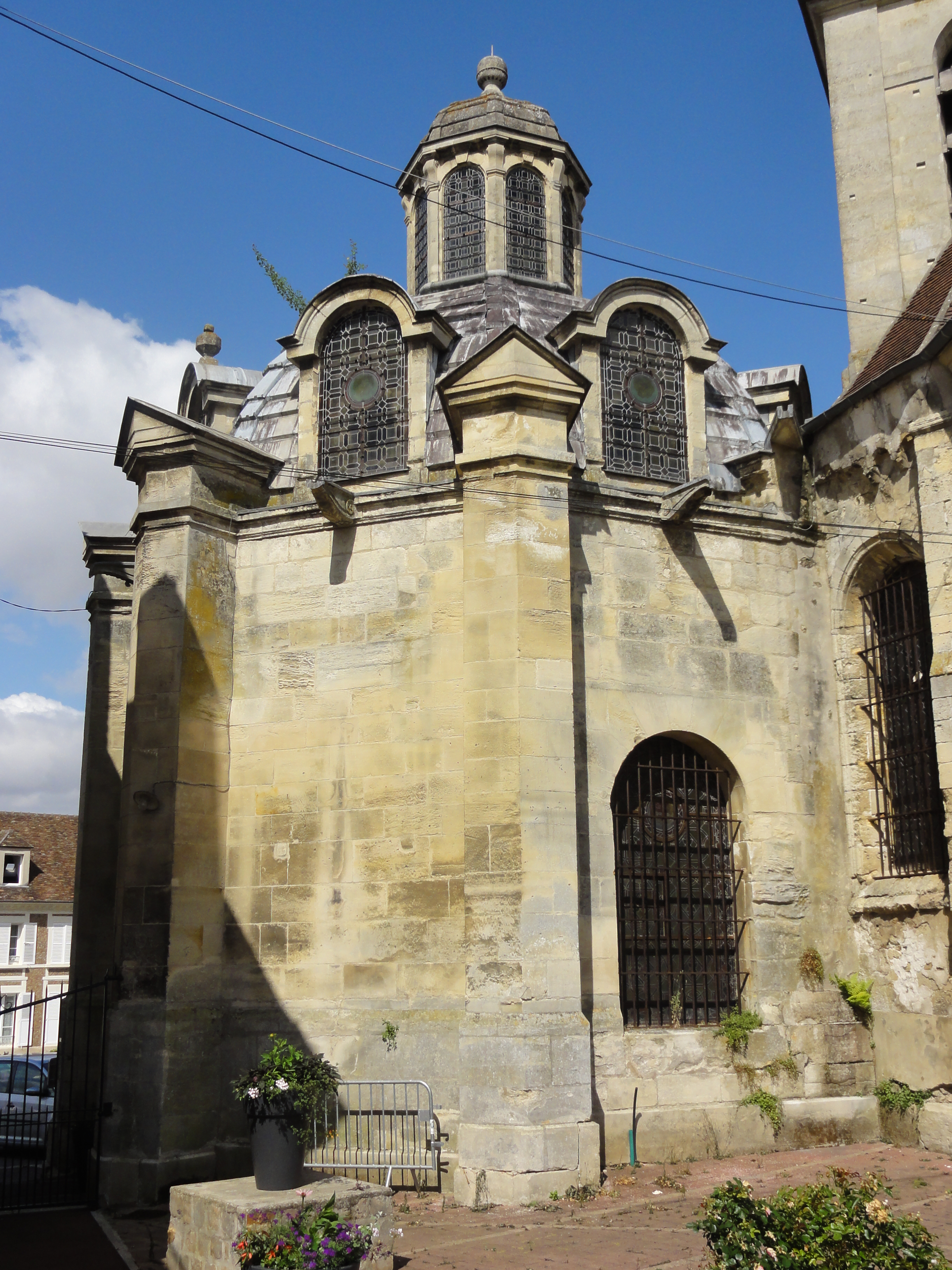
Chapelle du Sacré-Cœur.

La chapelle du Sacré-Cœur, initialement chapelle sépulcrale de Nicolas Brulart de Sillery et dédiée à saint Roch, se distingue fortement des autres édifices religieux du Vexin français. Au XVIIe siècle, pratiquement toutes les églises endommagées pendant la Guerre de Cent Ans ont été reconstruites, et l'attention des paroissiens et des gros décimateurs se porte davantage sur la décoration et l'ameublement. Bernard Duhamel constate qu'aucune œuvre importante de Nicolas Le Mercier datant du XVIIe siècle n'est connue. Du reste, aucun élément de la chapelle ne porte la signature artistique de l'architecte. L'attribution de la chapelle à Nicolas Le Mercier est donc plus que hasardeuse. La ressemblance avec l'ancienne église Sainte-Marie-des-Anges, qui appartenait au couvent de la Visitation, donne à penser que les deux édifices ont le même auteur. Comme le souligne Bernard Duhamel, cette hypothèse est confortée par l'identité du maître d'ouvrage de l'église parisienne, qui n'est autre que Noël Brûlart de Sillery, frère du seigneur de Marines.
La chapelle est de plan octogonal, et se rapproche ainsi du plan « idéal » circulaire des architectes du Rome antique, comme il a été mis en œuvre au Panthéon de Rome. Initialement, la chapelle ne reçoit le jour que par des œils-de-bœuf en bas du dôme. Chaque pan de l'octogone montre des dispositions analogues, et comporte une arcade en plein cintre. Selon les cas, il est muni d'un mur de refend et sert de niche à statue, ou s'ouvre sur les autres parties de l'église (cas des pans ouest, nord-ouest et nord). Les arcades sont cantonnées de deux pilastres ioniques cannelés, qui reposent sur de hauts stylobates et supportent un entablement aniconique avec corniche à denticules. Comme particularité, les métopes arborent un grand cartouche vide, qui déborde sur l'architrave. Au-dessus de l'entablement, chaque pan de la chapelle présente un fronton plaqué en arc de cercle, qui est agrémenté d'une agrafe formée par la base de deux volutes, et qui circonscrit un oculus circulaire. Le jour y entre obliquement par le haut, ce qui donne un éclairage indirect tamisé. S'y ajoutent les oculi dans le caisson central en bas de chaque pan du dôme, et un lanternon au sommet du dôme. Les pans du dôme sont séparés par des bandeaux moulurés. Ils sont sinon entièrement garnis de caissons losangés, à raison d'au maximum trois par rang, tout en bas. Chaque caisson comporte une tête de chérubin au-dessus d'une guirlande, et sous deux ailes. Dans les caissons incomplets le long de la bordure, l'on trouve des moitiés de têtes. Le décor est complété par des plastrons richement sculptés dans les angles, à l'intersection entre deux frontons. Les plastrons servent de cadre à des écussons ovales aux meubles héraldiques sculptés en bas-relief,.

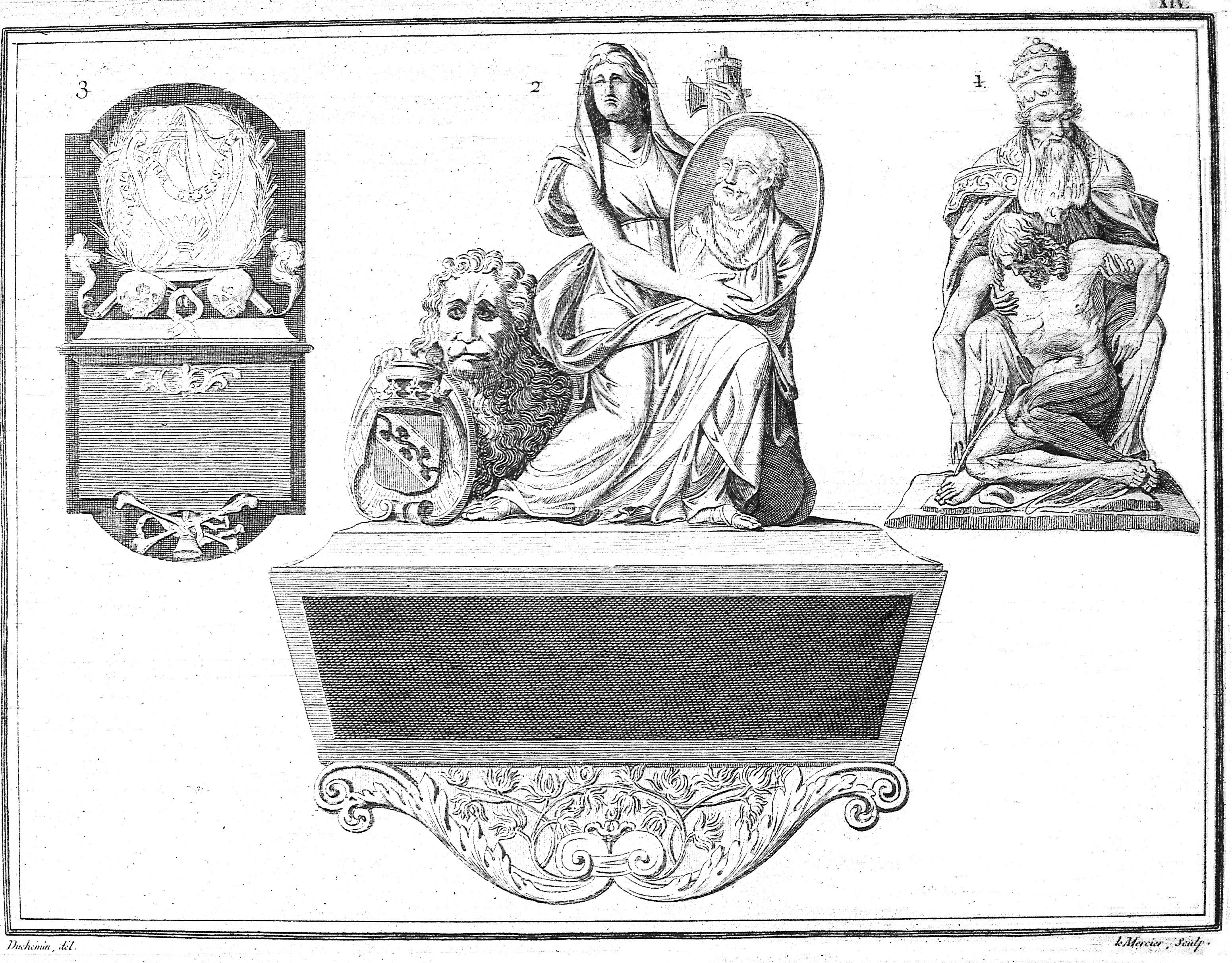
Vue du tombeau de Brûlart de Sillery.
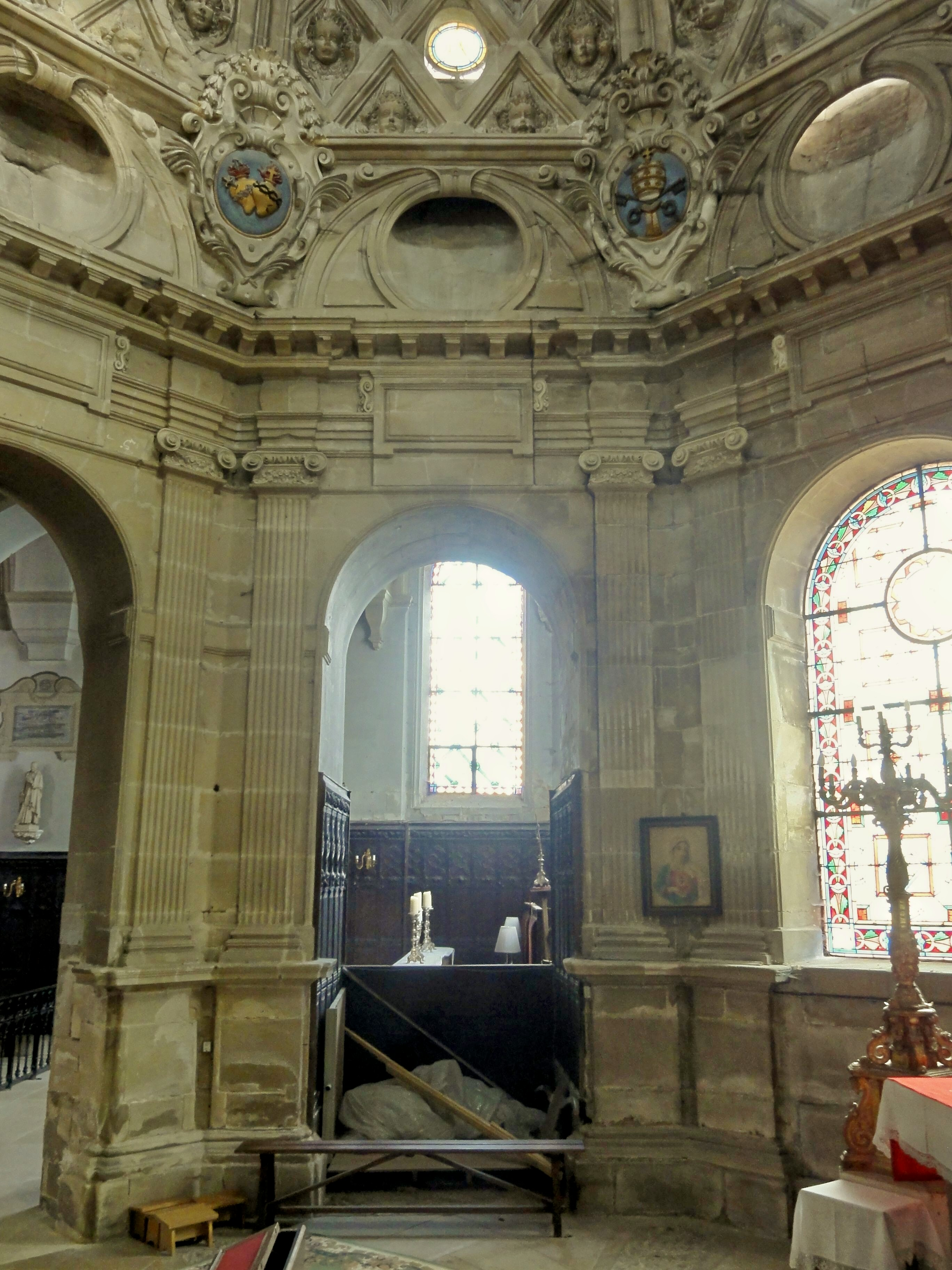
Côté nord.
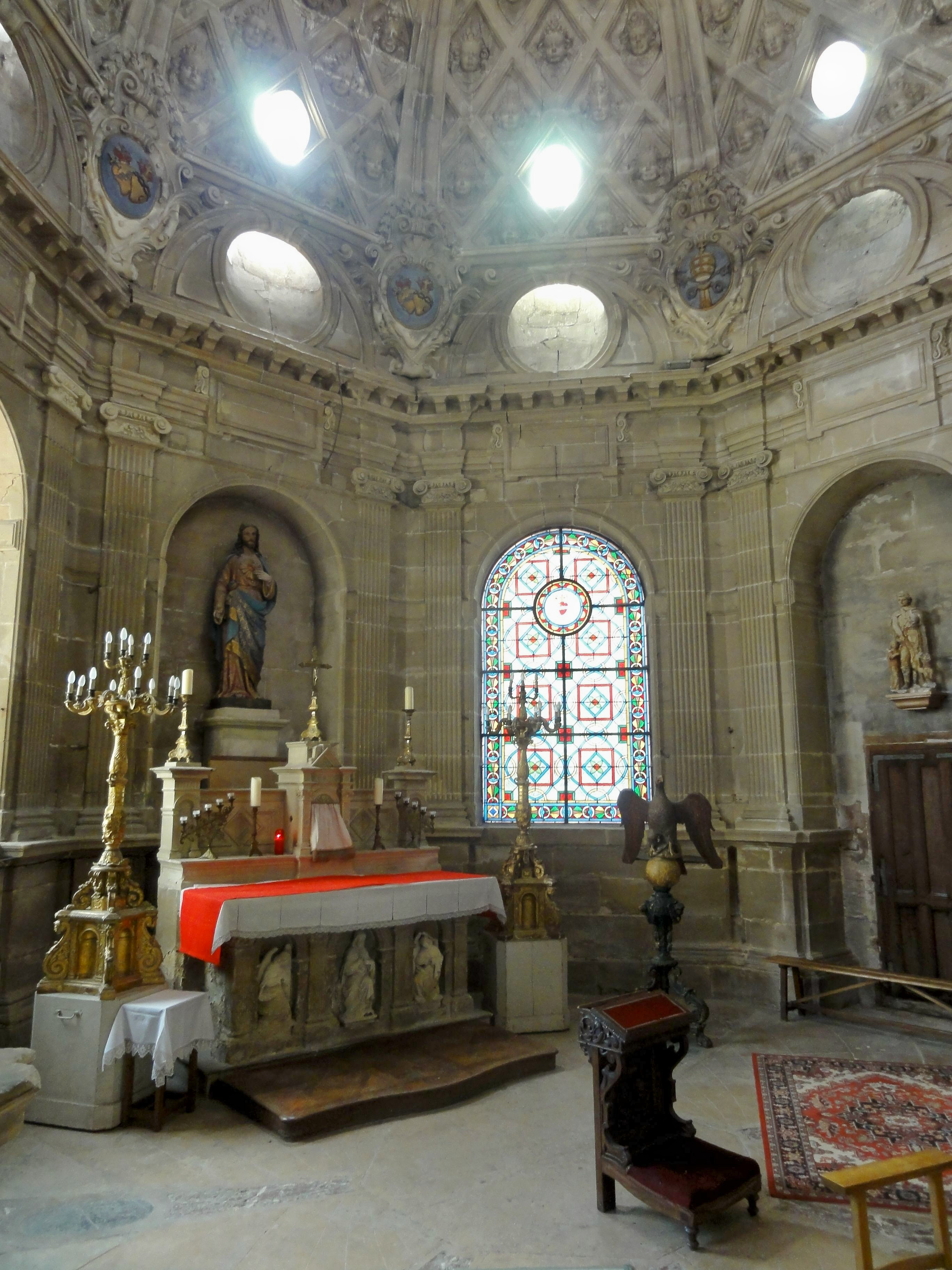
Côté sud-est.
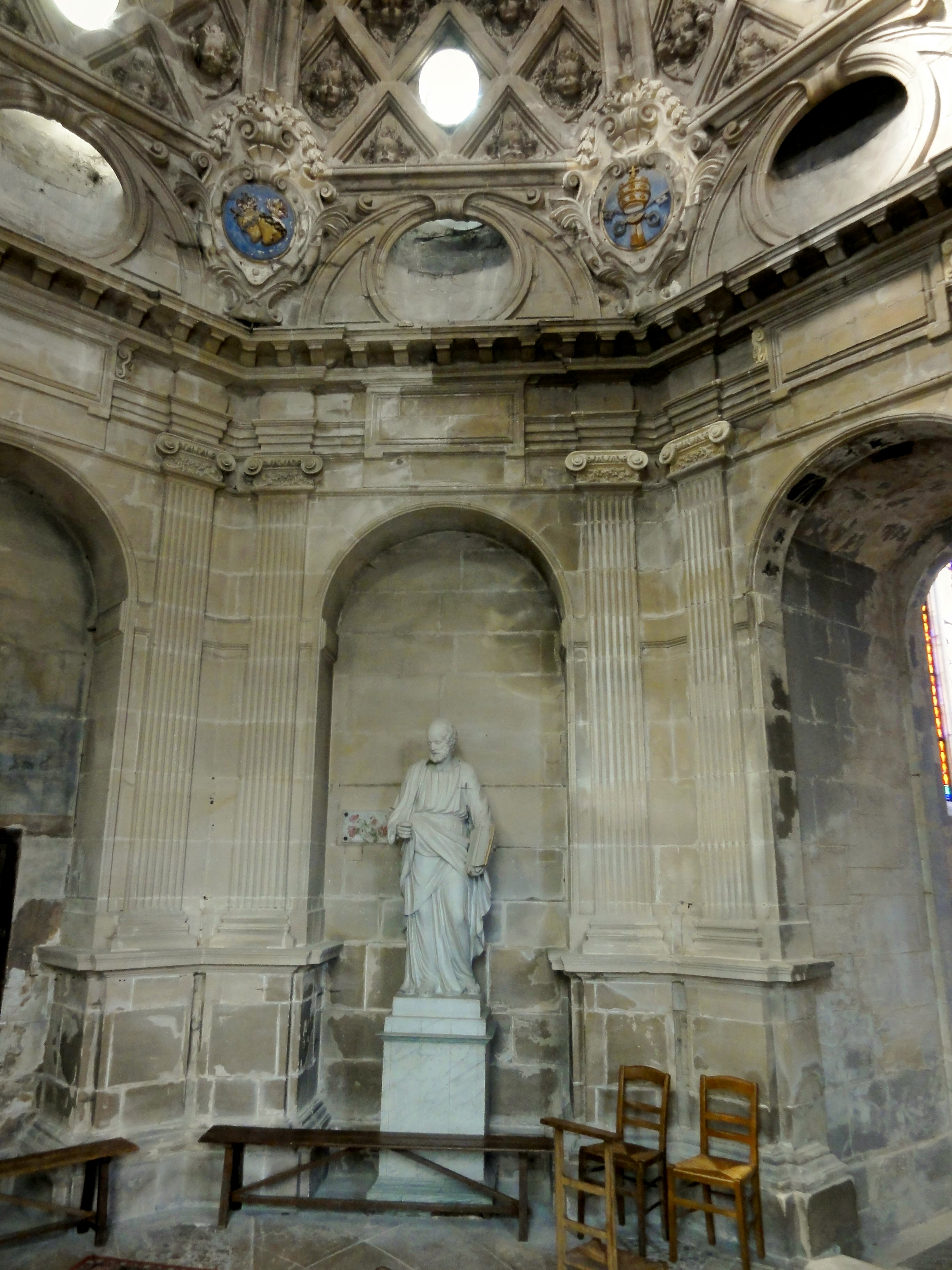
Côté sud.
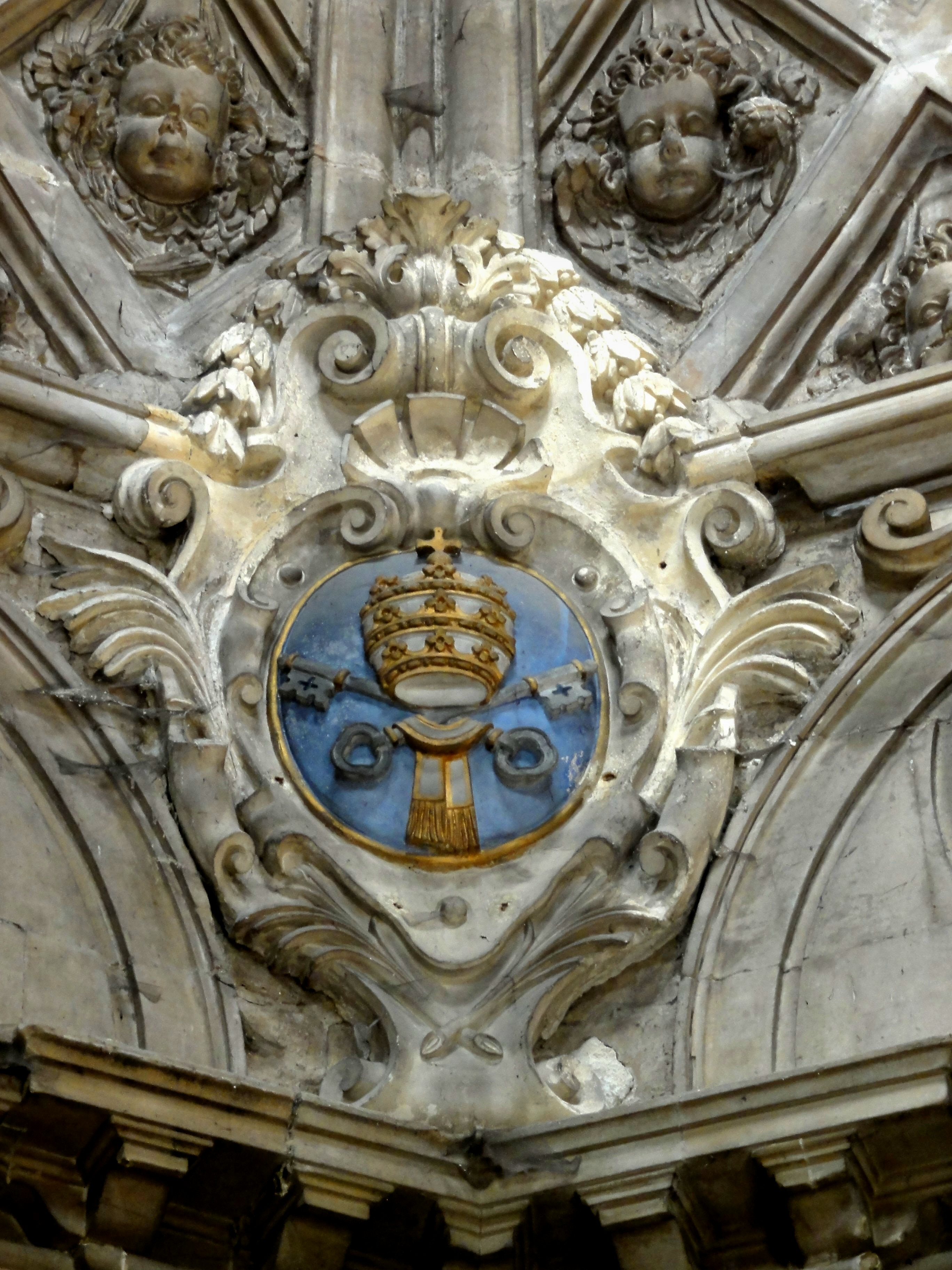
Plastron à écusson.
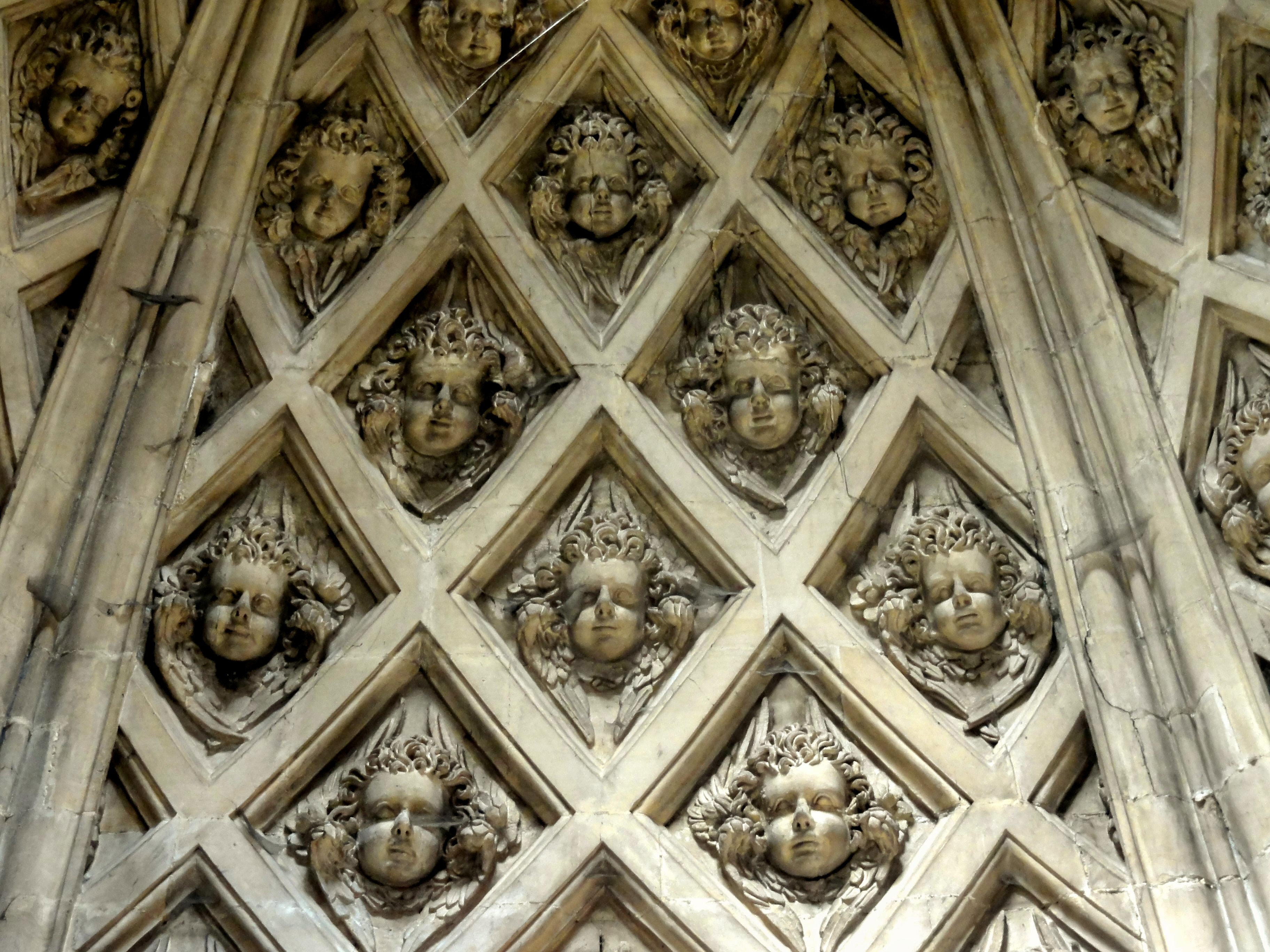
Plafond à caissons.

### Extérieur

#### Façade occidentale et élévation méridionale

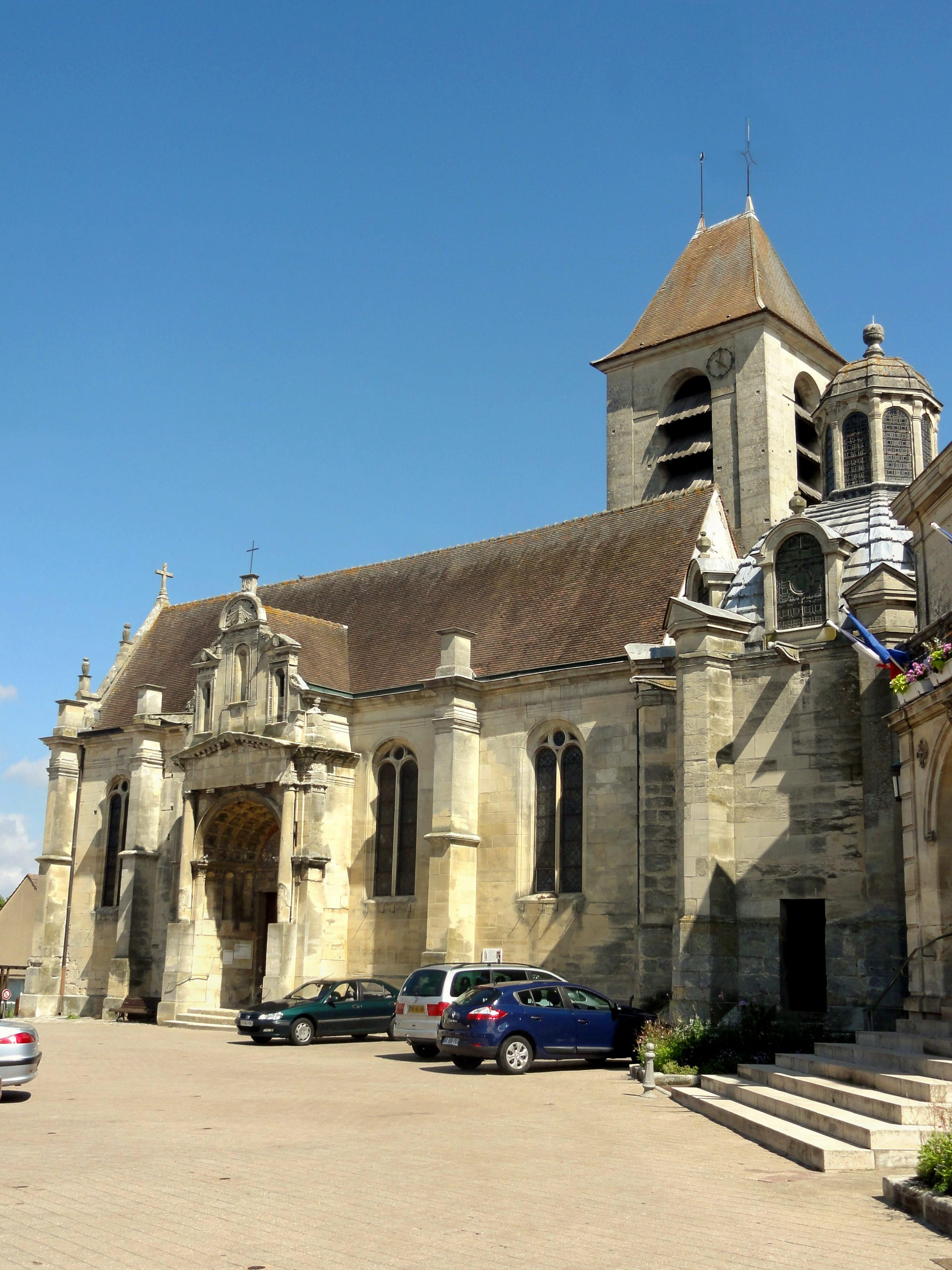
Vue depuis le sud-est.

La façade occidentale, en réalité tournée vers le nord-ouest, présente une enfilade de trois pignons différents. Celui du collatéral nord est le plus bas. Les deux autres sont de même hauteur, mais celui du vaisseau central est plus étroit. Le pignon du collatéral sud est le seul qui a été entièrement repris à la Renaissance ; il est plus élevé que la toiture et comporte deux retours, ce qui a permis d'y placer des vases. D'autres vases se trouvent à mi-chemin des rampants, et le sommet est couronné d'une croix en antéfixe. Les quatre contreforts sont différents. Les deux fenêtres latérales datent de la Renaissance, tandis que la petite fenêtre occidentale de la nef, sans remplage et en arc légèrement brisé, semble dater de la première période gothique. La partie basse de la façade de la nef a toutefois été refaite, avec un portail purement fonctionnel.
L'élévation méridionale est harmonieuse, et bien exposée à la vue. Contrairement à la réalité à l'intérieur de l'édifice, le collatéral et le croisillon sud forment une entité homogène et symétrique autour du porche imaginé par Nicolas Le Mercier. Deux travées ajourées de fenêtres sont visibles à gauche et à droite du porche. Les murs sont soigneusement appareillés en pierre de taille, et terminés par un entablement ébauché. Les contreforts sont strictement verticaux, et scandés par un larmier à mi-hauteur, et une corniche moulurée en dessous de l'entablement. Le couronnement est formé par des stylobates, qui devaient certainement servir de supports à des pots-à-feu, des éolipyles, des vases ou d'autres ornements en vogue à la Renaissance.

#### Porche

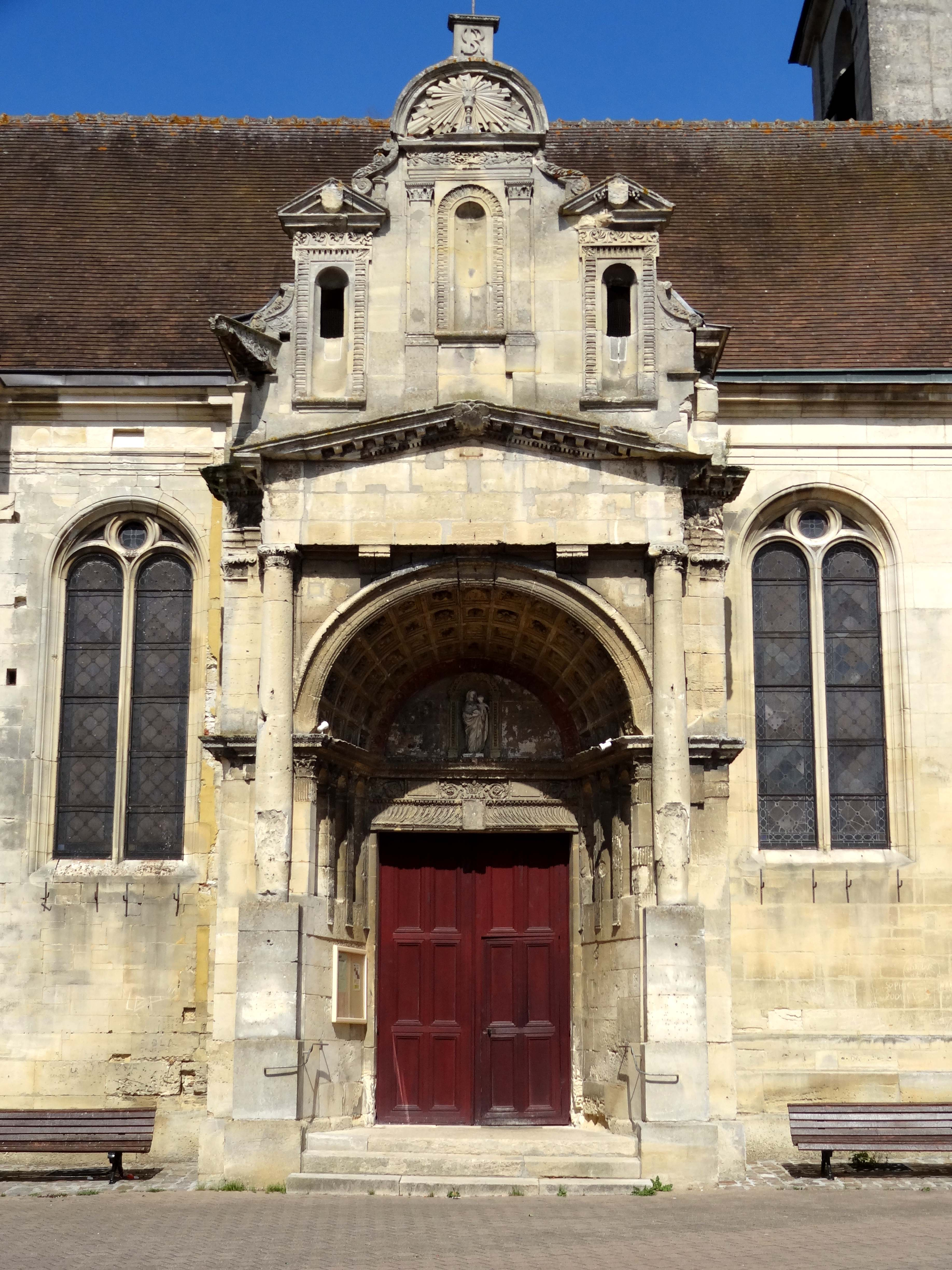
Porche Renaissance.

À part la chapelle funéraire, l'église de Marines est surtout réputée pour son porche Renaissance. Louis Régnier l'attribue à Nicolas Le Mercier (1541-1637), qui a réalisé d'autres porches à Cergy et Livilliers. L'attribution à son fils Jacques Le Mercier par Charon et al. est chronologiquement impossible. Le porche est un avant-corps de largeur médiocre, dans lequel est ménagé une arcade profonde. Les piédroits sont précédés par des colonnes bien galbées, dont les chapiteaux présentent une disposition qualifiée de particulièrement élégante par Louis Régnier : « du sommet de la corbeille tombent deux feuilles d'acanthe, qui se courbent de la façon la plus gracieuse ». Avec deux consoles au-dessus de l'arcade, les tailloirs des chapiteaux supportent un entablement, qui était déjà mutilé en 1886, et qui a été remplacé par trois assises de pierres de taille, vraisemblablement lors de la restauration en 1888. Au-dessus, subsiste un fronton triangulaire, dont les rampants reposent sur des corbeaux, et s'accompagnent d'un rang de denticules. Le fronton ne correspond pas au gâble du toit en bâtière du porche, qui est situé nettement plus haut, et adopte une forme pentue. Le gâble est agrémenté de trois niches à statues vides. Elles sont entourées d'oves, ou de pilastres composites, en ce qui concerne la niche médiane. Elle possède un fronton en arc de cercle arborant une figure stylisée entourée de rayons de lumière, à la façon d'une gloire. Les initiales entrelacées « SR » pour saint Rémy se lisent au-dessus. Les frontons des autres niches sont triangulaires, et des têtes de chérubin s'y profilent.
Il aurait été aisé de reconstituer l'entablement en se basant sur ce qui en subsiste latéralement, et au-dessus des pilastres plaqués devant les faces extérieures des piédroits de l'arcade. La sculpture de leurs chapiteaux est calquée sur les deux modèles signalés par Louis Régnier. Assez curieusement, les pilastres sont interceptés par une corniche au niveau des impostes de l'arcade. Ils sont couronnés par un stylobate et un vase, comme devaient l'être sans doute les contreforts du collatéral. L'intrados de l'arcade est une voûte fuyante traitée à la façon d'un plafond à caissons, avec des motifs autrement variés que dans la chapelle : l'on y observe des rosaces, des fleurons, des têtes d'ange et des génies. Les impostes sur lesquelles retombe l'arcade sont supportées par quatre pilastres cannelés, dont les chapiteaux rappellent les autres. Ils encadrent trois niches à statue. Une autre niche, plus petite, existe dans le tympan du portail. Le trumeau a été supprimé, tout comme la partie inférieure des niches et les autres assises jusqu'au sol. Elles ont été reprises en sous-œuvre, vraisemblablement en 1888, quand l'église n'était pas protégée par une inscription au titre des monuments historiques. Louis Régnier observe que le porche de Marines a été recopiée pour l'église d'Évecquemont (Yvelines),.

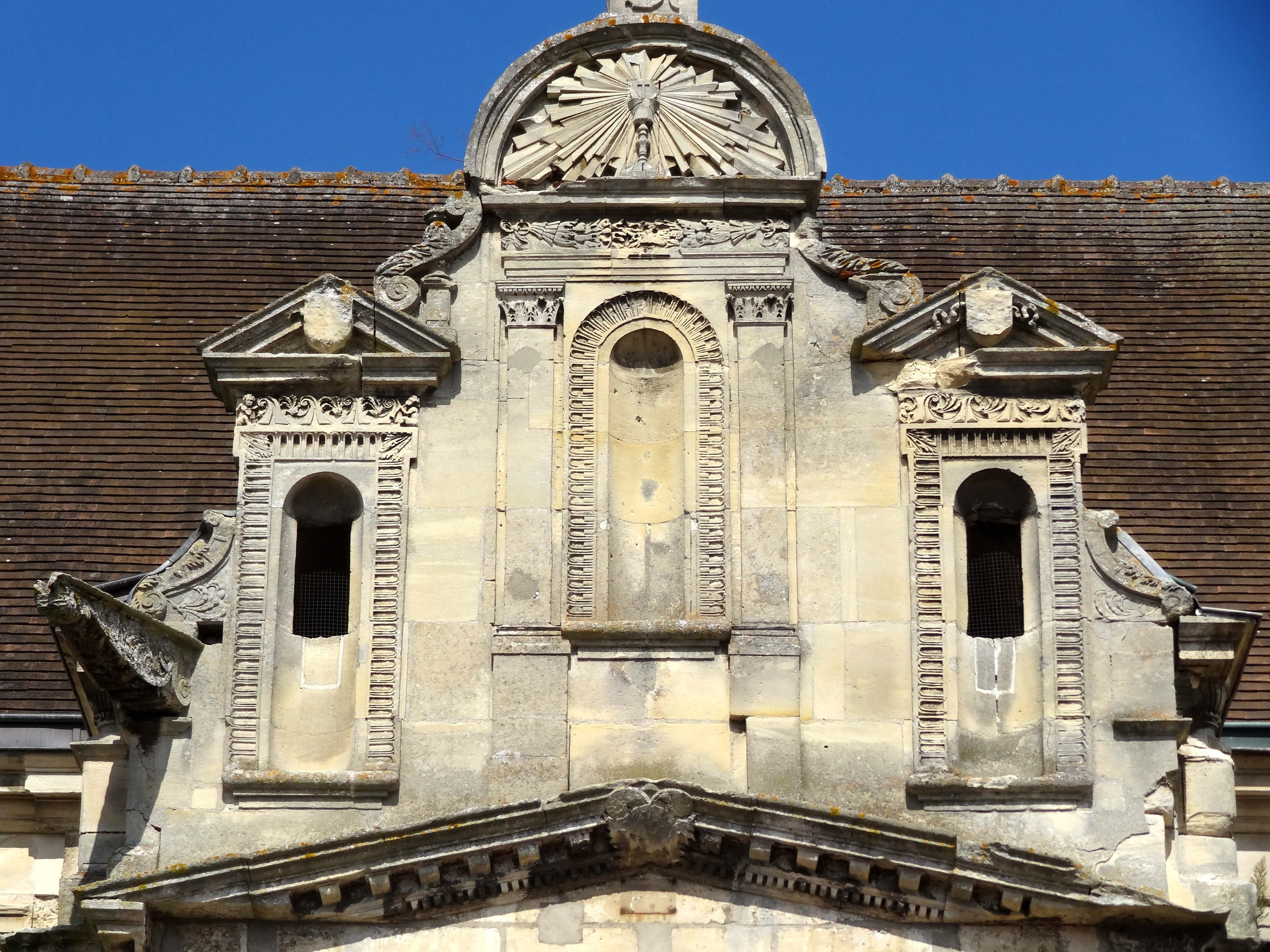
Fronton.
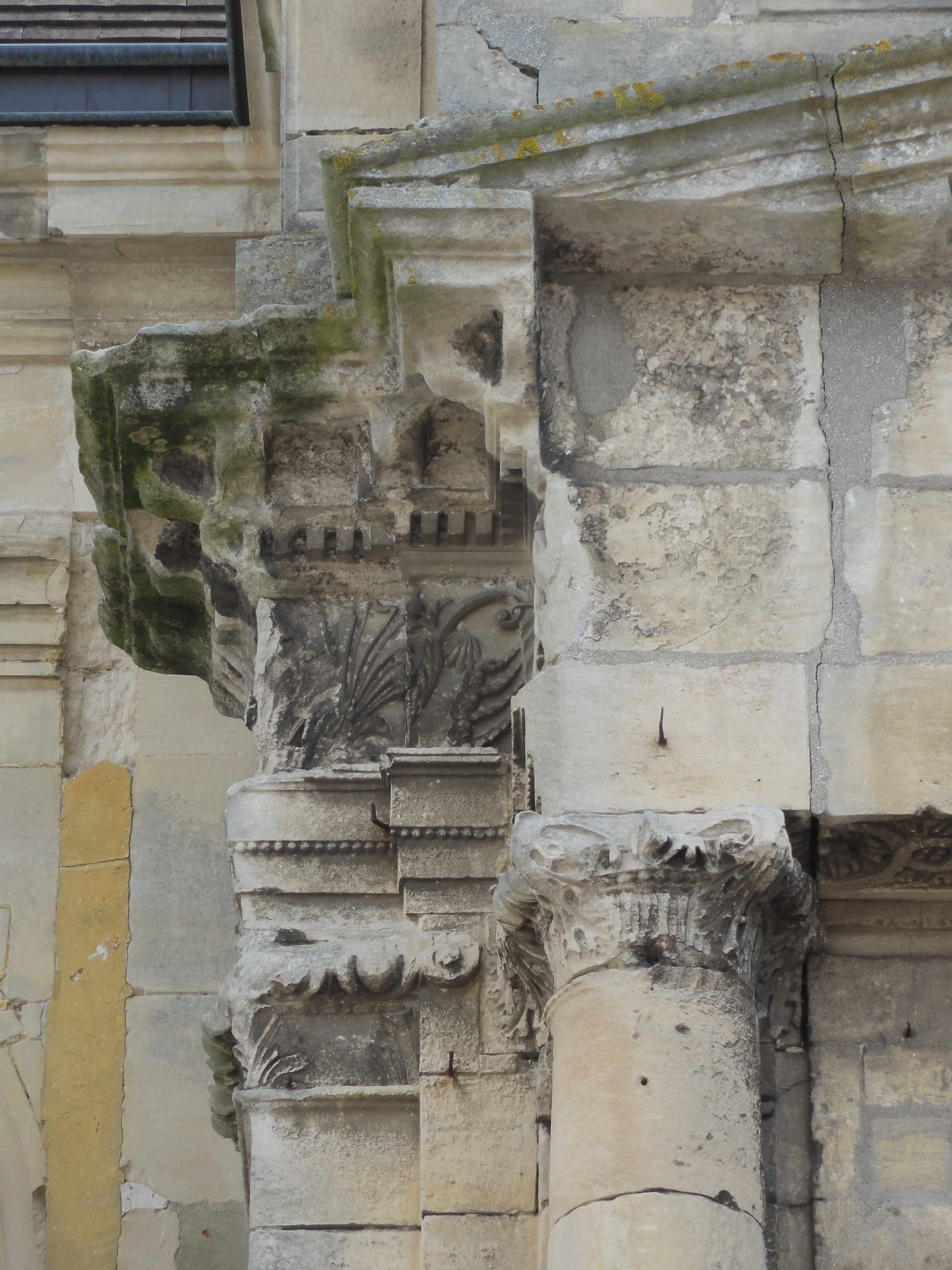
Vestige de l'entablement.
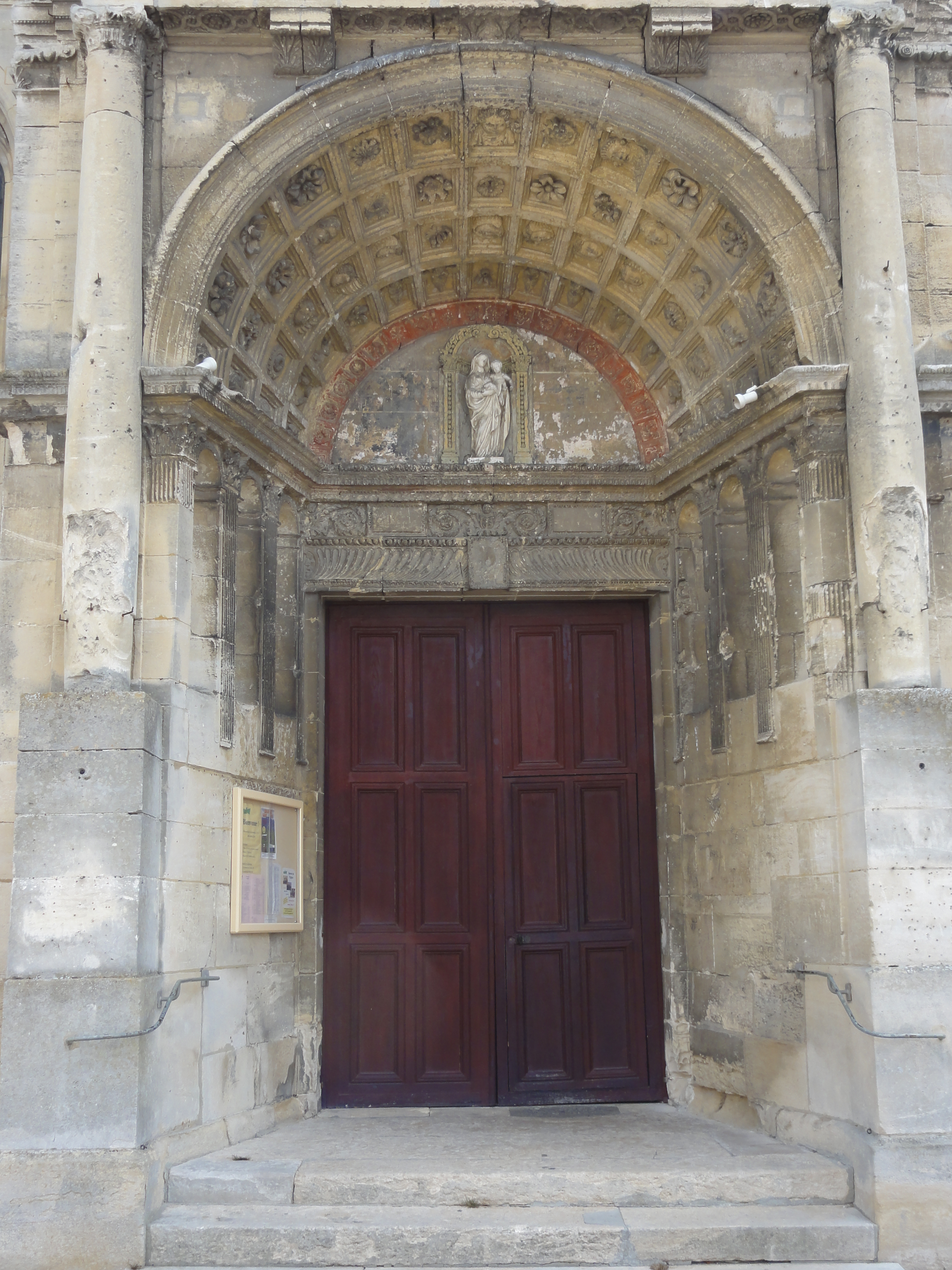
Intérieur du porche.
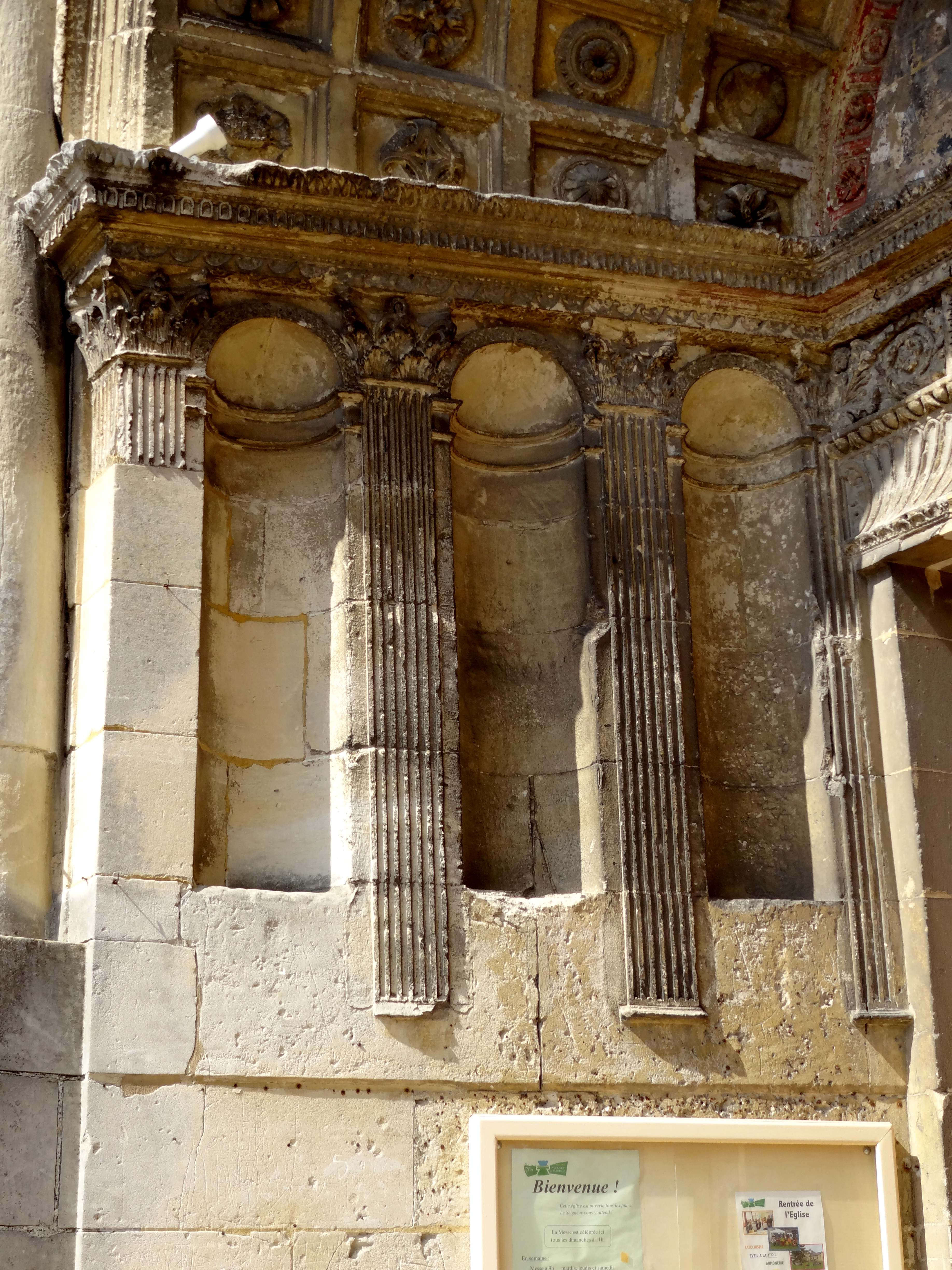
Niches à statue côté ouest.
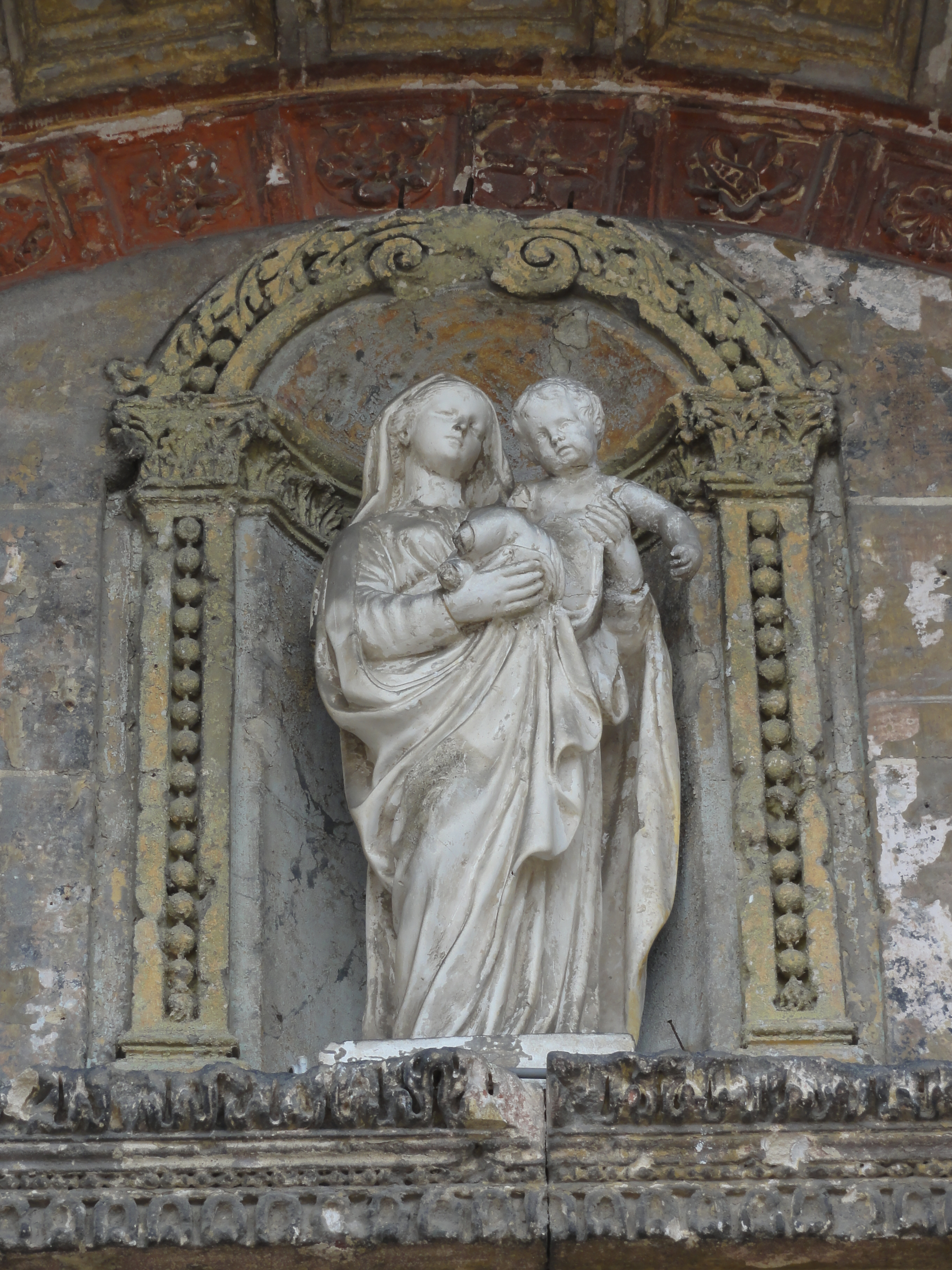
Vierge à l'Enfant.
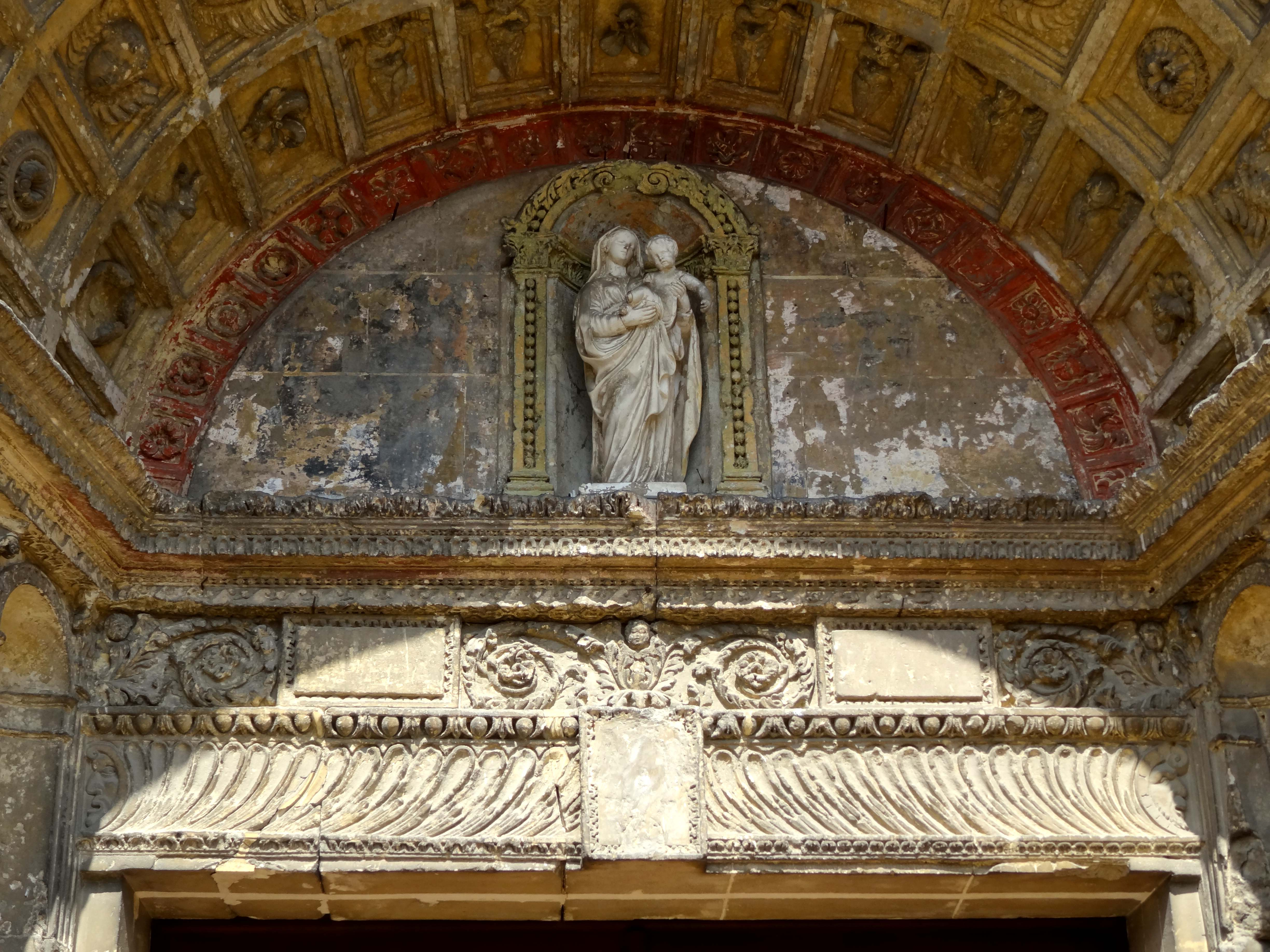
Tympan du portail.

#### Chapelle du Sacré-Cœur
La chapelle du Sacré-Cœur apparaît comme une entité à part, qui n'entre pas en dialogue avec le reste de l'édifice. Abstraction faite d'une petite porte auxiliaire, ses murs sont pleins, et structurés par des contreforts qui présentent un angle saillant sur la face frontale, afin de rester cohérent avec le plan octogonal de la chapelle. Une corniche moulurée termine les murs. Elle est également présente sur les contreforts, qui sont sommés d'un chaperon en bâtière quelque peu surdimensionné. Les petites gargouilles en haut au milieu de chaque pan de mur sont abstraites, et adoptent inférieurement la forme d'une doucine. Au-dessus, des lucarnes munies de baies vitrées en plein cintre font saillie devant le dôme recouverte de dalles de pierre. Eu égard à l'organisation de l'éclairage de la chapelle mise en évidence à l'intérieur, les lucarnes paraissent inattendues : elles dissimulent habilement les œils-de-bœuf ménagés dans les petits frontons et les caissons du dôme. En même temps, les lucarnes avec leurs frontons saillants en arc de cercle et leur couronnement par des polygones donnent du caractère à l'extérieur de la chapelle. Les huit baies en plein cintre du lanternon supérieur répondent aux baies des lucarnes, mais la décoration est différente. Les trumeaux sont des pilastres ébauchés à angle saillant, à l'instar des contreforts. Ils se terminent par des consoles en forme d'ailerons baroques, qui supportent la corniche. Les clés d'arc des fenêtres sont moulurées, mais il n'y a pas de frontons. Le petit dôme du lanternon est coiffé d'une boule sur un pied polygonal.

## Mobilier

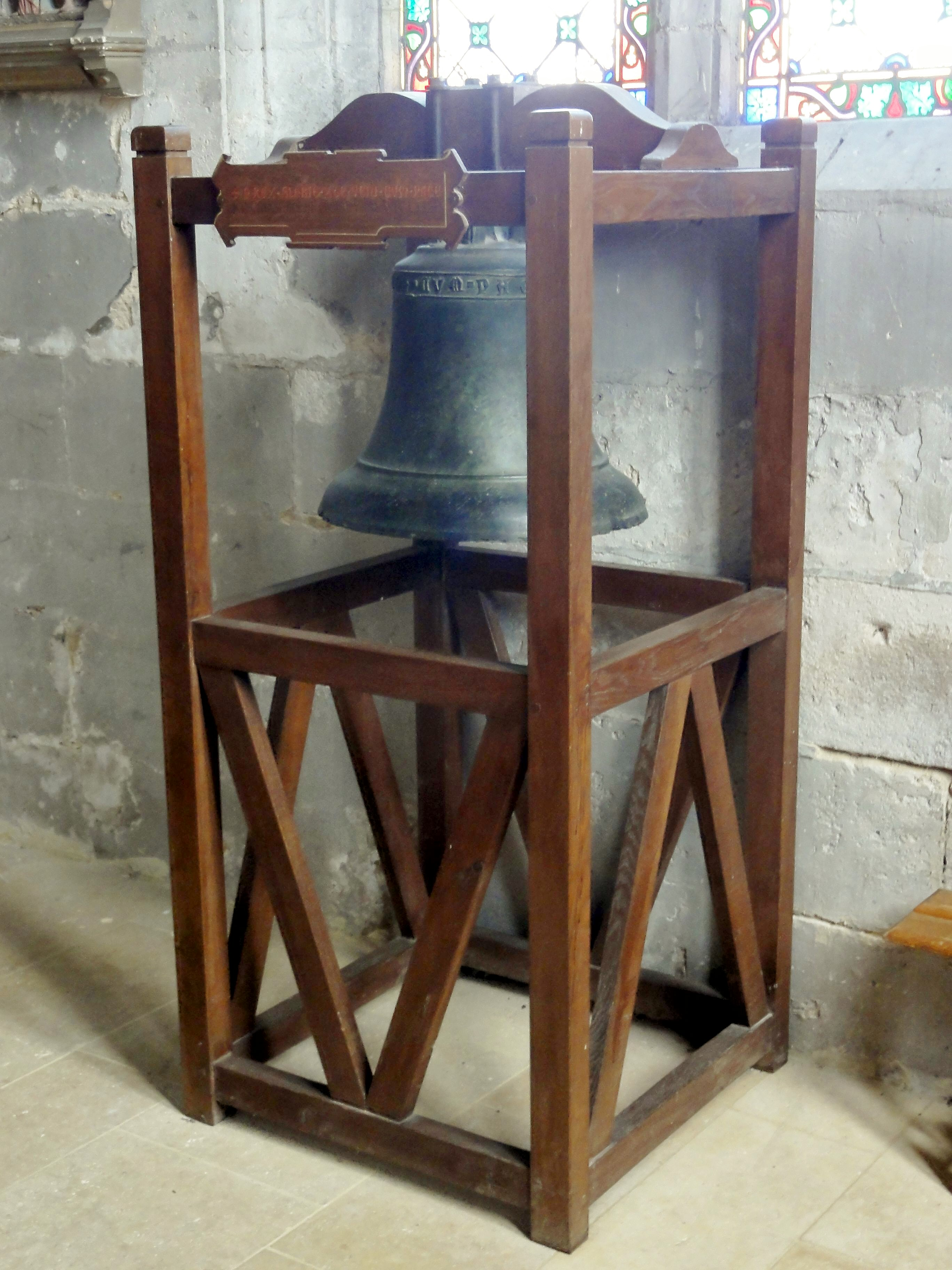
Cloche du XIIIe siècle.

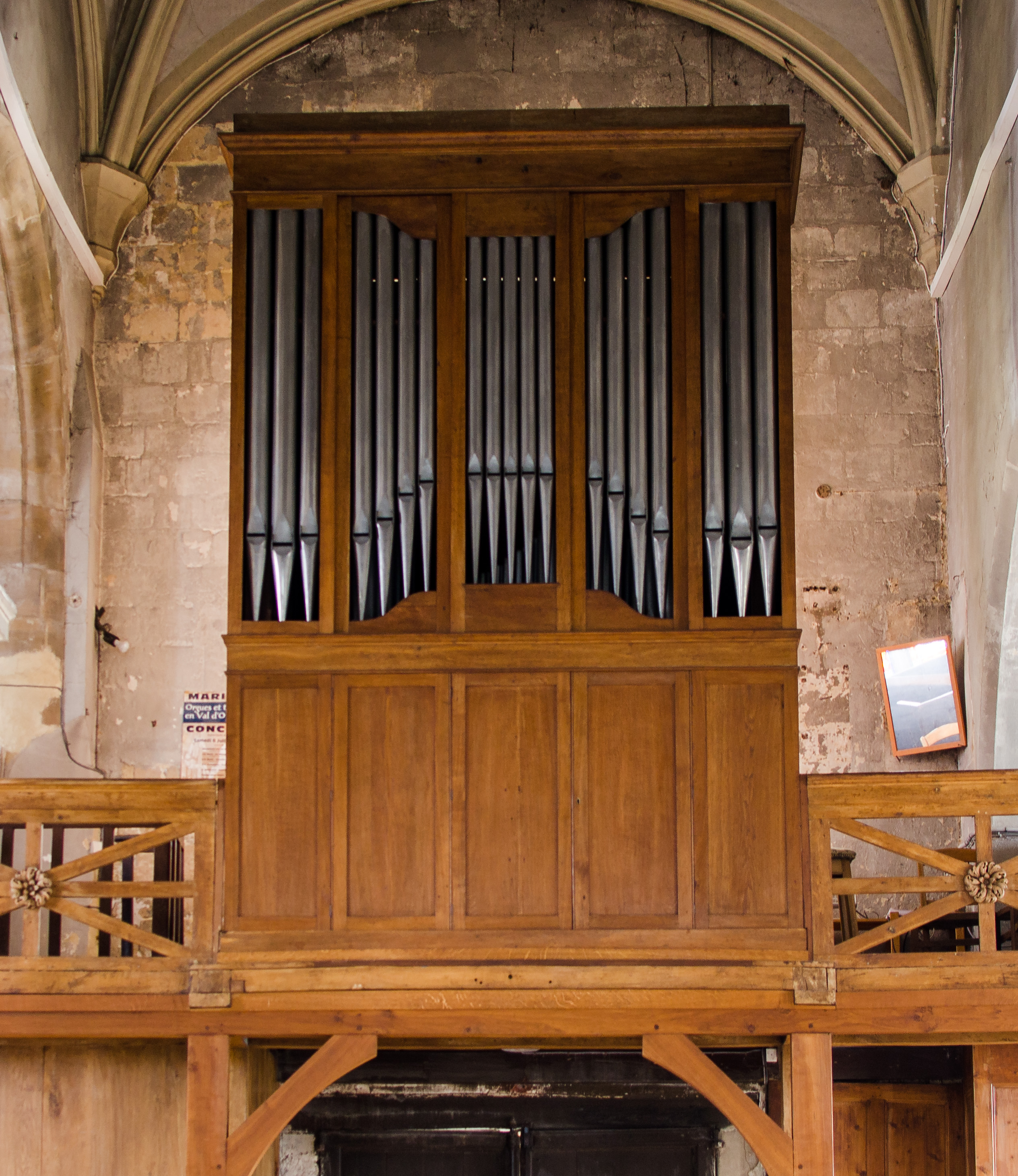
Orgue de tribune.

Parmi le mobilier de l'église, seule la partie instrumentale de l'orgue de tribune est classée au titre objet. La cloche du XIIIe siècle déposée dans le bas-côté nord est également classée.
- La cloche du XIIIe siècle est classée depuis le 6 mai 1907, et compte parmi les plus anciennes de France. C'est probablement la seule cloche subsistante qui a été fabriqué selon le procédé mis au point par le moine Théophile. Elle a été étudiée par Léon Plancouard en 1904. Elle porte pour seule inscription, en caractères gothiques « O REX GLORIE XTE VENI CUM PACE » ce qui signifie « Ô Christ, Roi de gloire, viens en paix », et semble être le début d'une ancienne prière ou incantation. Petite par sa taille, elle mesure 47 cm de haut, a un diamètre 35 cm, et atteint un poids de 265 kg[14].
- L'orgue a été confectionné vers 1833 par le facteur d'origine anglaise John Abbey (1785 - 1859), qui s'installa en France à partir de 1826. L'association Orgue et musique en Vexin a entrepris en 1979 les démarches et études nécessaires pour obtenir le classement de l'instrument, puis sa restauration. Les travaux furent engagés en 1987 et confiés au facteur Bernard Raupp de Condom (Gers). Ils ont été rendus possibles grâce au concours financier de la ville de Marines, du conseil régional d'Île-de-France et du ministère de la Culture. Son inauguration après restauration eut lieu en 1989, et fut assurée par l'organiste André Isoir. Cet orgue sert régulièrement pour les offices et de nombreux concerts et récitals y sont donnés. La partie instrumentale de l'orgue est classée depuis le 28 avril 1982[15],[16].

Le mobilier comporte quelques autres éléments qui méritent l'attention :
- La plaque commémorative au sud du chœur rappellent le lien entre un saint bien connu et la paroisse de Marines. Elle porte l'inscription suivante : « Dans ce sanctuaire le 25 mars 1624 saint Jean Eudes clerc oratorien fondateur de la congrégation sacerdotale de Jésus et Marie fit le vœu de servitude perpétuelle à Jésus et Marie »[11]. La plaque porte la date du 8 décembre 1959. La plaque commémorative des curés en face au nord est cinq jours plus jeune. Elle mentionne les noms de famille de tous les curés de 1794 à 1959, sachant que le service paroissial fut assuré par les chanoines Augustins jusqu'en 1618, et par les pères Oratoriens de 1618 jusqu'en 1794.
- L'aigle-lutrin, qui représente la force de l'Esprit Saint et symbolise en même temps saint Jean Évangéliste, a été relégué dans la chapelle du Sacré-Cœur. Il servait à la proclamation de l'Évangile jusqu'à la réforme liturgique.
- Le confessionnal néogothique est une réalisation de qualité, qui se remarque par le décor ajouré de sa porte centrale. Les fines colonnettes à chapiteaux qui flanquent les loges adoptent le style rayonnant tardif, alors que les arcs en anse de panier sommés de fleurons sont d'inspiration flamboyante, tout comme les crochets végétaux qui se profilent au-dessus de l'arc de la loge centrale.
- Le chandelier pascal en bois doré, habituellement placée dans la chapelle Sacré-Cœur en raison de la présence des fonts baptismaux dans cette chapelle, est de style baroque et richement ouvragé.
- Une statue occupant la place d'honneur dans la niche au milieu de l'abside représente saint Rémi de Reims, le saint patron de l'église. Cette statue est susceptible d'être antérieure à la Révolution.
- Le chemin de croix est constitué de quatorze peintures de David Daoud.

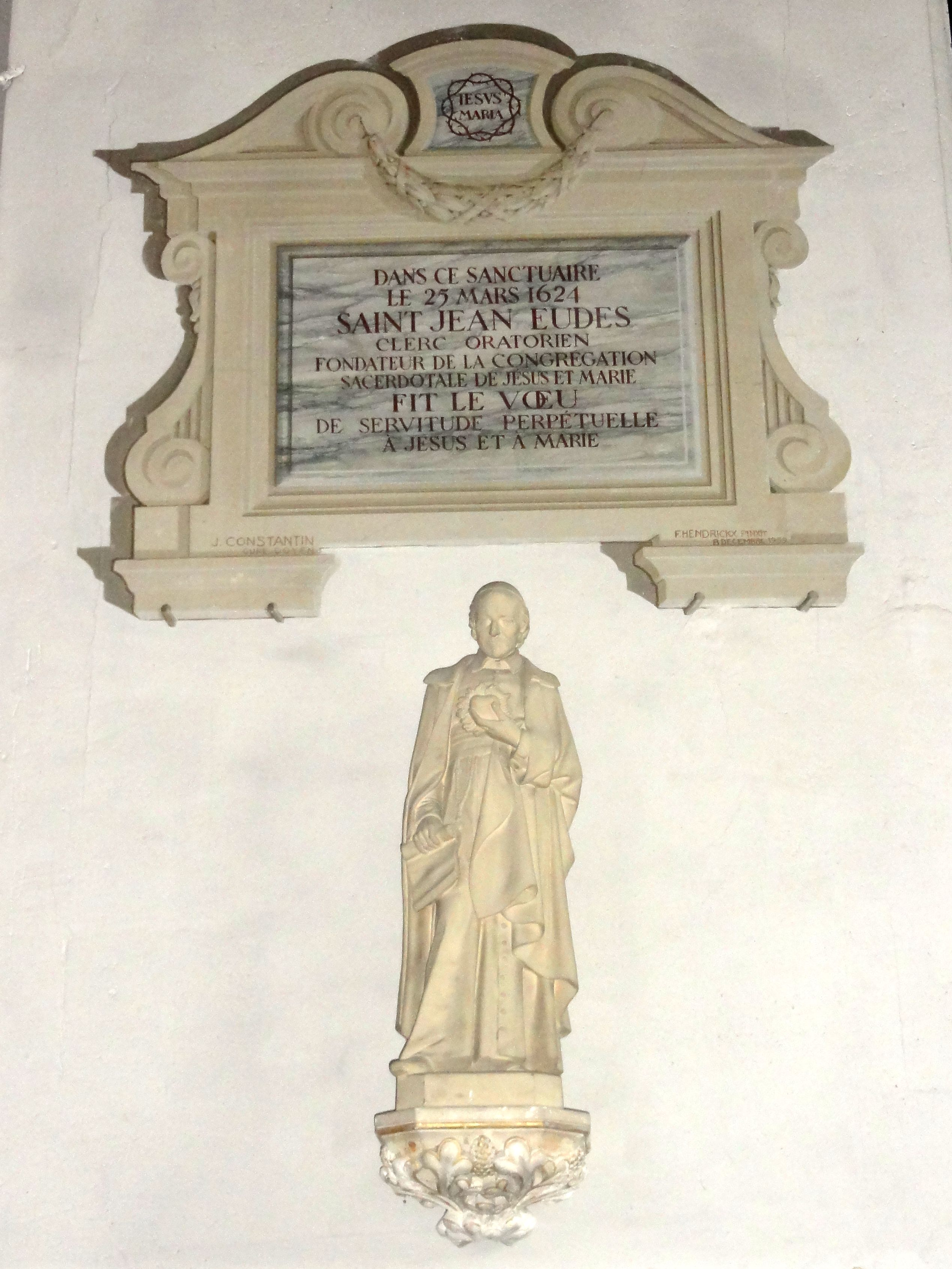
Plaque commémorative.
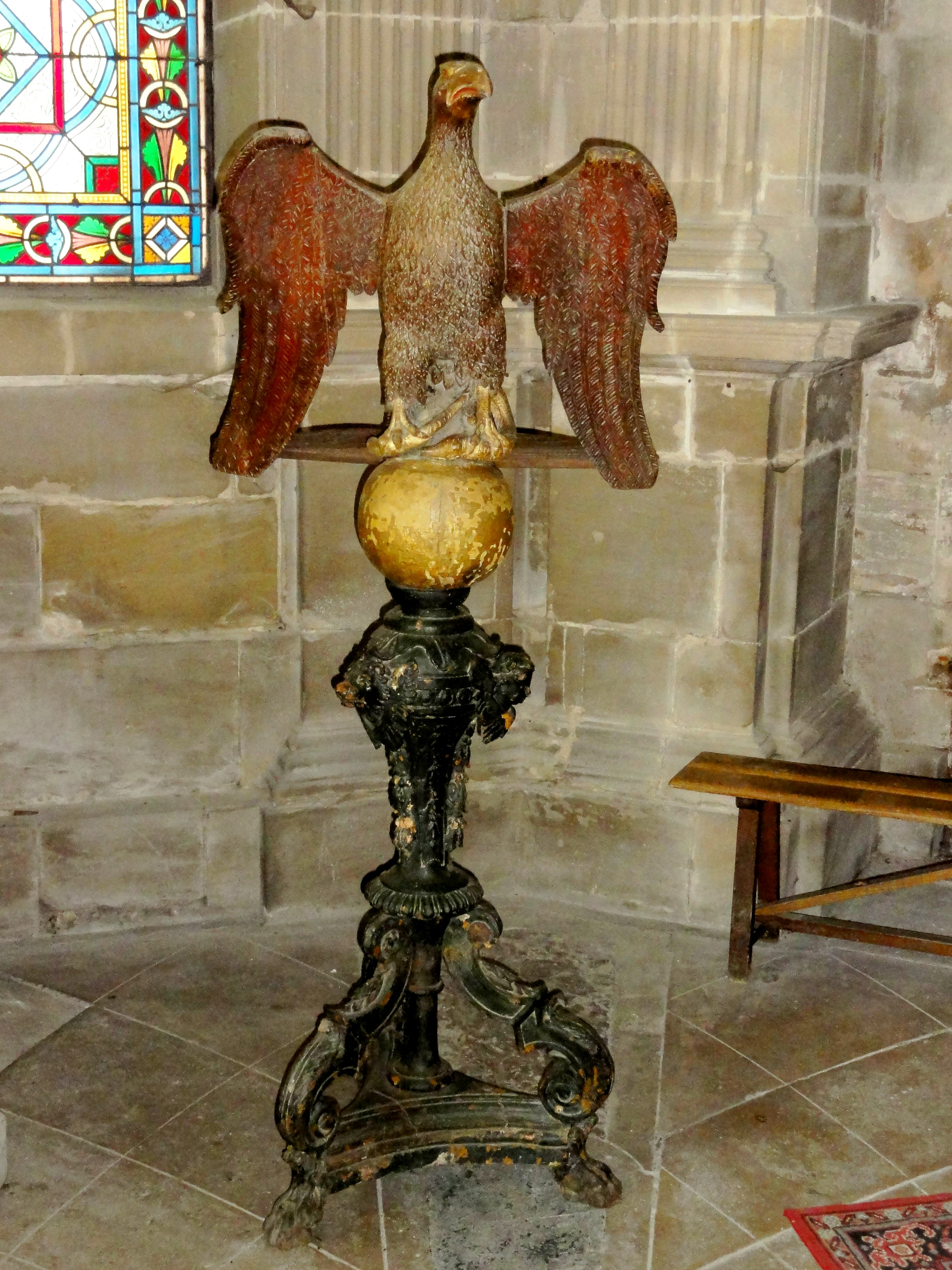
Aigle-lutrin.
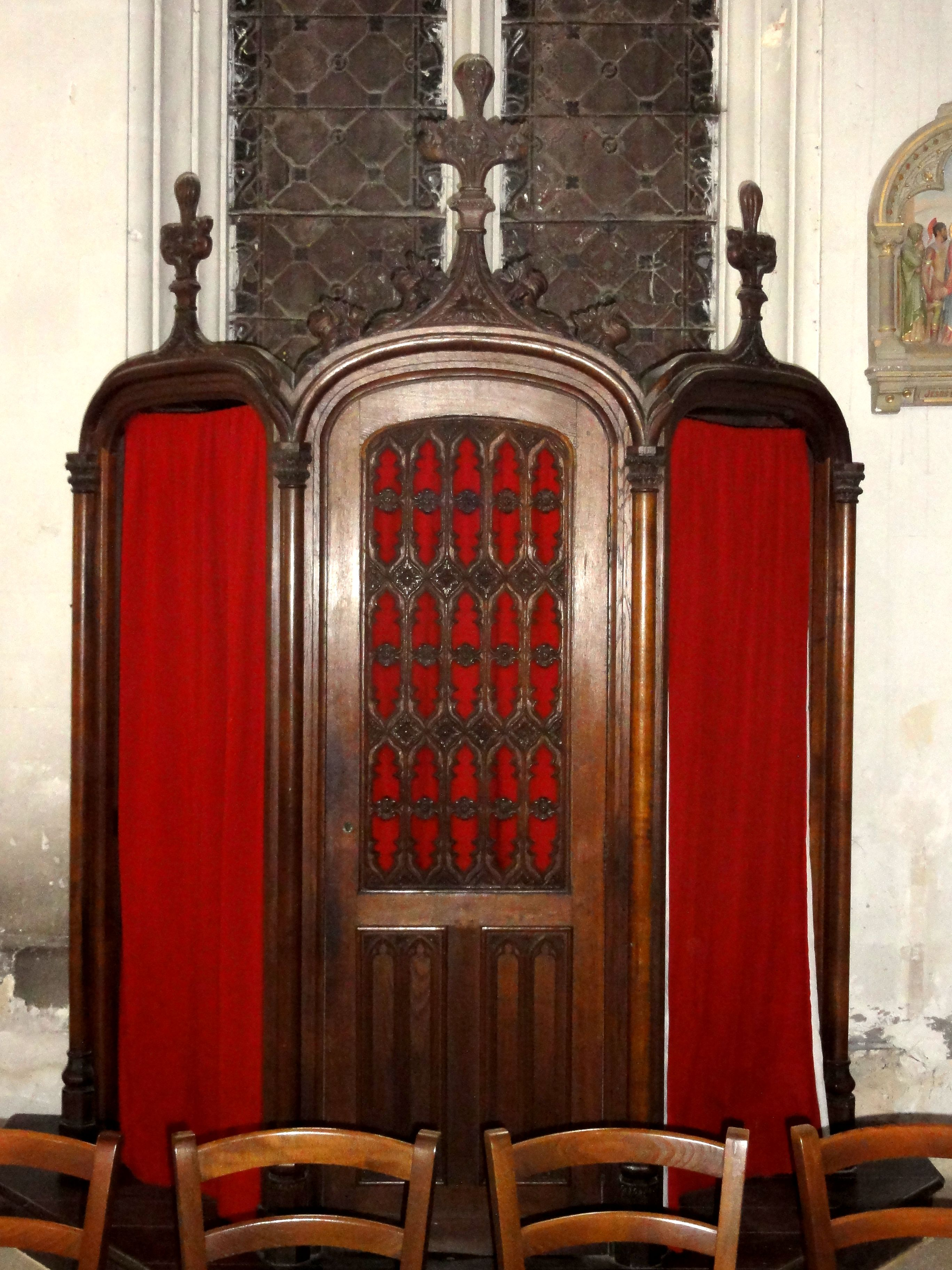
Confessionnal.
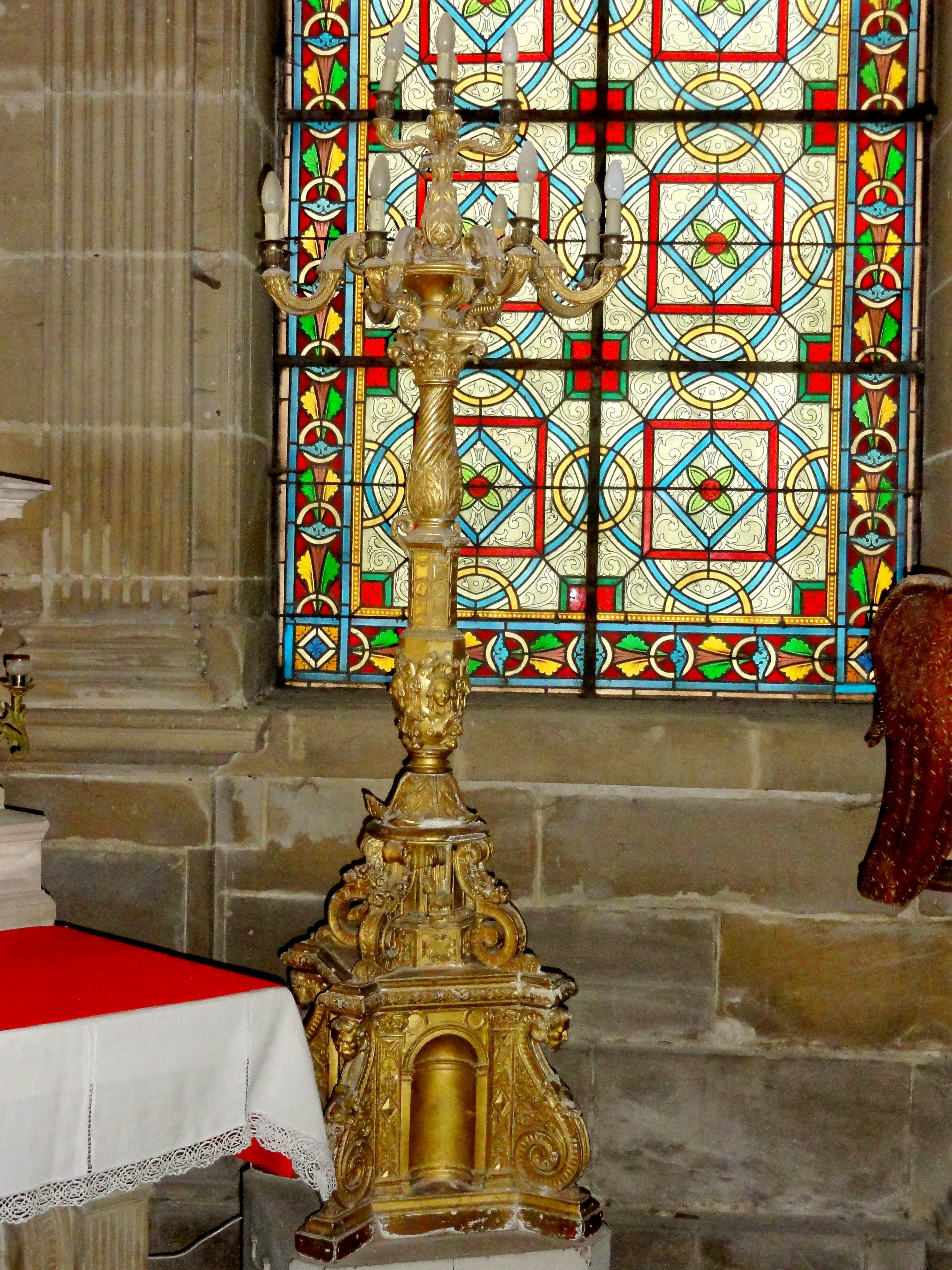
Chandelier pascal.
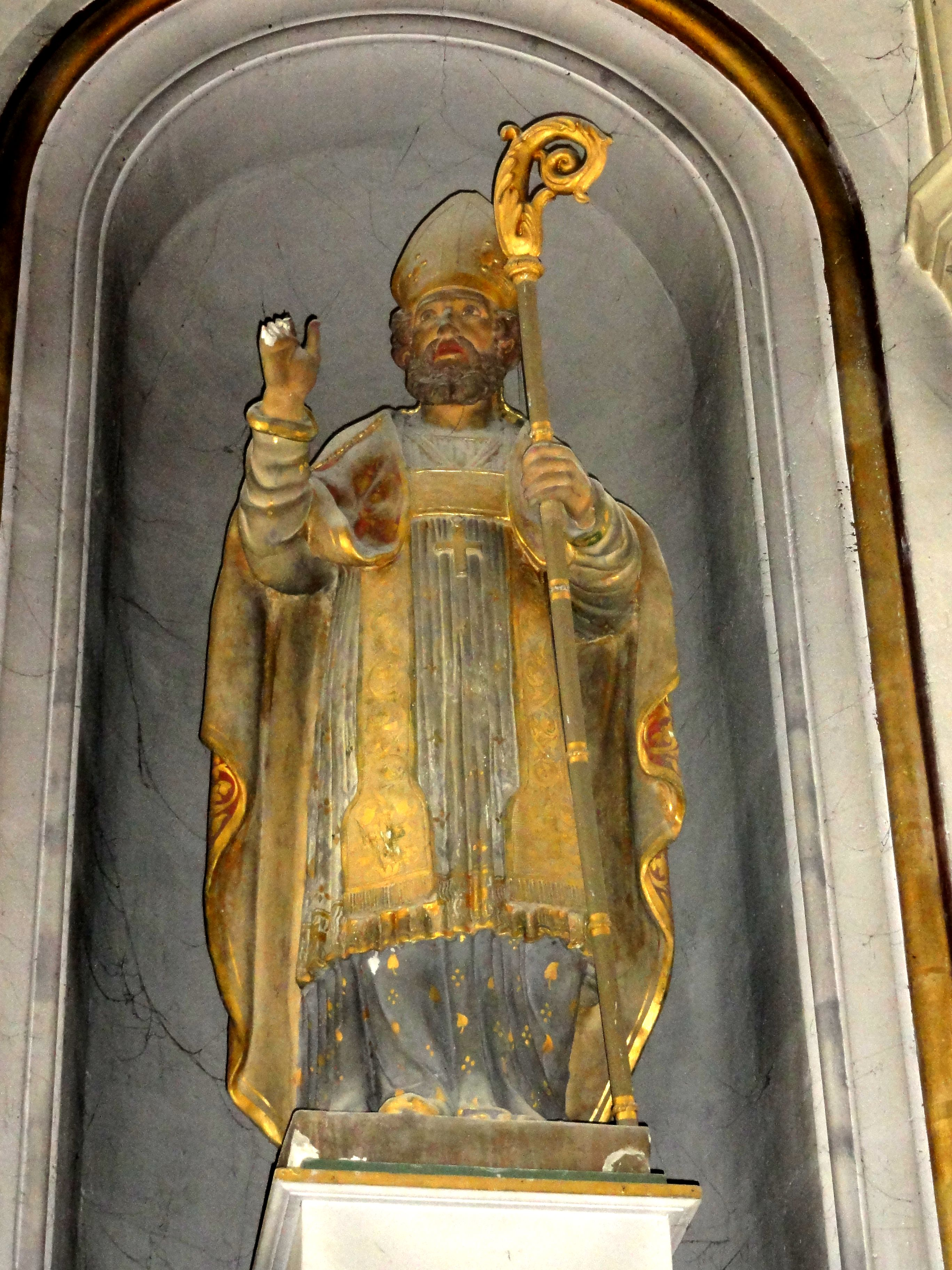
Saint Rémi.